# Thüringen

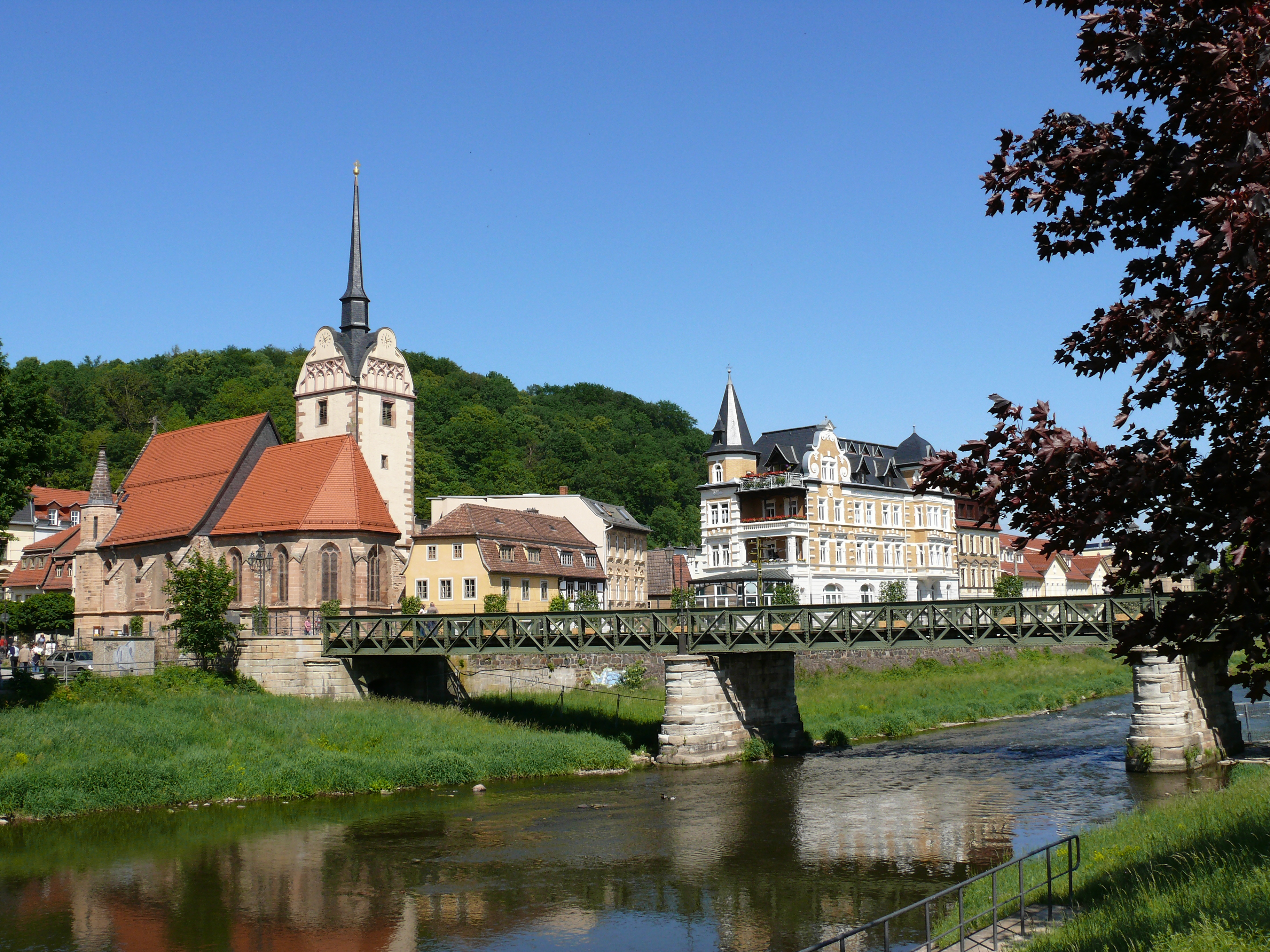
St.-Marien-Kirche in Gera-Untermhaus

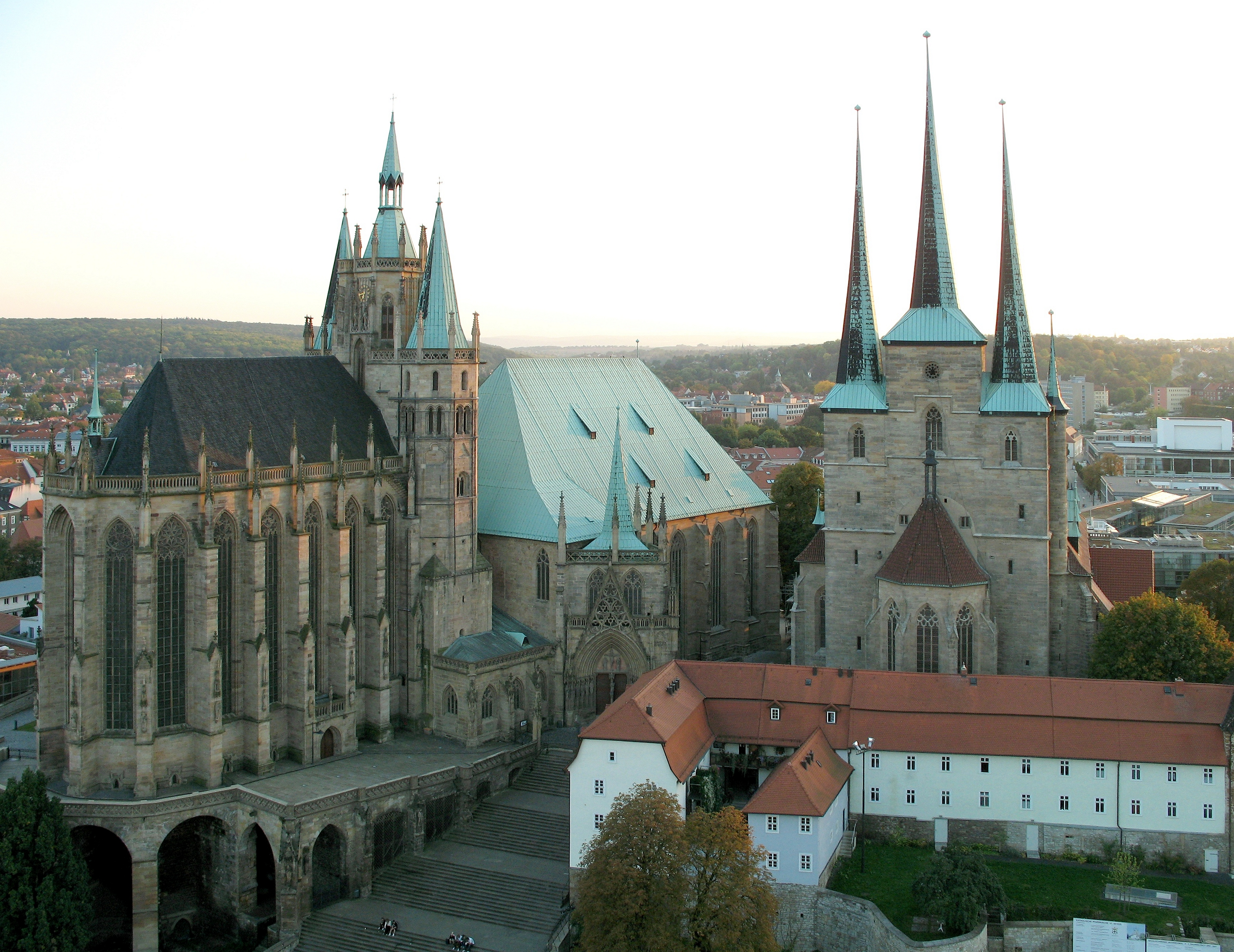
Erfurt, Dom und Severikirche

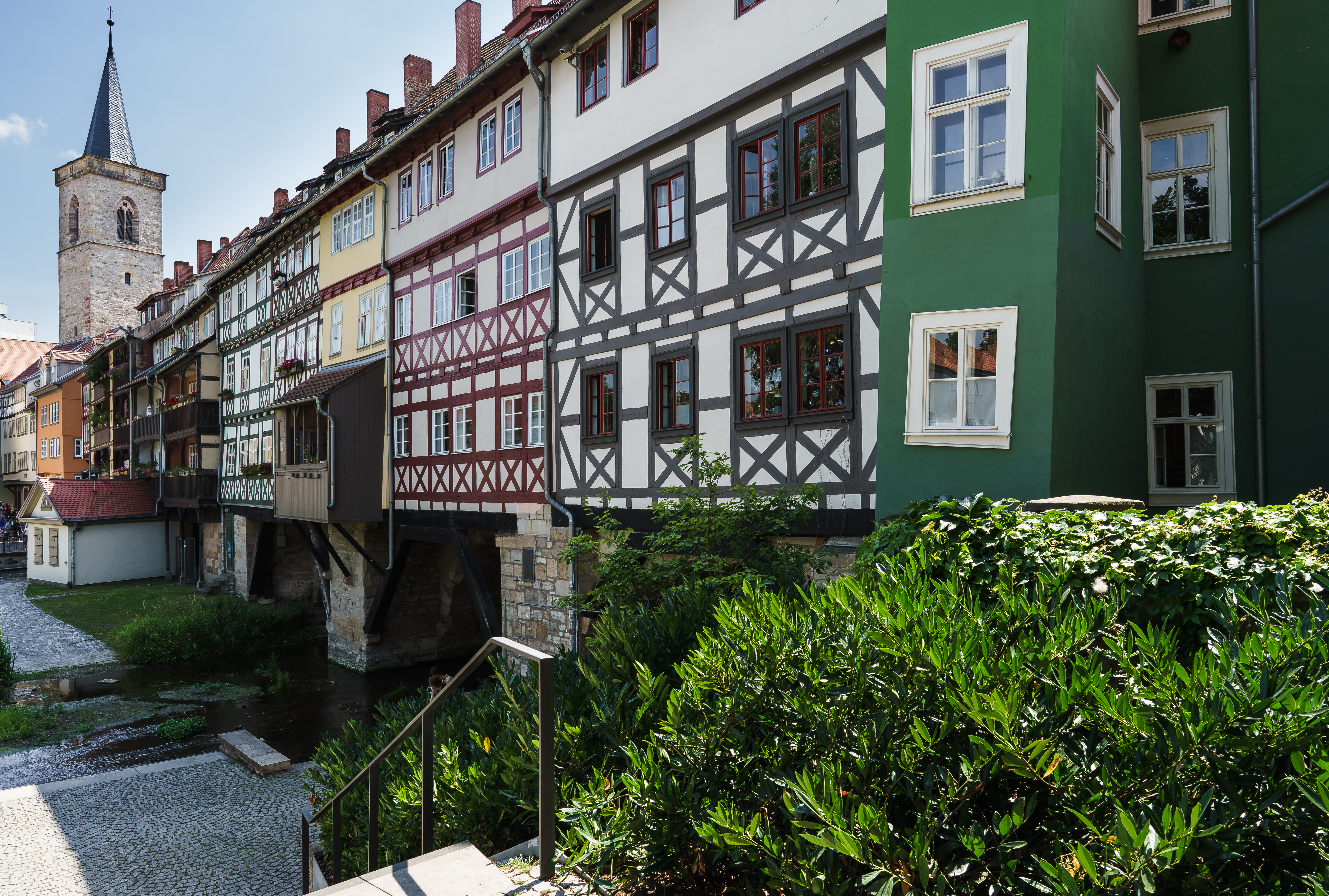
Krämerbrücke mit Ägidienkirche (Erfurt)

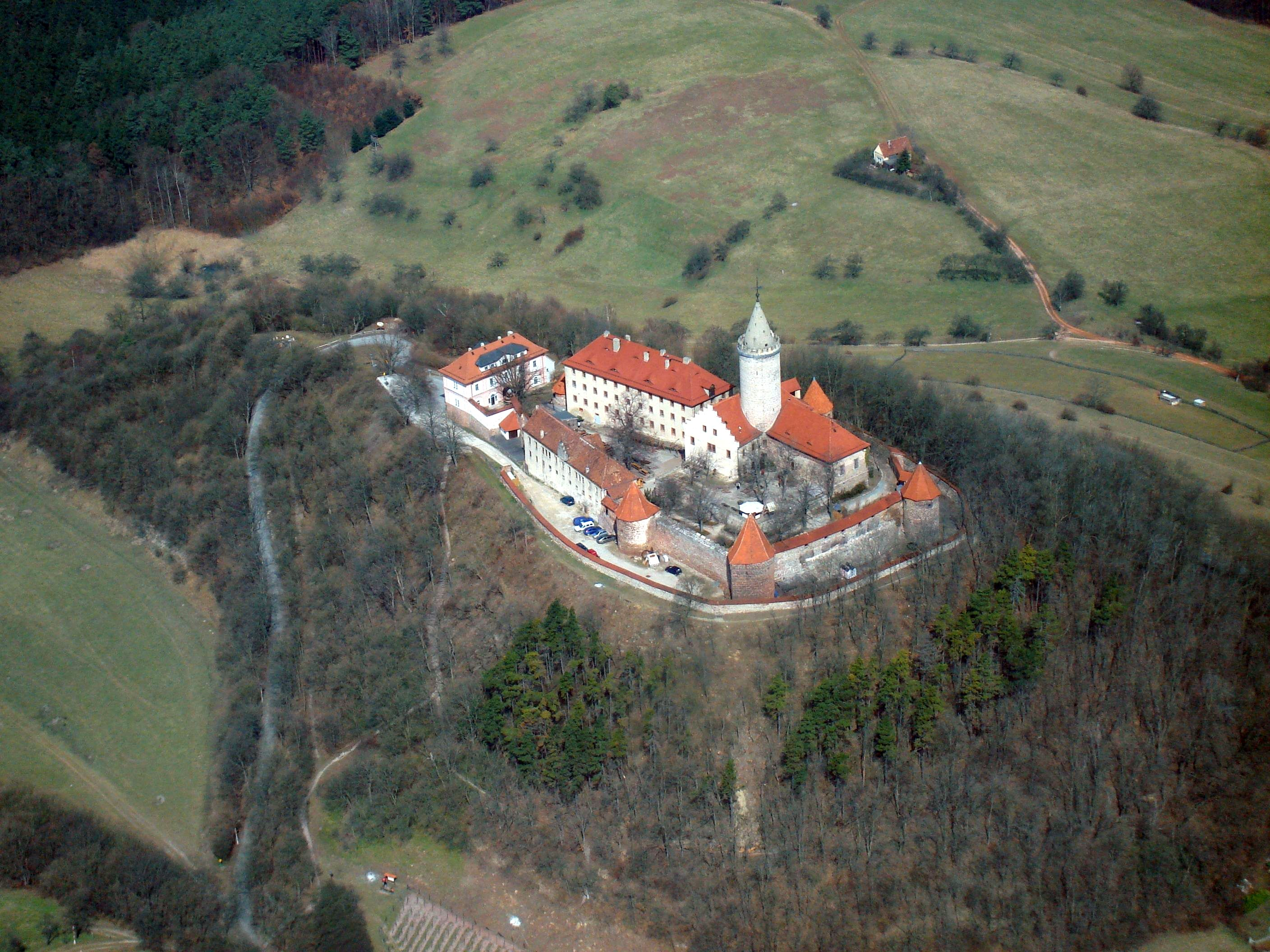
Leuchtenburg

Thüringen [tʰyːʁɪŋən] ⓘ (amtlich Freistaat Thüringen; Abkürzung TH) ist ein Bundesland der Bundesrepublik Deutschland. Es gehört zu den kleineren von 16 Bundesländern (zwölftgrößtes nach Bevölkerung, elftgrößtes nach Fläche). Größte Stadt ist die Landeshauptstadt Erfurt, einzige weitere Großstadt ist Jena.
Der Name Thüringen tritt als Gebietsbezeichnung seit dem Thüringerreich im frühen 6. Jahrhundert auf. Danach bildete Thüringen kein zusammenhängendes Herrschaftsgebiet mehr, auch wenn es dem Landgrafen von Thüringen für kurze Zeit gelang, große Teile der Region zu kontrollieren. Dennoch blieb der Name für die Landschaft erhalten und wurde 1920 aufgegriffen, als sich sieben Freistaaten der damaligen acht so genannten „Thüringischen Staaten“ vereinigten und das Land Thüringen begründeten. Preußische Gebiete wie Erfurt und Nordthüringen, die den preußischen Regierungsbezirk Erfurt bildeten, kamen am 9. Juli 1945 hinzu. Nach der Auflösung der Länder in der DDR 1952 wurde es erst am 3. Oktober 1990 aus den drei Bezirken Erfurt, Gera und Suhl sowie einigen angrenzenden Gebieten wiedergegründet und ist heute in 17 Landkreise sowie fünf kreisfreie Städte gegliedert. Seit 1993 trägt Thüringen wie Bayern und Sachsen offiziell den Namenszusatz Freistaat, der historisch auf die Ablösung der Monarchie durch die Demokratie zurückzuführen ist.
Die Wirtschaft Thüringens konnte sich nach anfänglichen Schwierigkeiten nach der Wende in der Zeit nach der Jahrtausendwende stabilisieren, sodass die Arbeitslosenquote heute etwa auf dem Bundesdurchschnitt liegt. Die Struktur wird vor allem von kleinen Unternehmen dominiert, wobei einige Regionen wie Südthüringen oder das Eichsfeld nach wie vor vom produzierenden Gewerbe geprägt sind. Größere Unternehmen finden sich hauptsächlich in Jena (Zeiss, Jenoptik, Schott) und Eisenach (Opel, Bosch), während Erfurt mit seiner diversifizierten Struktur das wichtigste wirtschaftliche Zentrum des Landes ist. Bedeutende Standorte von Bildung und Forschung im Freistaat sind Jena mit der viertgrößten Universität der neuen Bundesländer, Erfurt und Ilmenau mit seiner Technischen Universität. Kulturelles Zentrum des Landes ist Weimar mit seiner traditionsreichen Bauhaus-Universität Weimar, der Musikhochschule und seinen zahlreichen UNESCO-Weltkulturerbestätten.
Thüringen weist eine hohe Dichte an Kulturstätten von nationalem und internationalem Rang auf. Zum UNESCO-Welterbe gehören das „Klassische Weimar“, das Bauhaus in Weimar, die Wartburg bei Eisenach, das jüdisch-mittelalterliche Erbe in Erfurt und der Nationalpark Hainich als Teil der Europäischen Buchenurwälder. Die Landeshauptstadt besitzt mit dem Dom, der Krämerbrücke und der ältesten erhaltenen Synagoge Mitteleuropas bedeutende kulturhistorische Stätten.
Aufgrund seines Waldreichtums erlangte das Land bereits 1897 den Beinamen „grünes Herz Deutschlands“. Ursprünglich handelte es sich dabei um einen populären Buchtitel des Reiseschriftstellers August Trinius. Der Werbespruch diente in der Weimarer Republik zur Außendarstellung des aus zahlreichen Kleinstaaten hervorgegangenen Landes und wurde nach dessen Wiedergründung 1990 wiederum aufgegriffen und bis 2022 als offizieller Werbespruch genutzt.

## Geographie

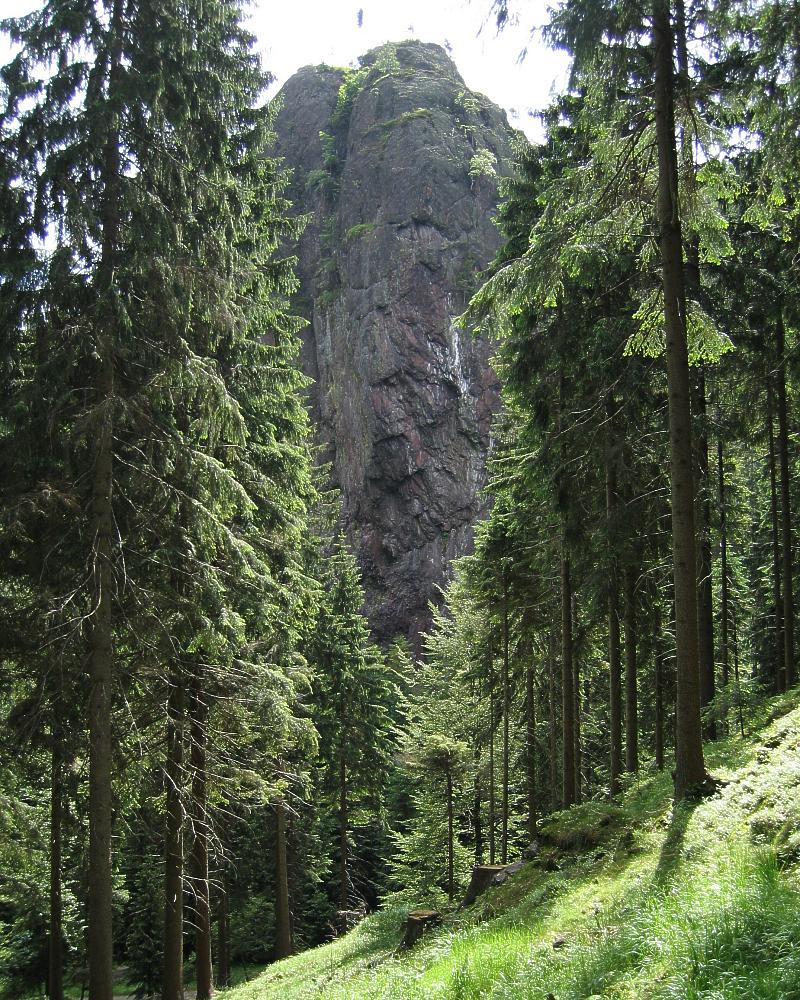
Falkenstein im Thüringer Wald

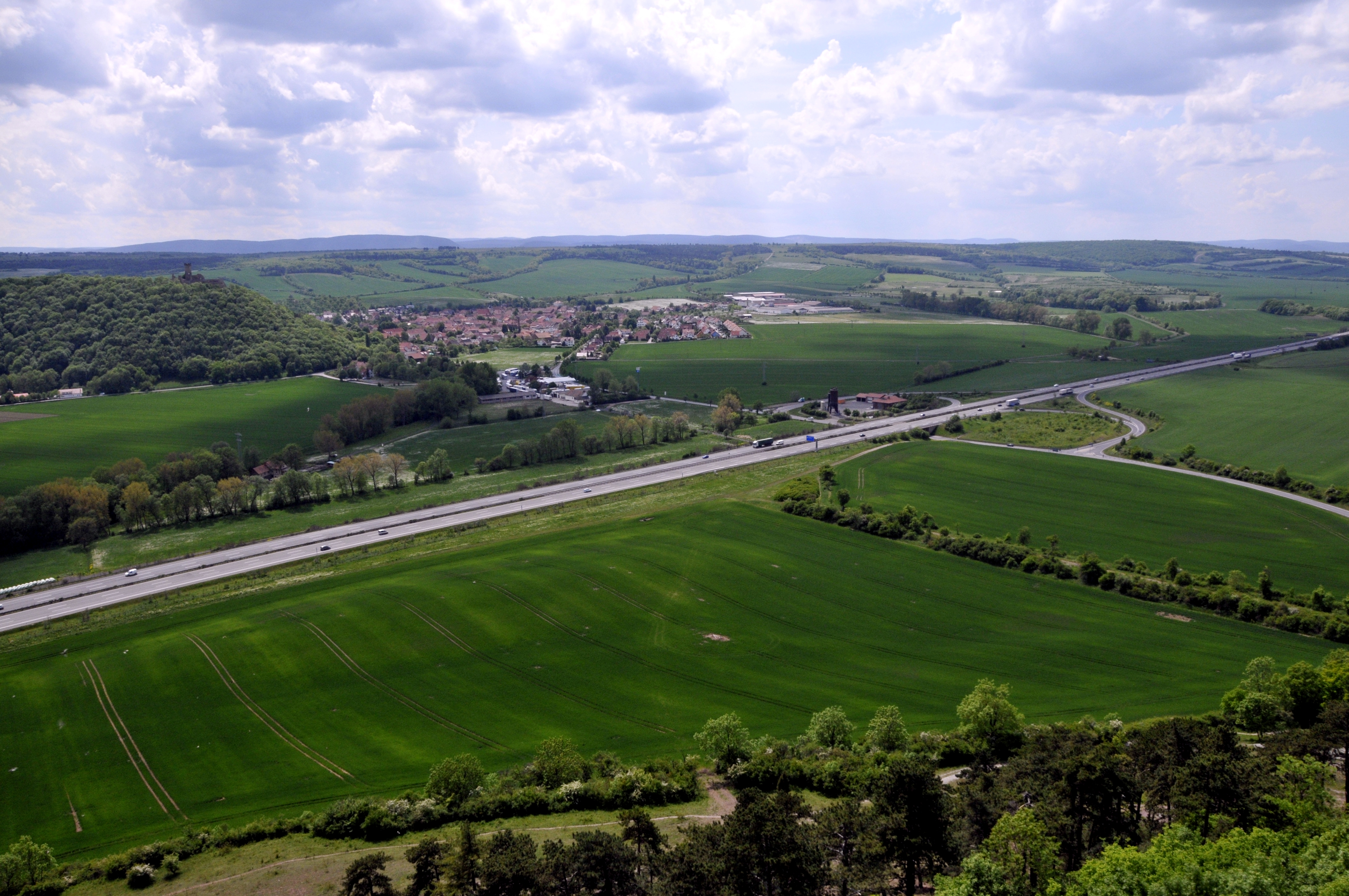
Im Thüringer Becken bei Mühlberg

Thüringen liegt in der Mitte Deutschlands und grenzt an die Länder Hessen (Länge der Grenze 270 km), Bayern (381 km), Sachsen (265 km), Sachsen-Anhalt (296 km) und Niedersachsen (112 km). Der Freistaat Thüringen gehört wie auch Sachsen und Teile Sachsen-Anhalts zur Region Mitteldeutschland. Als Ergebnis einer satellitengestützten Landesvermessung 2007/2008 wurde der Mittelpunkt Thüringens auf dem Gebiet der damaligen Gemeinde Rockhausen im Ilm-Kreis bei den Koordinaten 50° 54′ 12″ N, 11° 1′ 35″ O
etwa acht Kilometer südlich des Erfurter Doms ermittelt.
Die Landschaft in Thüringen ist sehr unterschiedlich. Im äußersten Norden befindet sich der Harz. In südöstlicher Richtung schließt sich ein als Goldene Aue bezeichnetes Gebiet an, mit dem fruchtbaren Tal des Flusses Helme. Im Nordwesten befindet sich das Eichsfeld, eine teilweise bewaldete Hügellandschaft. In der Mitte des Landes liegt das flache, sehr fruchtbare Thüringer Becken. Diese Region zählt zu den ältesten Kulturlandschaften Deutschlands. Erste Ortsgründungen sind hier bereits seit dem Jahr 704 belegt. Das Thüringer Becken wird von verschiedenen kleinen Höhenzügen umringt, so dem Dün im Nordwesten, der Hainleite und der unmittelbar nördlich davon gelegenen Windleite sowie dem Kyffhäuser im Norden, Schmücke, Hohe Schrecke und Finne im Nordosten, dem Ettersberg im Südosten, der Fahner Höhe im Süden und dem Hainich im Westen. Der Nationalpark Hainich ist der einzige Nationalpark des Landes.
Südlich des Thüringer Beckens befindet sich das hügelige Vorland des Thüringer Waldes, schließlich der Thüringer Wald selbst, als größtes Gebirge im Land. Östlich geht der Wald nahtlos ins Thüringer Schiefergebirge über, welches wiederum südöstlich im Landkreis Sonneberg und im Saale-Orla-Kreis in den Frankenwald übergeht, der jedoch nur zu kleinsten Teilen in Thüringen liegt. Gemeinsam bilden sie das Thüringisch-Fränkische Mittelgebirge. Diese Mittelgebirgskette wird vom Rennsteig, dem Kammweg, durchzogen. Er stellt die Wasserscheide zwischen Elbe im Norden und Weser beziehungsweise Rhein im Süden dar. Der Thüringer Wald ist ein Kammgebirge, während das Schiefergebirge und der Frankenwald von engen Tälern zerschnittene Hochplateaus sind. Östlich von Wald und Becken verläuft das Saaletal. Jenseits der Saale liegt im Norden das Thüringer Holzland, im Süden das Vogtland und im Osten das Osterland. Im Gegensatz zu den erstgenannten ist das Osterland um Altenburg wenig bewaldet und sehr fruchtbar. Im südlichen Landkreis Sonneberg nördlich der Kreisstadt Sonneberg verläuft die Fränkische Linie; diese trennt in Thüringen den Frankenwald vom Obermainischen Hügelland. Südwestlich des Thüringer Waldes, in Südthüringen, liegt das Werratal, gefolgt von der Rhön im Westen und dem Grabfeld im äußersten Süden.
Die wichtigsten Flüsse des Landes sind die Werra im Südwesten und die Saale im Osten. Größere Zuflüsse der Saale sind die Unstrut (mit Gera, Helme und Wipper), die Ilm und die Weiße Elster. Im Nordwesten des Landes entspringt die Leine. Insgesamt verteilt sich das Land auf die Einzugsgebiete von Weser im Westen, Elbe in der Mitte und im Osten und Rhein im äußersten Süden mit Schnittpunkt am Dreistromstein in der Nähe von Neuhaus am Rennweg. Größere natürliche Standgewässer gibt es in Thüringen nicht, jedoch liegen mit den Talsperren Bleiloch und Hohenwarte zwei der größten Stauseen Deutschlands hier.
Die höchste Erhebung im Land ist der Große Beerberg im Thüringer Wald mit 983 Metern Höhe. Weitere hohe Berge sind der Schneekopf (978 m), der Große Finsterberg (944 m) und der Große Inselsberg (916 m). Der höchste Punkt von Thüringen misst 1060 Meter über NN und befindet sich auf dem Bleßberg im Landkreis Sonneberg (Lagepunkt der Funkanlage 865 m + 195 m Höhe der Sendeanlage). Höchster Berg im Schiefergebirge ist der Große Farmdenkopf (869 m), in der thüringischen Rhön der zum Ellenbogen gehörende Schnitzersberg (816 m) und im thüringischen Harz der Große Ehrenberg (636 m). Wichtige Erhebungen zwischen Harz und Thüringer Wald sind der Birkenberg (533 m) im Eichsfeld, der Alte Berg (494 m) im Hainich, der Kulpenberg (474 m) im Kyffhäuser und der Ettersberg (482 m) bei Weimar. Südlich des Thüringer Waldes treten der Dolmar (740 m) und der Große Gleichberg (679 m) hervor, östlich der Saale liegt der höchste Berg mit dem Rosenbühl (653 m) im südlichen Vogtland, jedoch ohne besondere Reliefenergie. Ferner sind der mittlere Thüringer Wald und das angrenzende westliche Schiefergebirge sowie die Rhön bis in die Kammlagen besiedelt, sodass rund 20 Ortschaften im Land über 700 Metern Höhe liegen, darunter Oberhof, Neuhaus am Rennweg und Steinheid als höchstgelegene Orte in über 800 Metern Höhe (in der Ortsmitte) sowie die auf 750 Metern gelegenen Rhöndörfer Frankenheim und Birx, die – anders als die protoindustriellen frühneuzeitlichen Gründungen im Thüringer Wald – sogar schon der hochmittelalterlichen Siedlung mit landwirtschaftlicher Existenzgrundlage entstammen. Niedrigste Punkte sind das Unstruttal zwischen Wiehe und Roßleben (114 m), das Saaletal bei Großheringen (120 m), das Werratal bei Lindewerra (145 m) und das Pleißetal bei Treben (150 m).

### Klima
Thüringen liegt in der gemäßigten Klimazone Mitteleuropas bei vorherrschender Westwindströmung. Da zwischen den westlichen Meeren und dem Freistaat bereits einige schützende Mittelgebirge liegen, ist das Klima Thüringens kontinentaler als im Westen und Norden Deutschlands. Dies zeigt sich vor allem durch kältere Winter und trockenere Sommer als in anderen Teilen der Bundesrepublik.
Innerhalb Thüringens bestehen größere klimatische Unterschiede. Im Thüringer Becken, in der Landesmitte gelegen und von Gebirgen umgeben, fallen die geringsten Niederschlagsmengen Deutschlands. Den Rekord hält Straußfurt mit 242 Millimeter Jahresniederschlag im Jahr 1911. Normal sind im Thüringer Becken 400 bis 500 Millimeter Jahresniederschlag bei einer Jahresmitteltemperatur von 8,5 Grad Celsius (1961–1990 an der Wetterstation Artern). Die Hügelzonen im Land liegen klimatisch etwa im deutschen Durchschnitt. So fallen in Gera 624 Millimeter Niederschlag bei einer Temperatur von 7,8 Grad Celsius. Ein regenreiches und eher kühles Klima weisen in Thüringen die Gebirgszonen auf. So werden auf der Schmücke im Schnitt 1289 Millimeter Jahresniederschlag bei einer Temperatur von 4,4 Grad Celsius gemessen. Hier liegt die Januar-Temperatur bei −4 Grad Celsius und die Juli-Temperatur bei 12,8 Grad Celsius. In Artern am Nordrand des Thüringer Beckens liegen die Werte dieser Monate bei −0,7 Grad Celsius und 17,6 Grad Celsius.
Regelmäßige Naturkatastrophen in Thüringen sind insbesondere Hochwasser und Stürme. Hochwasser tritt meist bei Vb-Wetterlagen auf, bei denen große Tiefdruckgebiete mit feuchter Mittelmeerluft über die Adria, Österreich, Tschechien und Polen nach Norden ziehen und durch ihre Drehung entgegen dem Uhrzeigersinn heftigen Stauregen am Thüringer Wald und Schiefergebirge verursachen. Die Gefahr durch Hochwasser infolge von schneller Schneeschmelze ist demgegenüber weniger groß, da die Höhenlagen des Thüringer Waldes in viele verschiedene Flüsse entwässern. Nach der Wiedervereinigung wurde der Hochwasserschutz durch Ausweisung entsprechender Flächen und die Anlage von zahlreichen Rückhaltebecken auch an kleinen Flüssen deutlich verbessert. Stürme sind besonders für die Gebirgsregionen problematisch, da die durch Umweltverschmutzung des 20. Jahrhunderts geschädigten Fichten-Monokulturen dort anfällig für Windbruch sind, was sich zuletzt bei Orkan Kyrill zeigte. Durch eine Erhöhung der Artenvielfalt im Forstbetrieb sollen die Auswirkungen zukünftiger Stürme hier reduziert werden. Wenn der Klimawandel wie prognostiziert zu einer unregelmäßigeren Niederschlagsverteilung führt, sind die Tieflagen im Thüringer Becken einer höheren sommerlichen Dürregefahr ausgesetzt, da die Niederschlagsmengen hier recht gering sind. Hierauf versucht die Landwirtschaft durch das Ausweichen auf trockenheitsresistentere Sorten zu reagieren.

### Geologie
Die geologische Situation in Thüringen ist durch eine große Vielfalt geologischer Formationen gekennzeichnet. An der Oberfläche beziehungsweise den bodennahen Bereichen lassen sich in den verschiedenen Regionen des Landes fast alle Schichten des Phanerozoikums, das heißt der letzten 500 Millionen Jahre, nachweisen.
Bezogen auf die Entstehungsgeschichte wird Thüringen in vier so genannte Strukturstockwerke gegliedert, die nach ihrem Alter geordnet in den jeweiligen Regionen dominierend auftreten:
- das hercynisch ausgerichtete Grundgebirgsstockwerk im Thüringer Schiefergebirge
- das zum Saxothuringikum gehörende Übergangs- beziehungsweise Molassestockwerk im Thüringer Wald
- das Tafeldeckgebirgsstockwerk im Thüringer Becken und im Südwestthüringischen Triasgebiet
- das Lockergesteinsstockwerk im Weißelsterbecken

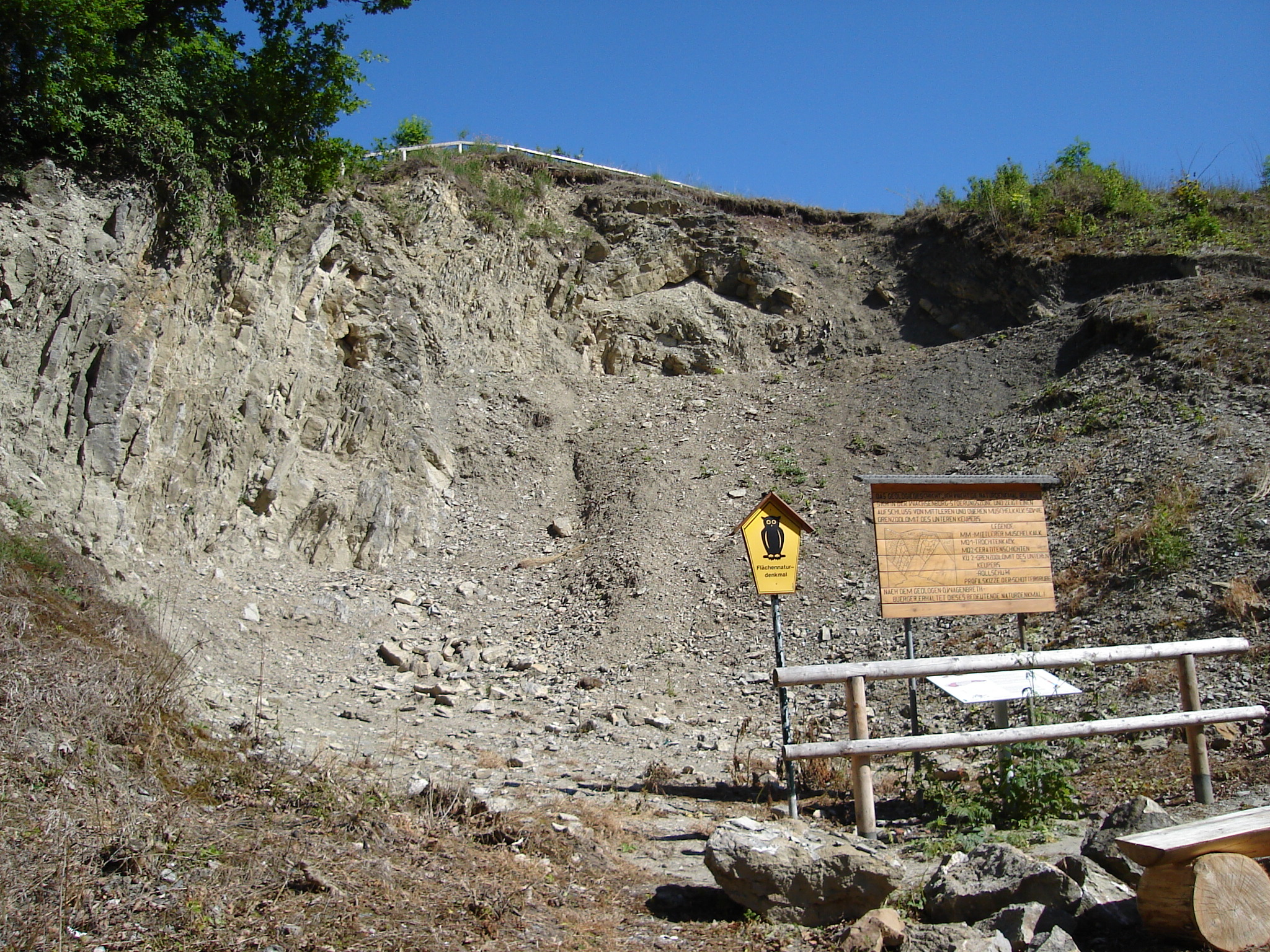
Steinbruch bei Haarhausen im Bereich der Eichenberg–Gotha–Saalfelder Störungszone mit deutlich sichtbarer Gesteinsfaltung

Während die geomorphologische Gestalt Thüringens im Süden und Westen fast ausschließlich durch tektonische Vorgänge und Erosion durch Niederschläge bestimmt ist, kam es vor etwa 400.000 – 320.000 Jahren im Norden und Osten zu einer Überformung dieser Strukturen durch die Elsterkaltzeit. Demgemäß erfolgt eine Aufteilung des Landes aus geomorphologischer Sicht in fünf äußerlich abgrenzbare Gebiete:
- das Thüringer Gebirge, bestehend aus Thüringer Wald und Thüringer Schiefergebirge
- die Zechstein- und Trias-Landschaften des Thüringer Beckens und Südthüringens
- die südthüringischen Vulkanitgebiete (Heldburger Gangschar)
- der Kyffhäuser und der thüringische Anteil des Harzes
- das Altenburg-Meuselwitzer Gebiet, das durch Braunkohletagebau und Überreste des in der zweiten Hälfte des 20. Jahrhunderts erfolgten Uranbergbaus gekennzeichnet ist.

Innerhalb der Zechstein- und Triaslandschaften prägen neben flachen Gebieten zahlreiche Störungen das Landschaftsbild, von denen die Eichenberg–Gotha–Saalfelder Störungszone, die das Thüringer-Wald-Vorland vom Thüringer Becken abgrenzt, die längste und auffälligste ist. Im Zechsteingebiet im Bereich von Werra und Wipper finden sich größere Salzvorkommen, die besonders im 20. Jahrhundert abgebaut wurden. Im Buntsandsteingebiet des Saaletales bei Jena sind zahlreiche geologische Phänomene zu beobachten.
Ausgehend von der im späten Mittelalter vor allem in Bereich des Thüringer Gebirges beginnenden Gewinnung von Bodenschätzen wie Eisenerz, Kupferschiefer oder Gold entwickelte sich in der Region bereits im 16. Jahrhundert eine theoretische Verarbeitung praktisch-geowissenschaftlicher Erkenntnisse. Im Jahr 1796 entstand mit der Societät für die gesamte Mineralogie zu Jena die erste geowissenschaftliche Vereinigung überhaupt. Sie entstand auf Anregung Goethes, der von 1803 bis 1830 ihr Präsident war.
Aufgrund anhaltender tektonischer Vorgänge kommt es im Südosten Thüringens gelegentlich zu kleineren Erdbeben. Diese werden seit Anfang des 20. Jahrhunderts von der Universität Jena beobachtet. Heute befindet sich im Osten des Thüringer Schiefergebirges das Geodynamische Observatorium Moxa der Friedrich-Schiller-Universität Jena sowie das Zentrum für die Ingenieuranalyse von Erdbebenschäden der Bauhaus-Universität Weimar zur Untersuchung und Bewertung möglicher Folgen von Erdbeben nicht nur in diesem Gebiet.

### Natur und Landschaft

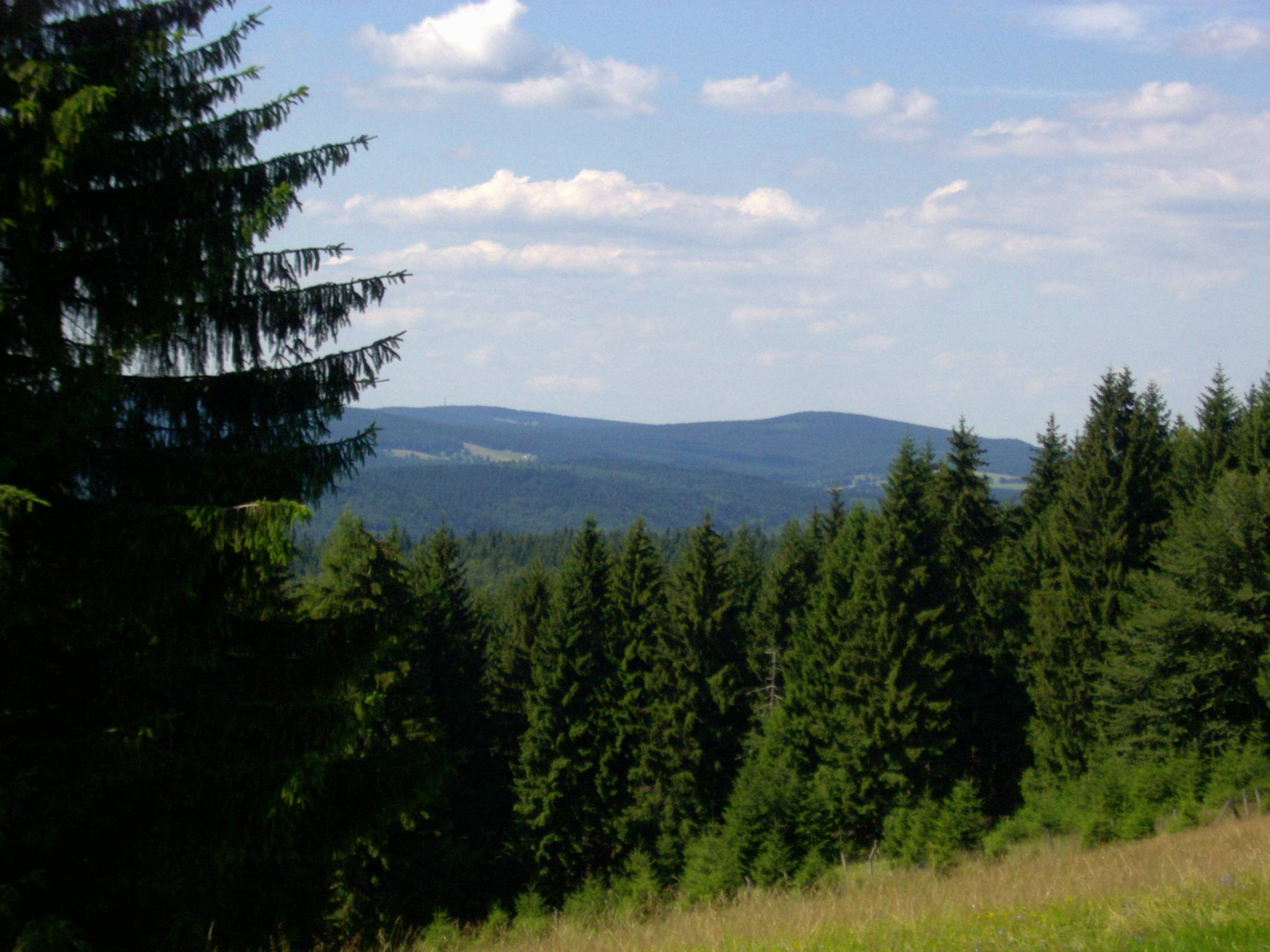
Fichtenwald am Schneekopf

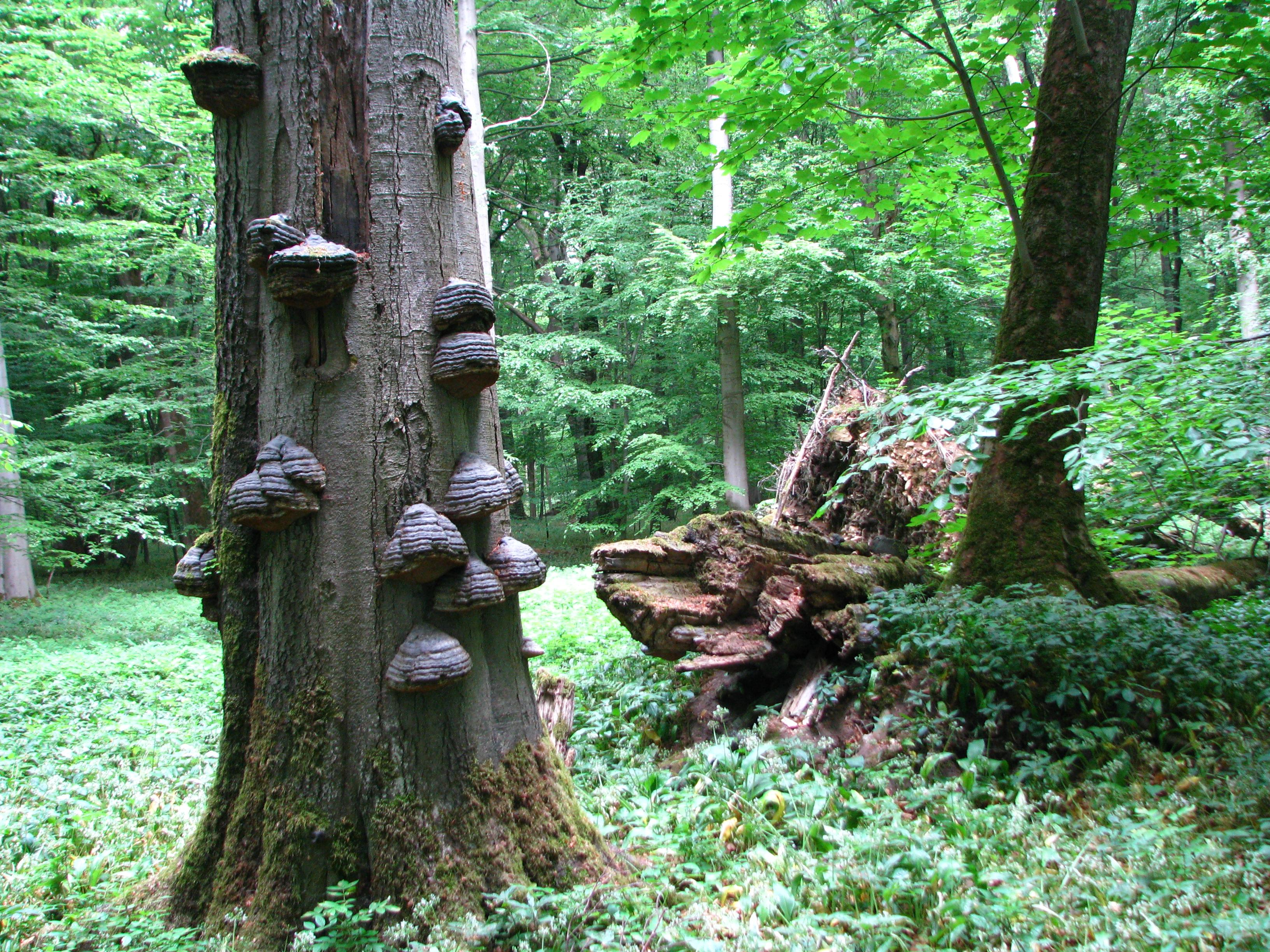
Buchenwälder im Hainich gehören zum Weltnaturerbe

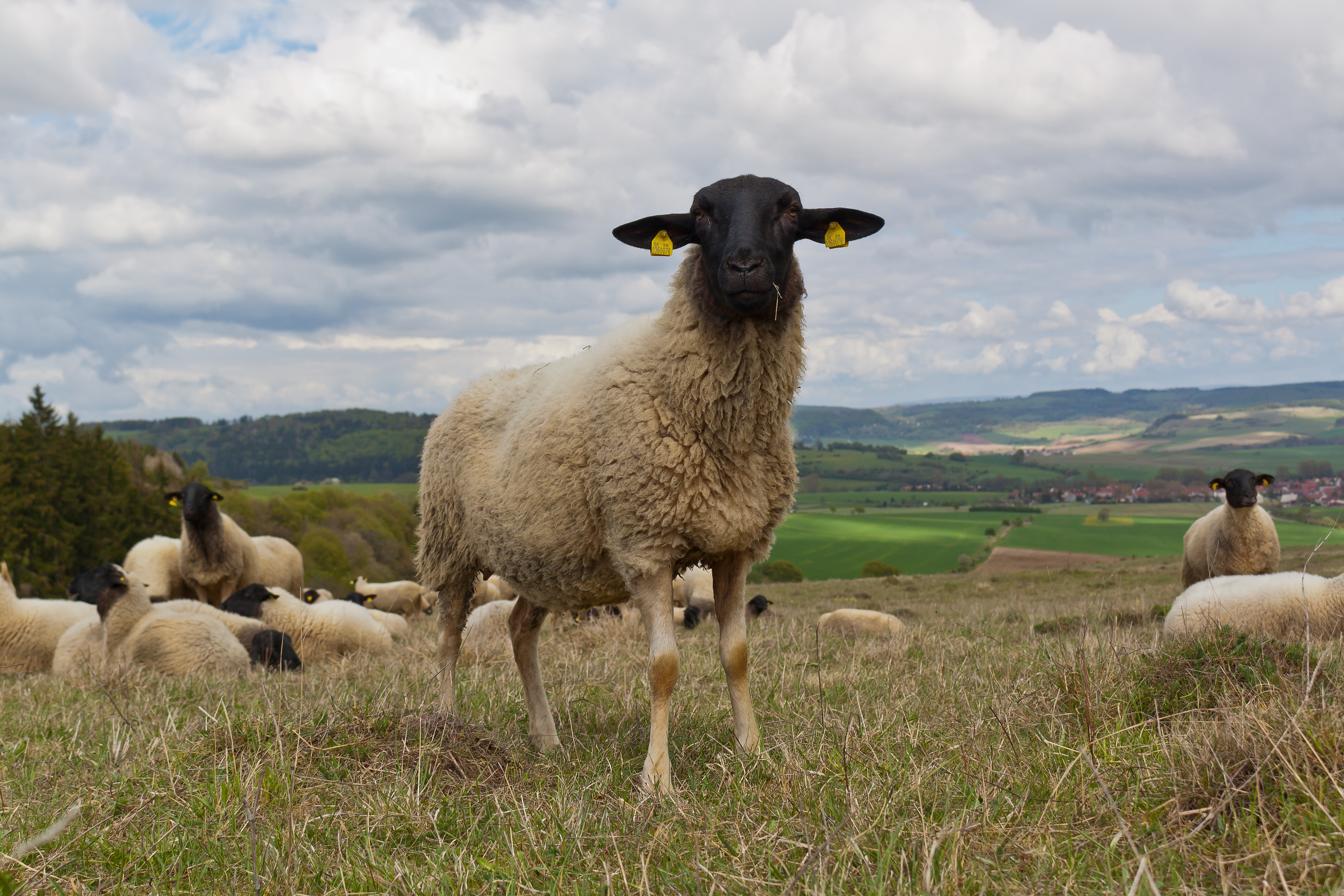
Rhönschaf

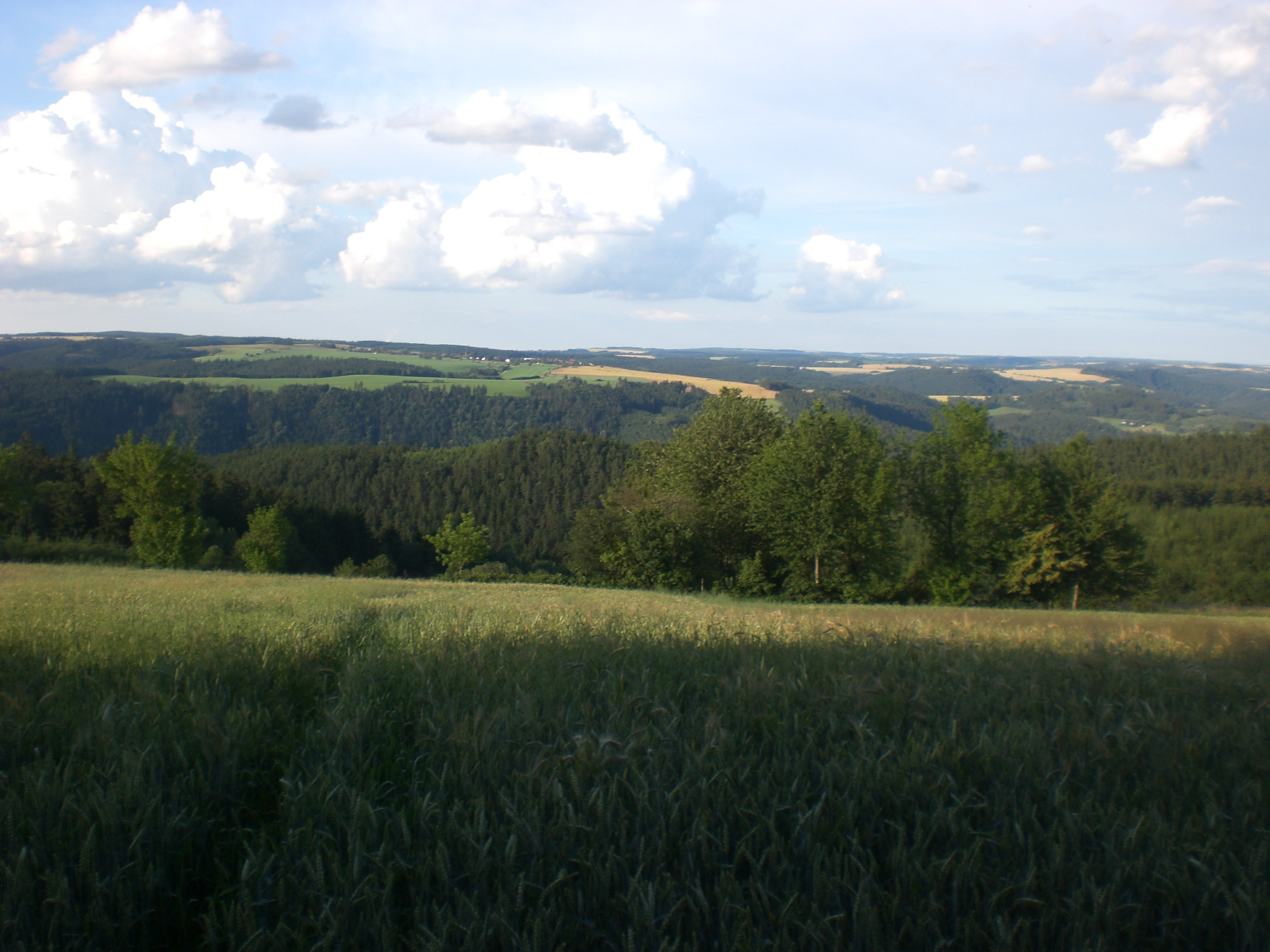
Thüringer Landschaft bei Drognitz

Dank dem vielgestaltigen geologischen Untergrund und dem Einfluss der Mittelgebirge auf das Lokalklima kann in Thüringen eine Vielzahl von Pflanzenarten mit unterschiedlichen ökologischen Ansprüchen wachsen. Eine naturräumliche Gliederung Thüringens unterscheidet die sieben Naturraumtypen Mittelgebirge, Buntsandstein-Hügelländer, Muschelkalk-Hügelländer, Basaltkuppenland, Ackerhügelländer, Auen und Niederungen sowie Zechsteingürtel an Gebirgsrändern. Innerhalb dieser Naturraumtypen werden 38 einzelne Naturräume unterschieden; der Naturraum Thüringer Gebirge wird zudem in acht Untereinheiten gegliedert.
Die potenzielle natürliche Vegetation Thüringens besteht aus Wäldern, die je nach Standortverhältnissen in verschiedene Typen unterschieden werden könnten. Am weitesten verbreitet wären von der Rotbuche (Fagus sylvatica) dominierte Buchenwälder, dabei vor allem Hainsimsen-, Waldmeister-, Waldgersten- und Orchideen-Buchenwälder. Nur wo die Standortbedingungen weniger ideal sind, könnten auch andere Baumarten dominieren. So wären in den trockenwarmen, kontinental geprägten Gebieten des zentralen Thüringer Beckens die Traubeneiche (Quercus petraea), Stieleiche (Quercus robur), Hainbuche (Carpinus betulus) und die Winterlinde (Tilia cordata) häufiger zu finden. In den Mittelgebirgen hingegen wären neben der Rotbuche der Bergahorn (Acer pseudoplatanus), die Gemeine Fichte (Picea abies) und die heute seltene Weißtanne (Abies alba) zu finden. Nur in den höchsten Lagen des Thüringer Waldes und des Thüringer Schiefergebirges wären Fichten-Buchenwälder zu finden.
Die aktuelle Flora und Fauna sind der deutschen Kulturlandschaft angepasst. Durch die Nutzung des Menschen besteht die Vegetation vor allem aus Wäldern, Grünland, Äckern, Siedlungen und Gewässern. Etwa ein Drittel der Landesfläche ist von Wald bedeckt. Thüringen zählt damit zu den waldreichen Bundesländern. Davon sind jedoch nur 30 % naturnaher Laubwald. Prägend sind vor allem Nadelholzforste, die Ende des 19. und Anfang des 20. Jahrhunderts angelegt wurden. Die Landesforstverwaltung ist jedoch bestrebt, den Laubholzanteil wieder zu erhöhen. Nachdem der Orkan Kyrill im Januar 2007 vor allem im Thüringer Wald massive Schäden anrichtete, wurde bei der Aufforstung teilweise wieder auf den heimischen Buchen-Eichen-Mischwald anstelle von Fichten-Monokulturen zurückgegriffen. Hauptbaumarten in Thüringen sind Fichte mit 42,6 %, Rotbuche mit 20,1 % und Waldkiefer mit 15,7 %. Die Wälder sind jedoch nicht homogen zusammengesetzte Mischwälder. Den Standorten entsprechend sind die Mittelgebirgslagen des Mittleren und Östlichen Thüringer Waldes, des Thüringischen Schiefergebirges und des Harzes überwiegend mit Fichte bestockt. Kiefernforste sind in den Buntsandsteinländern, so im Holzland, verbreitet. In den Muschelkalkgebieten, darunter im Hainich, im Dün und in der Hainleite, aber auch im nordwestlichen Thüringer Wald, dominieren Buchenwälder.
Das Grünland ist vor allem durch Trocken- und Halbtrockenrasen geprägt, artenreiche Frischwiesen in den Hügelländern sind stark zurückgegangen. Ein großer Anteil frischer und feuchter Wiesen wird als Rinderweide genutzt.
In den Wäldern Thüringens leben unter anderem Rehe, Hirsche, Wildschweine sowie Mufflons und Füchse. Die Wildkatze (Felis silvestris) hat im Nationalpark Hainich und im Tal der Weißen Elster, zwischen Greiz und Wünschendorf, erneut ihr Habitat gefunden. Durch den Harz im Norden des Landes streift wieder der Luchs (Lynx lynx). In den Naturschutzgebieten des Landes bestehen Vorkommen selten gewordener Vogelarten, unter anderem des Birkhuhns (Lyrurus tetrix oder Tetrao tetrix), des Schwarzstorchs (Ciconia nigra) und des Wachtelkönigs (Crex crex). Seit 2014 ist auch der einst ausgerottete Wolf in Thüringen wieder heimisch. Aktuell gibt es in der Region Ohrdruf nachweislich ein Rudel mit mindestens 11 Tieren (Stand 2024). Ebenso gibt es bei Neuhaus am Rennweg ein bestätigtes Rudel. Wölfe konnten auch schon in anderen Regionen Thüringens nachgewiesen werden, so z. B. im Thüringer Holzland und im Landkreis Nordhausen. Haustierarten, die an das Leben im Land angepasst sind, sind beispielsweise die seit Jahrhunderten gezüchtete Thüringer Waldziege oder das Rhönschaf.
Bedingt durch den Industrieschmutz, der zwischen 1850 und 1990 ausgestoßen wurde, waren Teile Thüringens am Ende dieser Periode stark geschädigt. Seitdem konnten diese Schäden teilweise abgemildert werden. So wurde im Rahmen der Bundesgartenschau 2007 in Gera und Ronneburg der ehemalige Uran-Tagebau in Ronneburg saniert und versiegelt; es entstand die Neue Landschaft Ronneburg. Eine weitere Altlast ist der Teersee in Rositz bei Altenburg, von dem eine enorm hohe Gefährdung der Umwelt ausgeht. Insgesamt hat die Belastung der Luft und der Gewässer jedoch erheblich abgenommen, einzig die Werra ist – bedingt durch den hessischen Kali-Abbau – unterhalb von Dorndorf noch derart versalzen (der Salzgehalt entspricht vielerorts dem der Ostsee), dass viele Pflanzen und Tiere nicht überleben können. Abwassereinleitungen durch den Konzern K+S sorgten in dieser Region wiederholt für Streit zwischen den Gemeinden und den Ländern Thüringen und Hessen. Kleinere Bäche leiden in Gebieten intensiver landwirtschaftlicher Nutzung nach wie vor unter einem erhöhten Nitrat-Eintrag durch Flächendüngung.
Als bedeutende Naturschutzgebiete bestehen in Thüringen der Nationalpark Hainich, die Biosphärenreservate Rhön und Vessertal-Thüringer Wald sowie die Naturparks Eichsfeld-Hainich-Werratal, Kyffhäuser, Thüringer Schiefergebirge/Obere Saale und Thüringer Wald. Zentrale Bereiche des Nationalparks Hainich zählen seit ihrer Anerkennung durch das Welterbekomitee am 25. Juni 2011 zu den 36 Welterbestätten Deutschlands. Bis 2030 sollen 5 % aller Waldflächen komplett aus der wirtschaftlichen Nutzung genommen werden, um sich langfristig zu naturnahen Wäldern zu entwickeln. Neben dem Hainich sind hierfür Flächen in der Hohen Schrecke, in der Hainleite am Possen und im Pöllwitzer Wald vorgesehen, die vor 1990 großteils militärisch genutzt wurden und teilweise noch immer durch Munitionsreste kontaminiert sind.

## Bevölkerung
Thüringen hat etwa 2,12 Millionen Einwohner, wobei die Einwohnerzahl schon seit Ende des Zweiten Weltkriegs rückläufig ist. Deshalb ist die Alterung der Bevölkerung im deutschen Vergleich schon weit fortgeschritten und das Geburtendefizit vergleichsweise hoch, obwohl die Fertilitätsrate (Geburten pro Frau) über dem Bundesdurchschnitt liegt. Der Wanderungssaldo war 2013 erstmals seit 1996 wieder positiv, da die Abwanderung in andere Bundesländer zurückgeht und gleichzeitig die Zuwanderung aus dem Ausland stark ansteigt. Im Land leben im Vergleich zu den alten Bundesländern nur wenige Migranten, sodass der Ausländeranteil (2015 ca. 4 %, 2023 ca. 8,3 %) zu den geringeren im Bundesgebiet zählt. Auf lokaler Ebene ist die Bevölkerungsentwicklung unterschiedlich, so wachsen die beiden Großstädte des Landes seit 2003 (Erfurt) und 1999 (Jena) wieder an, während insbesondere die Gemeinden im ländlichen Raum durch Überalterung stark an Bevölkerung verlieren. Damit setzt sich der Urbanisierungstrend in Thüringen weiter fort.

### Siedlungsstruktur
In seiner Bevölkerungsdichte liegt Thüringen hinter Sachsen an zweiter Stelle unter den fünf neuen Ländern. Trotzdem ist die Bevölkerungsdichte inzwischen geringer als die sämtlicher „alter“ Länder, während Thüringen vor dem Zweiten Weltkrieg noch zu den dichter besiedelten Regionen Deutschlands zählte. Entlang der Thüringer Städtekette, die sich quer von West nach Ost durch die Mitte des Landes zieht und an der die sechs größten Städte Thüringens liegen, ist die Bevölkerungsdichte am größten. Höher ist die Bevölkerungsdichte auch am nördlichen und südlichen Rand des Thüringer Waldes bzw. Schiefergebirges, entlang der Verbindung von Halle nach Kassel im Norden sowie in den Tälern von Saale, Werra und Unstrut.
Dünner besiedelt sind das Gebiet zwischen Werra und Landesgrenze im Süden, das Gebiet um die Saalestauseen im Südosten, das Holzland zwischen Roda- und Orlatal sowie der Norden des Thüringer Beckens. Siedlungsgeografisch dominieren westlich der Saale im Flachland große, häufig in sich strukturierte Dörfer mit zahlreichen Gehöften und recht großen Ortsfluren wie Herbsleben, während in den Gebieten östlich der Saale, die nicht zum deutschen Altsiedelland gehörten, die Orte meist nur aus wenigen Gehöften bestehen wie Gieba. Dafür ist die Ortsdichte dort jedoch wesentlich höher. So kommen bei ähnlicher Gesamtbevölkerungsdichte im Landkreis Gotha in der westlichen Landesmitte auf einen Ort jeweils etwa zehn Quadratkilometer Fläche, während es im Altenburger Land im Osten nur etwa zwei Quadratkilometer sind. In den Waldgebieten sind uneinheitliche Siedlungsstrukturen vorzufinden, dort gibt es sowohl zu Städten herangewachsene „Industriedörfer“ wie Zella-Mehlis oder Lauscha als auch nur aus wenigen Häusern bestehende Orte wie Allzunah. Insgesamt gibt es, je nach der Definition von Ort, zwischen 2500 und 3000 Orte im Freistaat, unter ihnen verfügen gegenwärtig 117 über Stadtrechte. Dazu kommen über 30 ehemalige Städte, die eingemeindet wurden oder ihre Rechte wieder verloren.
Das Landesentwicklungsprogramm (LEP) gibt raumpolitische Zielsetzungen vor. Herausforderung der Landesraumplanung ist die Annäherung an gleichwertige Lebensverhältnisse im gesamten Land. Dabei gilt es insbesondere infrastrukturellen Defiziten ländlicher und peripherer Räume entgegenzuwirken und die mit dem demografischen Wandel einhergehenden Probleme zu handhaben. Im Juli 2024 wurde die Teilfortschreibung des bestehenden LEP vom Kabinett der Thüringer Landesregierung beschlossen. Dabei wurden zusätzlich zu den bis dahin bereits bestehenden Oberzentren Erfurt, Jena und Gera auch Eisenach und Nordhausen zu Oberzentren ernannt sowie das aus insgesamt sechs Städten bestehende funktionsteilige Oberzentrum Südthüringen (mit Suhl und Meiningen als größten Städten) gebildet.
Weitere Oberzentren, die nach Thüringen ausstrahlen, sind im Süden die fränkischen Städte Coburg, Bamberg, Schweinfurt und Würzburg sowie das hessische Fulda für die westliche Rhön. Im Südosten halten Zwickau, Plauen und Hof oberzentrale Funktionen für das Vogtland vor. Für das Eichsfeld wirken Göttingen und Kassel als Oberzentren. Im Nordosten orientiert der Raum um Artern nach Halle sowie das nördliche Altenburger Land nach Leipzig.
Darüber hinaus nehmen einige mittelgroße Städte eine strukturelle Stellung zwischen Oberzentrum und Mittelzentrum ein. Mühlhausen und Saalfeld/Rudolstadt/Bad Blankenburg (funktionsteilig) können als Regionalzentren im Nordwesten und Südosten des Landes gelten. In der Landesmitte nehmen in Ergänzung der dortigen Oberzentren Erfurt und Jena auch Weimar und Gotha höhere zentralörtliche Funktionen war. Im Osten Thüringens ist Altenburg als Mittelzentrum mit Teilfunktion eines Oberzentrums festgeschrieben.
Die übrigen Mittel- und einige Kleinstädte sind Mittelzentren mit Ausrichtung auf das lokale Umland. Dabei reicht die Spanne von Orten mit 25.000 Einwohnern bis zu Kleinstädten mit deutlich unter 10.000 Einwohnern.
Auf dem Gebiet der interkommunalen Kooperation sind die Städte Jena und Gera Mitglieder der Metropolregion Mitteldeutschland und der Landkreis Sonneberg hat sich der Metropolregion Nürnberg angeschlossen. Weiterhin existiert die „Impulsregion“ als Kooperation von Erfurt, Weimar, Jena und dem Weimarer Land als zentralem Siedlungs- und Wirtschaftsraum des Landes.

### Dialekte

Verbreitung der einzelnen Mundarten

Die Sprachwissenschaftliche Kommission der Sächsischen Akademie der Wissenschaften zu Leipzig unterscheidet in Thüringen neun regionale Mundarten, von denen sieben zur thüringisch-obersächsischen Dialektgruppe und zwei zur mainfränkischen Dialektgruppe gehören. Zudem werden mit dem Rhöner Platt und Grabfeldisch meist zwei weitere mainfränkische Dialekte genannt, deren Verbreitungsgebiete sich zum großen Teil auch im benachbarten Osthessen und Unterfranken befinden.
Zentralthüringisch wird in der Landesmitte um Erfurt, Arnstadt, Ilmenau, Gotha, Bad Langensalza und Sömmerda gesprochen. Nördlich folgen Nordthüringisch um Mühlhausen, Nordhausen, Bad Sachsa, Sondershausen, Stolberg (Harz), Kelbra und dem südlichen Eichsfeld sowie Nordostthüringisch um Artern, Sangerhausen und Nebra. Östlich an das Verbreitungsgebiet des Zentralthüringischen grenzt das Ilmthüringische um Eckartsberga, Weimar, Jena, Rudolstadt und das Schwarzatal, welches wiederum östlich ins Südostthüringische übergeht. Diese Mundart wird vor allem um Saalfeld, Pößneck, Schleiz, Greiz und Gera gesprochen. Im Osten des Landes wird die ostthüringische Mundart gesprochen, dies gilt vor allem im Holzland und im Osterland um Altenburg sowie um Naumburg, Weißenfels und Zeitz. Im Raum Eisenach-Bad Salzungen herrscht Westthüringisch vor, ein Dialekt, in dem sich schon Einflüsse des Osthessischen ausmachen lassen. In Südthüringen liegen die mainfränkischen Sprachgebiete mit Hennebergisch im Einzugsgebiet der Werra um Suhl und Meiningen, Itzgründisch im Einzugsgebiet der Itz um Sonneberg bis nach Hildburghausen und im Heldburger Land, Rhöner Platt im Bereich südwestlich von Bad Salzungen, Grabfeldisch im südwestlichen Landkreis Schmalkalden-Meiningen und im westlichen Landkreis Hildburghausen.
Oberhessisch findet sich in der ehemals hessischen Enklave Schmalkalden. Zudem wird in Heinersdorf im Landkreis Sonneberg, jenseits der Bamberger Schranke, Oberfränkisch gesprochen. Im nördlichen Eichsfeld wird traditionell ein niederdeutscher Dialekt des Ostfälischen gesprochen.
Die thüringischen Dialekte vereinen ähnliche Merkmale, wobei diese von West nach Ost immer deutlicher hervortreten. Die vier mainfränkischen Dialekte sind übergangslos, deutlich hörbar von diesen differenziert und vor allem im itzgründischen Sprachraum stark ausgeprägt. Der Rennsteig als alter Grenzweg der mittelalterlichen Gaue ist hierbei die harte Grenze, lediglich der ebenfalls südlich des Rennsteigs gelegene Salzbogen (in etwa die Werra entlang zwischen Breitungen, Bad Salzungen und Vacha) bildet eine ca. 20 km breite Übergangszone mit fränkischen, hessischen und thüringischen Sprachelementen.

### Religionen und Weltanschauungen

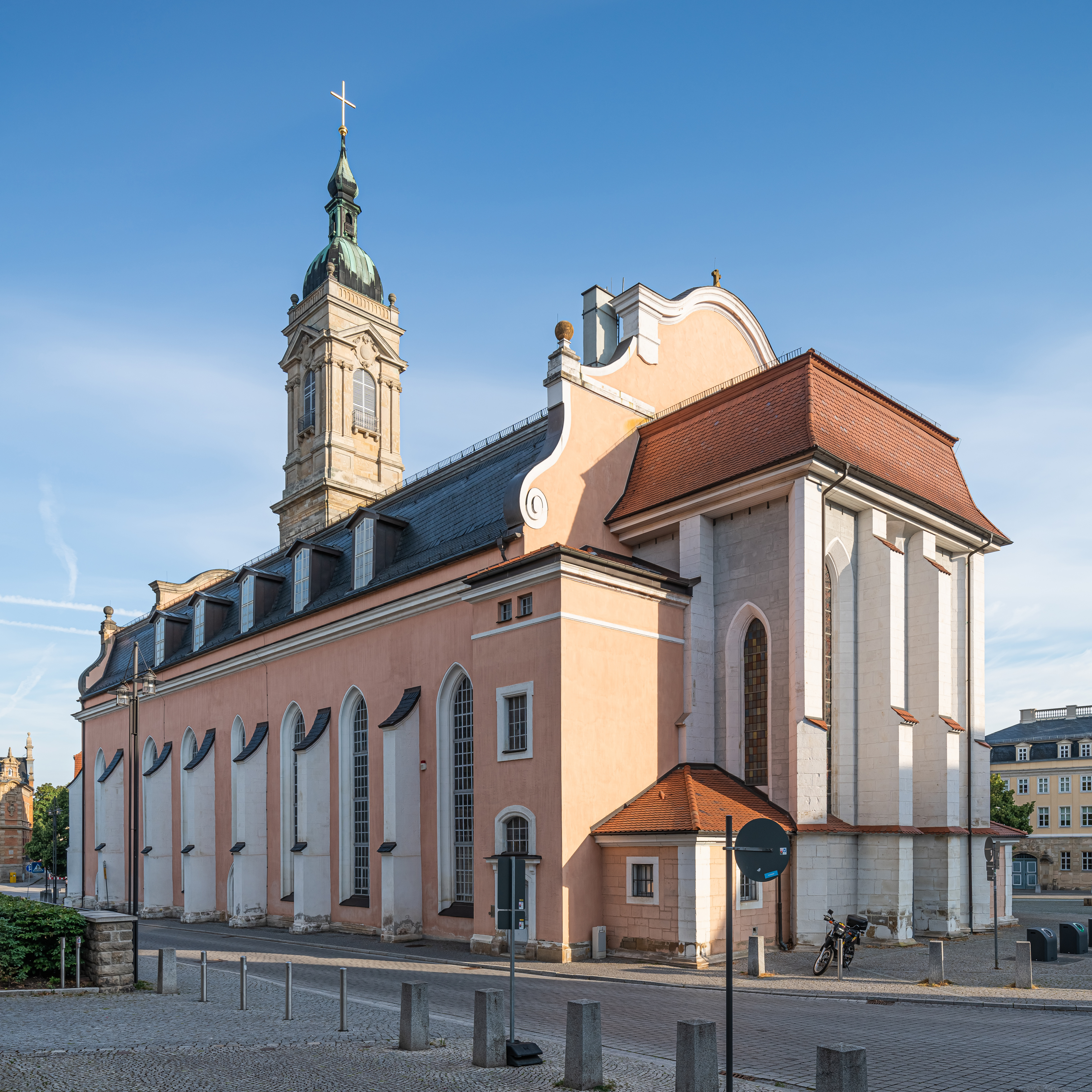
Die Georgenkirche in Eisenach war Bischofskirche der Evangelischen Kirche in Thüringen

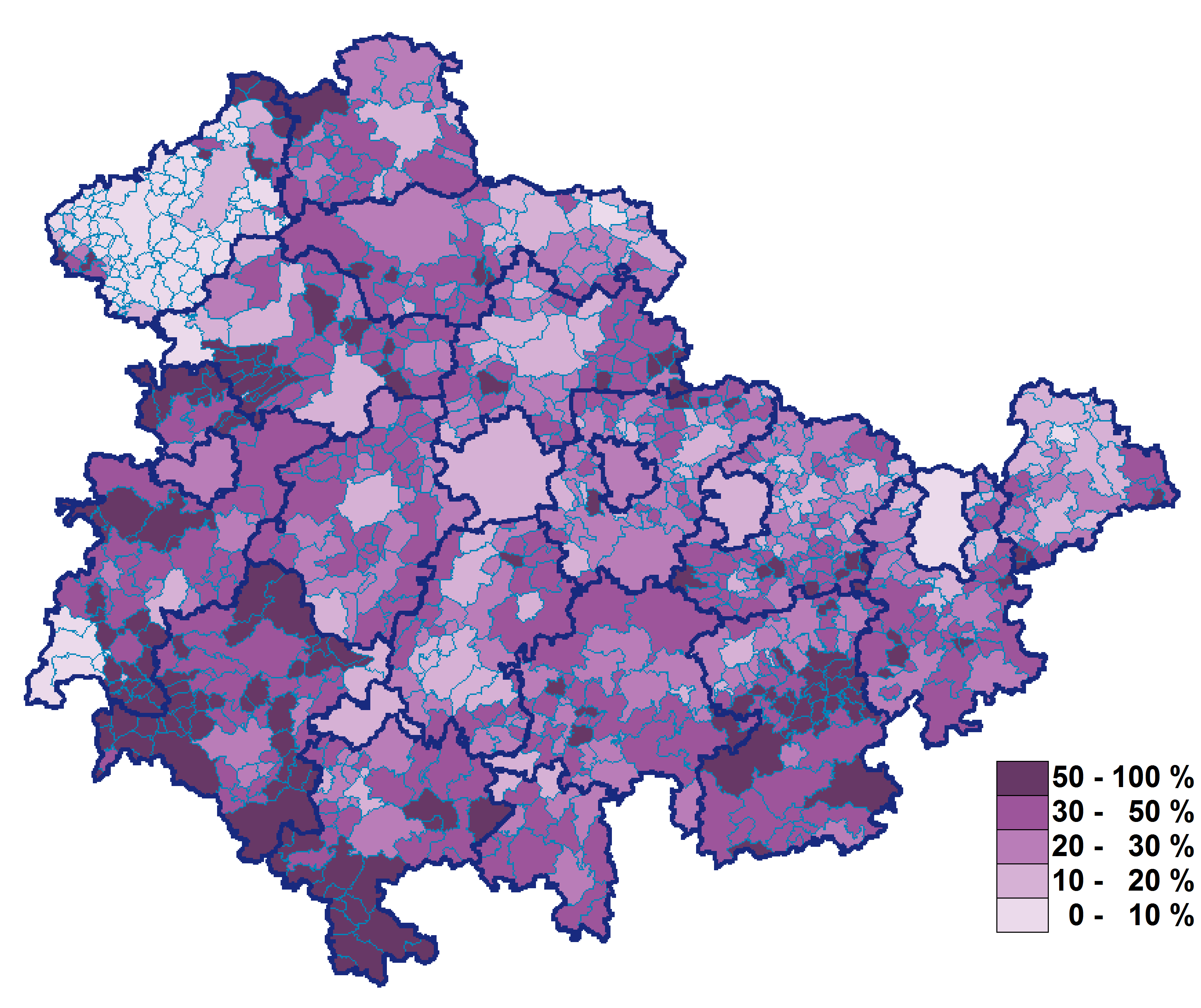
Anteil der evangelischen Einwohner auf Gemeindeebene nach Daten des Zensus 2011

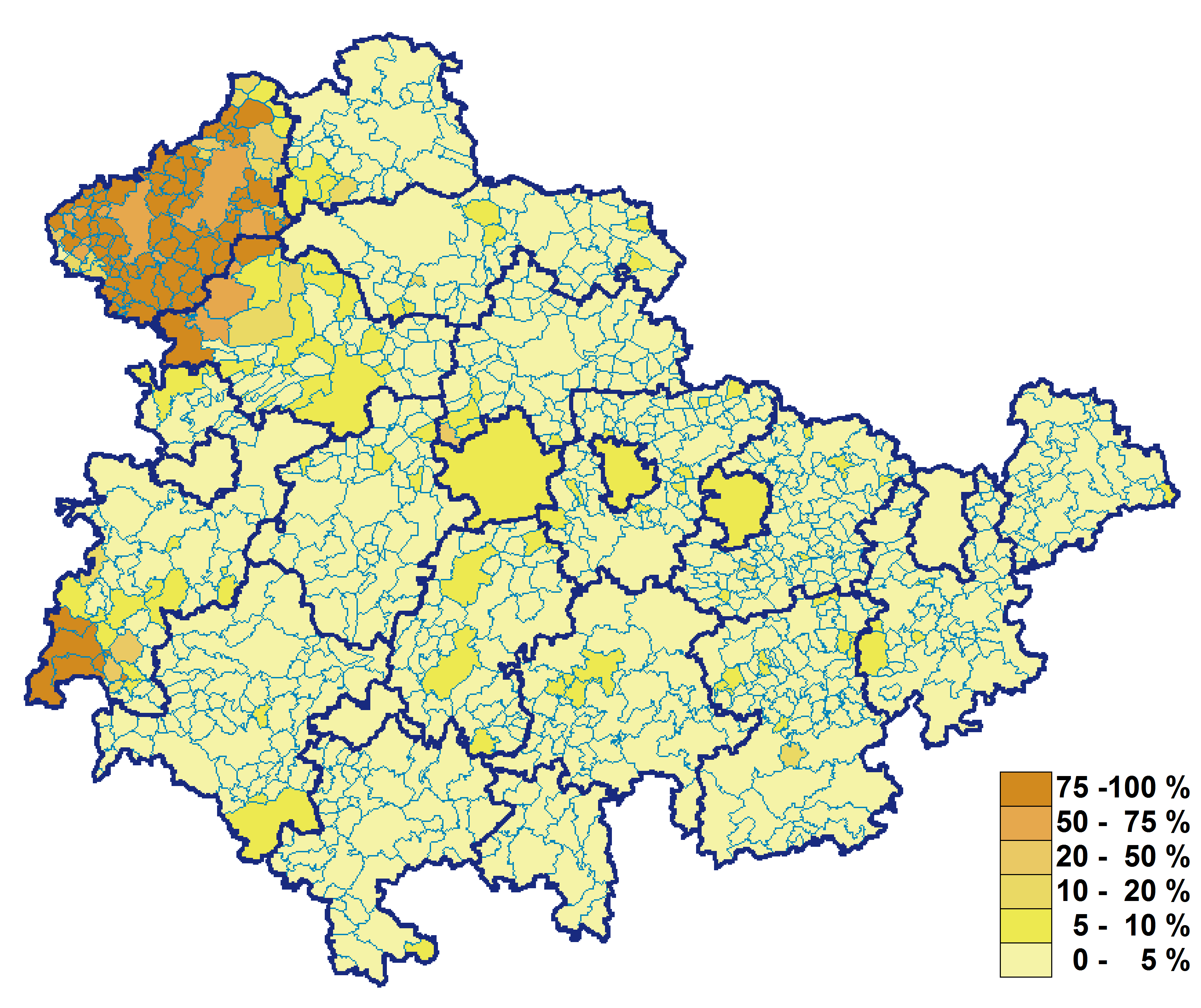
Anteil der katholischen Einwohner auf Gemeindeebene nach Daten des Zensus 2011

Wie in den meisten Regionen Deutschlands verlieren in Thüringen die zwei großen Kirchen Mitglieder. 1991 galten 32,2 % der Thüringer als evangelisch und 9,5 % als katholisch. Ende 2023 hatte Thüringen 2.122.335 Einwohner davon waren 18,0 % evangelisch, 7,1 % katholisch und 74,9 % waren konfessionslos, gehörten einer anderen Glaubensgemeinschaft an oder machten keine Angabe.
Christianisiert wurde Thüringen bereits ab dem 8. Jahrhundert durch Bonifatius, weshalb er gelegentlich als „Missionar der Thüringer“ bezeichnet wird. Bis zur Einführung der Reformation gehörte die Bevölkerung daher dem katholischen Glauben an.
Die thüringischen Staaten waren im 16. Jahrhundert eines der ersten protestantischen Gebiete der Welt, da der Reformator Martin Luther in Kurfürst Friedrich von Sachsen einen Förderer hatte. Zudem spielten sich die Hintergründe der Reformation teilweise in Thüringen ab: Luther absolvierte sein Theologiestudium an der Universität Erfurt, seine Familie selbst stammte aus Möhra, die Bibelübersetzung entstand in Teilen auf der Wartburg und der Bauernkrieg sowie der Schmalkaldische Krieg als Reformationsfolgen trugen sich zu größeren Teilen in Thüringen zu. Auch die reformatorische Täuferbewegung war in großen Teilen Thüringens verbreitet. Eines der Zentren der mitteldeutschen Täufer war die Stadt Mühlhausen, wo 1525 bereits Thomas Müntzer gewirkt hatte.
Die evangelische Kirche hatte danach jedoch nie den gesellschaftlichen Einfluss, wie ihn die katholische Kirche in ihren Gebieten hatte. So galten die meisten thüringischen Staaten bereits im 18. Jahrhundert als liberal und aufgeklärt, was vor allem durch die Weimarer Herzogsfamilie gefördert wurde.
In der evangelischen Kirche ist Thüringen Teil der 2009 gebildeten Evangelischen Kirche in Mitteldeutschland (EKM), die im Wesentlichen die Bundesländer Thüringen und Sachsen-Anhalt umfasst. Der ehemalige Kreis Schmalkalden gehört als einziger Landesteil nicht zum Bereich der EKM, sondern zur Evangelischen Kirche von Kurhessen-Waldeck (EKKW). Regional gibt es Unterschiede im Anteil der in der evangelischen Kirche verbliebenen Einwohner. Wie überall weisen Städte ein noch niedriger Anteil auf als die ländliche Gemeinden. Im Jahr 2024 verzeichnete die evangelische Kirche in Thüringen 5.149 Kirchenaustritte. Dagegen stehen lediglich 124 neue Eintritte in die Kirche.
In Thüringen ist der Anteil der Christen an der Gesamtbevölkerung damit geringer als in den westlichen Bundesländern, allerdings etwas höher als in Berlin, Brandenburg, Mecklenburg-Vorpommern, Sachsen und Sachsen-Anhalt. Eine Ausnahme in Thüringen ist das Eichsfeld, wo die Mehrheit der Bevölkerung katholisch ist. Thüringen ist unter den neuen Bundesländern jenes mit dem höchsten katholischen Bevölkerungsanteil. In erster Linie zählt hierzu das Eichsfeld, das bis 1802 zu Kurmainz gehörte. Im Landkreis Eichsfeld (der nicht komplett deckungsgleich mit der historischen Region ist) lag der Anteil der Katholiken laut Zensus 2011 bei 69,5 %, womit er der einzige Kreis in den neuen Ländern war, der noch eine kirchlich gebundene Bevölkerungsmehrheit aufwies. Zum Eichsfeld im historischen Sinn gehören auch einige Ortsteile der im nordwestlichen Unstrut-Hainich-Kreis gelegenen Gemeinde Südeichsfeld, die ebenfalls mehrheitlich katholisch sind. Eine andere ehemals kurmainzische Region war die Landeshauptstadt Erfurt mit ihrem Umland, weshalb es in Erfurt traditionell eine katholische Minderheit gibt (2011: 6,8 %) und einige der Erfurter Landdörfer mehrheitlich katholisch blieben. Bis auf Witterda sind diese Dörfer heute alle Stadtteile Erfurts. Eine dritte katholische Region ist das Gebiet zwischen Geisa, Dermbach und Zella in der Rhön im südlichen Wartburgkreis, das bis 1802 zum Hochstift Fulda gehörte. Weiterhin haben einige größere Städte nennenswerte katholische Minderheiten, die (mit Ausnahme Erfurts) das Ergebnis von Migration seit 1871 sind, beispielsweise Mühlhausen (10,3 %), Jena (6,6 %) und Weimar (6,1 %). In den übrigen Landesteilen liegt der Anteil der Katholiken deutlich unter 5 %. Organisiert sind die Katholiken größtenteils im Bistum Erfurt. Kleinere Teile des Landes gehören aber auch anderen Bistümern an (Ostthüringen zum Bistum Dresden-Meißen, Geisa zum Bistum Fulda).
Jüdische Gemeinden existierten in Thüringen seit dem 12. Jahrhundert in geringem Umfang, so lebten nie mehr als 5000 bis 6000 Juden im Land. Die meisten von ihnen lebten in den relativ freien Städten Erfurt, Mühlhausen und Nordhausen. In der frühen Neuzeit siedelten sich auch einige „Schutzjuden“ in der Rhön und im Werratal im Südwesten an. Sie wanderten ab etwa 1870 in die Städte ab, vor allem nach Eisenach, Gotha, Meiningen und Suhl. Die Zeit des Nationalsozialismus setzte dem jüdischen Leben in Thüringen ein jähes Ende. So existiert seit dem Zweiten Weltkrieg nur noch die Jüdische Gemeinde in Erfurt mit etwa 750 Mitgliedern (2007) in ganz Thüringen.
Andere Religionsgemeinschaften spielen in Thüringen auch nur eine geringe Rolle. Diverse christliche Freikirchen unterhalten in mittleren Städten eigene Gemeinden. Auch die muslimischen Gemeinden haben einige Tausend Mitglieder, wobei hier keine offiziellen Statistiken erhoben werden, da der Islam im Unterschied zu diversen christlichen Kirchen nicht als Körperschaft des öffentlichen Rechts organisiert ist. Gemäß Ausländerzentralregister lebten 2016 etwa 35.000 Ausländer aus mehrheitlich muslimischen Ländern in Thüringen, das entspricht ein bis zwei % der Gesamtbevölkerung.

## Namensherkunft
Der Landesname leitet sich vom frühgeschichtlichen Stamm der Thüringer ab.

## Geschichte

### Vom Stamm der Thüringer bis zur Landgrafschaft

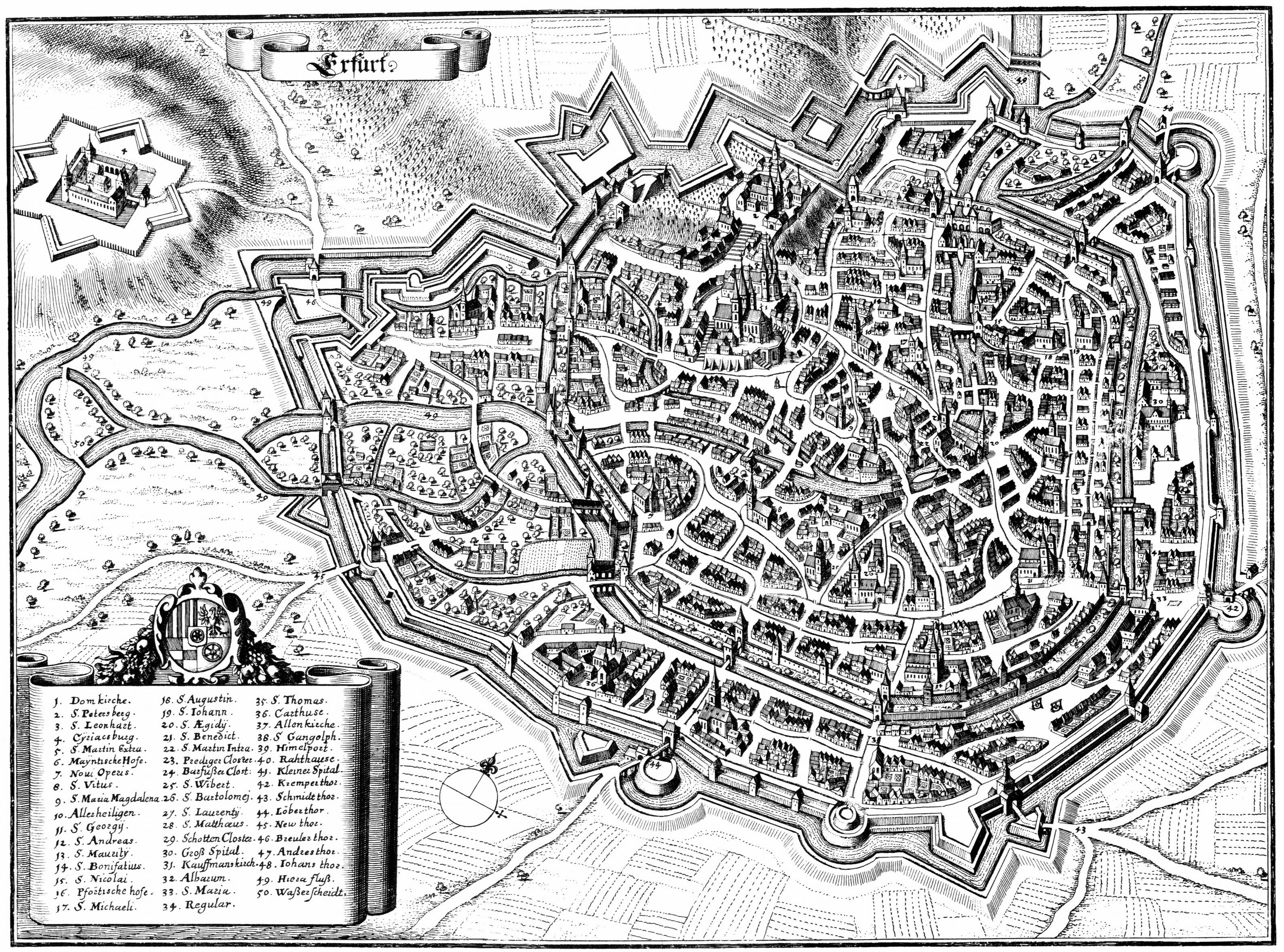
Erfurt der Frühneuzeit mit zwei Mauerringen und zahlreichen Kirchen

Höhepunkt der Kleinstaaterei um 1680

In der Völkerwanderungszeit bildete sich der Stamm der Thüringer. Ihre Ursprünge sind umstritten, so ist eine oftmals angenommene Verbindung zu den älteren Hermunduren wissenschaftlich nicht haltbar, vielmehr ist es wahrscheinlich, dass der Stamm sich aus ansässigen sowie aus dem Osten zugewanderten Gruppen bildete. Die erste Erwähnung der Toringi findet sich bei Flavius Vegetius Renatus im späten 4. Jahrhundert, der über ihre Pferde schreibt und sie in einen Zusammenhang mit Hunnen und Burgunden stellt. Später gründeten die Thüringer ein Königreich mit Siedlungsschwerpunkt im fruchtbaren Thüringer Becken entlang der Unstrut. Es existierte bis 531, als die Franken es mithilfe der Sachsen zerschlugen und das Gebiet westlich der Saale ins Fränkische Reich eingliederten. Um 620 kam es durch die Merowinger zur Gründung des Herzogtums Thüringen, welches bis ins späte 8. Jahrhundert bestand. In diese Zeit fallen auch die ersten schriftlichen Überlieferungen im Land, unter anderem von Arnstadt im Jahr 704 und von Erfurt im Jahr 742. Zeitgleich missionierte Bonifatius im Land, der das Bistum Erfurt gründete.
Die sächsischen Ottonen machten das Gebiet an der unteren Unstrut zwischen Naumburg und Sangerhausen zu einem Zentrum des Heiligen Römischen Reiches im 10. Jahrhundert. Ein eigenes thüringisches Stammesherzogtum konnte sich so nicht herausbilden. Größte Macht im Thüringer Raum war in jener Zeit die Grafschaft Weimar. Erst die Ludowinger konnten wieder beträchtliche Teile Thüringens unter ihre Kontrolle bringen. So ließ Ludwig der Springer im Jahr 1067 die Wartburg errichten. Seine Nachkommen wurden 1131 vom späteren Kaiser Lothar III. zu Landgrafen von Thüringen erhoben. Unter ihnen erblühte die Region zu einem Zentrum der deutschen Kultur des Hochmittelalters, besonders der Sängerkrieg auf der Wartburg und das Wirken der Heiligen Elisabeth von Thüringen sind in diesem Zusammenhang erwähnenswert. 1247 starb das Landgrafengeschlecht aus, woraufhin der thüringisch-hessische Erbfolgekrieg begann. Er endete 1264 damit, dass die Wettiner große Teile des Landes erhielten und in ihren Staat integrierten. Es begann eine fast 700 Jahre währende Herrschaft der Wettiner über Thüringen, die erst mit der Abschaffung der Monarchien in Deutschland 1918 endete. Im Thüringer Grafenkrieg zwischen 1342 und 1346 versuchten die Grafen von Schwarzburg, Weimar-Orlamünde und Hohnstein sowie die Vögte von Weida die Vormachtstellung der Wettiner wieder zurückzudrängen, was ihnen jedoch nicht gelang.
Im 12. Jahrhundert verstärkte sich der Prozess des Landesausbaus in Thüringen. Es entstanden erste befestigte Städte wie etwa Mühlhausen (1135) oder auch Saalfeld (1180). Gleichzeitig begann die Blütezeit Erfurts. Die Einwohnerzahl erreichte im 14. Jahrhundert etwa 20.000, womit die Stadt zu den größten im Reich zählte. Erfurt war mit etwa 30 Pfarrkirchen und Klöstern fast aller in Mitteleuropa präsenten Orden, zwei mächtigen Mauerringen, einem Dom sowie dem Peterskloster ausgestattet. 1331 erhielt die Stadt über 150 Jahre vor Leipzig (1497) das kaiserliche Messeprivileg, 1392 folgte die Gründung der dritten Universität Deutschlands in der Stadt. Erfurts Blütezeit endete am Beginn des 16. Jahrhunderts, als sich die politischen und wirtschaftlichen Rahmenbedingungen verschlechterten. Der Reichtum der Stadt fußte zum Teil auf dem Handel mit Färberwaid, der nach dem Beginn des Kolonialhandels durch das billigere Indigo ersetzt wurde, womit eine entscheidende Einnahmequelle wegbrach. Schwerer wogen allerdings die politischen Ursachen. Durch die Reformation wurden Stadtbevölkerung und Stadtrat evangelisch, während der Landesherr, das Erzbistum Mainz, katholisch blieb. Der Erzbischof von Mainz unterdrückte die Stadt Erfurt und den Stadtrat, andererseits lag sie als Exklave mitten im sächsischen Herrschaftsgebiet, was die Wirtschaft Erfurts hemmte, sodass die Stadt von den aufstrebenden Handelsstädten Frankfurt am Main und Leipzig überholt wurde.
Die bedeutendsten Adelsgeschlechter des mittelalterlichen Thüringens waren neben den dominanten Wettinern und den Ludowingern (Landgrafen von Thüringen; 1040–1247) die Grafen von Beichlingen (in Nordthüringen; 1080 bis ca. 1600), die Grafen von Gleichen (in Zentralthüringen; 1099–1631), die Grafen von Hohnstein (im Harzvorland; 1184–1593), die Grafen von Kevernburg (im Vorland des Thüringer Walds; 8. Jahrhundert bis 1385), die Lobdeburger (in Ostthüringen; ca. 1100 bis ca. 1300), die Grafen von Schwarzburg (im Thüringer Schiefergebirge und dessen Vorland; 1071–1918), die Grafen von Stolberg (im Harz; 1210–1806), die Grafen von Vitzthum (im Raum Weimar-Jena; ab 1123), die Vögte von Weida (im Elstertal, Vorfahren der Grafen von Reuß; 1209–1918) und die Grafen von Weimar-Orlamünde (in Zentralthüringen; 949–1486). Über das Ende des Heiligen Römischen Reichs 1806 konnten nur die Ernestiner als Nachfahren der Wettiner sowie die nunmehr gefürsteten Reußen und Schwarzburger ihre Macht in Thüringen sichern. Sie regierten bis zum Ende der Monarchie 1918.

### Thüringen unter den Ernestinern im 16. und 17. Jahrhundert
1485 wurden mit der Leipziger Teilung die wettinischen Lande auf die jüngeren Albertiner im Osten und die älteren Ernestiner im Westen verteilt. Diese übernahmen gleichzeitig die Kurwürde der Wettiner. Die Ernestiner herrschten zunächst über große Teile Thüringens, lediglich ein Streifen im zentralen Thüringer Becken entlang der Unstrut gehörte den Albertinern.
Mit der Reformation am Beginn des 16. Jahrhunderts rückte Thüringen ins Zentrum der deutschen Politik. Martin Luther studierte zunächst an der Universität Erfurt und wohnte im Augustinerkloster, bevor er nach Wittenberg ging und die Reformation begann. Schließlich wurde er vom sächsischen Kurfürst Friedrich dem Weisen auf der Wartburg versteckt, wo er an der Bibelübersetzung ins Deutsche arbeitete. 1525 begann als Folge der Reformation der Bauernkrieg, der in den thüringischen Städten Mühlhausen und Frankenhausen zwei seiner Zentren und mit Thomas Müntzer einen starken Anführer fand. Später begann in Thüringen der Schmalkaldische Krieg zwischen katholischer Reichsgewalt und protestantischen Fürsten, der 1547 mit der Wittenberger Kapitulation und einer Niederlage der Protestanten endete. Deshalb ging die sächsische Kurwürde von den zunehmend an Bedeutung verlierenden Ernestinern an die Albertiner über. Als die fränkischen Gefürsteten Grafen von Henneberg 1583 ausstarben, trat ein Erbvertrag in Kraft, der den Ernestinern umfangreiche Besitztümer in Franken, das Gebiet des heutigen Südthüringen, einbrachte. Mit der Erfurter Teilung 1572 begann die fortwährende Zersplitterung des ernestinischen Besitzes in zahlreiche Herzogtümer, die teilweise bis 1918 Bestand hatten. Es bildeten sich 1640 zwei ernestinische Hauptlinien heraus: das Haus Sachsen-Weimar und das Haus Sachsen-Gotha. Während Ersteres nur wenige Nebenlinien hatte und als höchsten Vertreter die erste deutsch-preußische Kaiserin Augusta von Sachsen-Weimar-Eisenach stellte, hatte das Haus Sachsen-Gotha sehr viele Nebenlinien, die meist über ein eigenes Land herrschten. Außerdem stellt dieses Haus eine Reihe europäischer Könige, so die britischen Könige (seit 1901), die belgischen Könige (seit 1831), die portugiesischen Könige (1837–1910) und die bulgarischen Könige (1887–1946).
In der Folgezeit begann die Phase des Humanismus in Thüringen, in der auch die Universität Erfurt eine Blütezeit erlebte. Um Ulrich von Hutten und die Reformatoren bildete sich ein Zentrum des deutschen Humanismus. Als humanistischer „Musterstaat“ galt zu dieser Zeit Sachsen-Gotha unter der Herrschaft Ernst des Frommen. Er führte beispielsweise im Jahr 1642 als erstes Staatsoberhaupt der Welt die allgemeine Schulpflicht für alle Jungen und Mädchen bis zum zwölften Lebensjahr ein.

### Ein Zentrum deutscher Kultur im 18. und 19. Jahrhundert
Erst ab etwa 1780 machten die regierende Herzogin Anna Amalia von Sachsen-Weimar und ihr Sohn Karl August wieder auf die Region aufmerksam. Sie riefen Dichter wie Johann Wolfgang von Goethe an ihren Hof, infolgedessen sich Weimar zum Zentrum des deutschen Klassizismus entwickelte. Parallel wurde die nahe gelegene Stadt Jena aufgrund der Strahlkraft ihrer liberalen Universität zum Zentrum des deutschen Geisteslebens. Nicht zuletzt aufgrund der Kultur- und Universitätspolitik Goethes, wurde die Universität Jena zum Magneten bedeutender Dichter und Philosophen. Zu ihnen gehören Friedrich Schiller, Johann Gottlieb Fichte und Georg Wilhelm Friedrich Hegel. Insbesondere Fichte und Hegel machten Jena zum wichtigsten Standort des deutschen Idealismus.

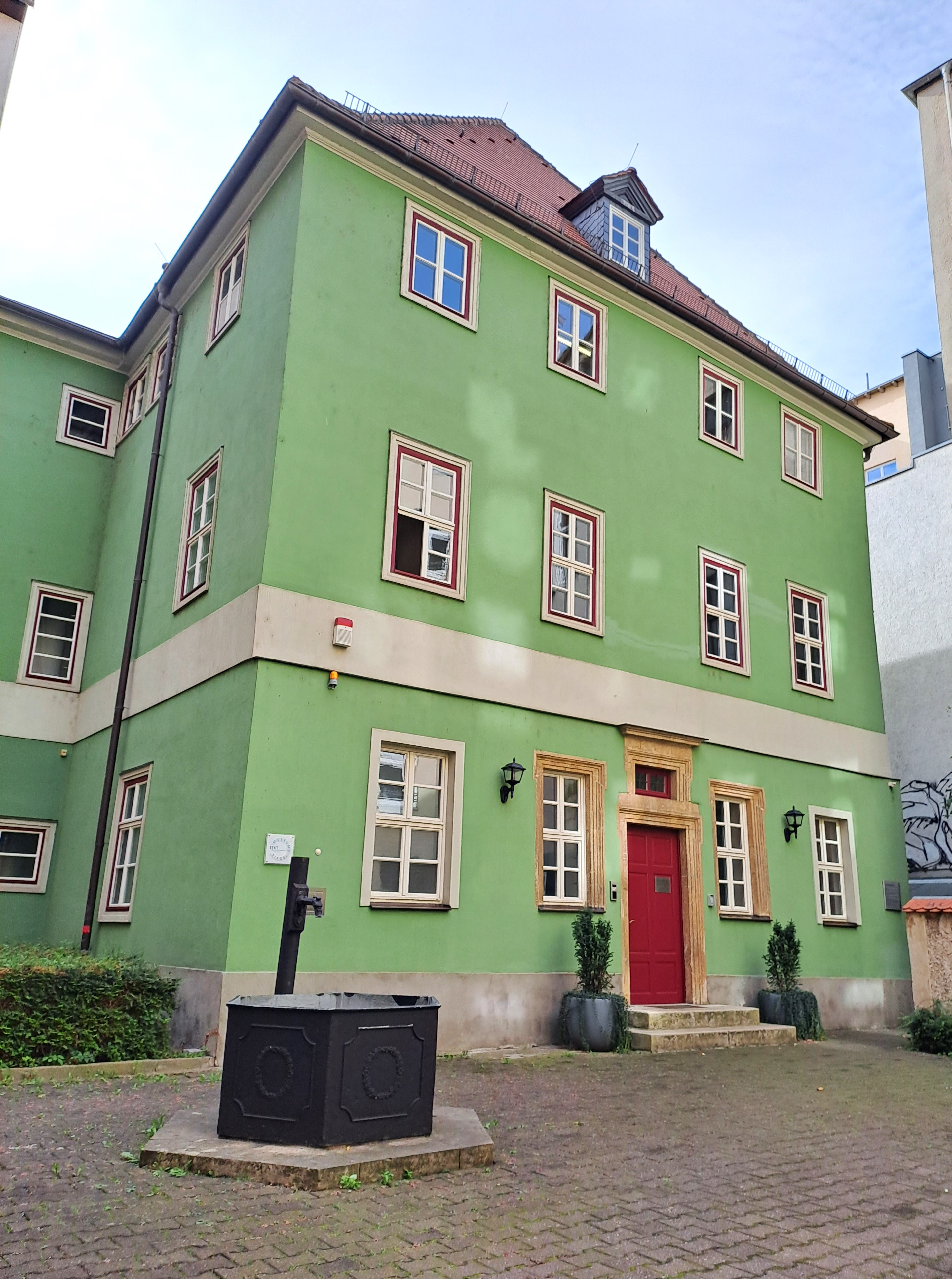
Das Romantikerhaus Jena im ehemaligen Wohnhaus des Philosophen Johann Gottlieb Fichte steht mit seiner Verbindung zum deutschen Idealismus und zur Frühromantik repräsentativ für das Thüringer Geistesleben um 1800.

Ab 1796 entwickelte sich Jena und Thüringen zum Zentrum der deutschen Frühromantik, die erhebliche Auswirkung auf die Entwicklung der modernen Kunst und Kultur hatte. Anlass waren ebenfalls die Strahlkraft der Universität, Fichtes idealistische Philosophie und Schillers Zeitschrift Die Horen. Zu den prominenten Vertretern der Jenaer Frühromantik gehören die Brüder August Wilhelm und Friedrich Schlegel, deren Frauen Caroline Schlegel und Dorothea Veit, die Dichter Ludwig Tieck, Friedrich von Hardenberg (Novalis) und Clemens Brentano sowie der Philosoph Friedrich Wilhelm Joseph Schelling.

„Das ist doch ein merkwürdiges Land, dieses kleine Thüringen, wo drei entscheidende Epochen im geistigen Leben der deutschen Nation ihren stimmungsvollen Schauplatz gefunden haben. An die Wartburg knüpft die Sage die edelsten Namen deutschen Minnesangs. Hier begann später Luther seine Bibelübersetzung, die Grundlage der modernen deutschen Sprache. Endlich war abermals Thüringen – diesmal Weimar – die Stätte, wo noch mächtigere Geister als die deutschen Minnesänger jene tieftönenden Saiten rühren, die noch heute schwingen. Wo findet man es sonst, daß dreimal der Genius eines großen Volkes dasselbe kleine Land sich zum Hochsitz erkor?“

Staatenkarte von 1871

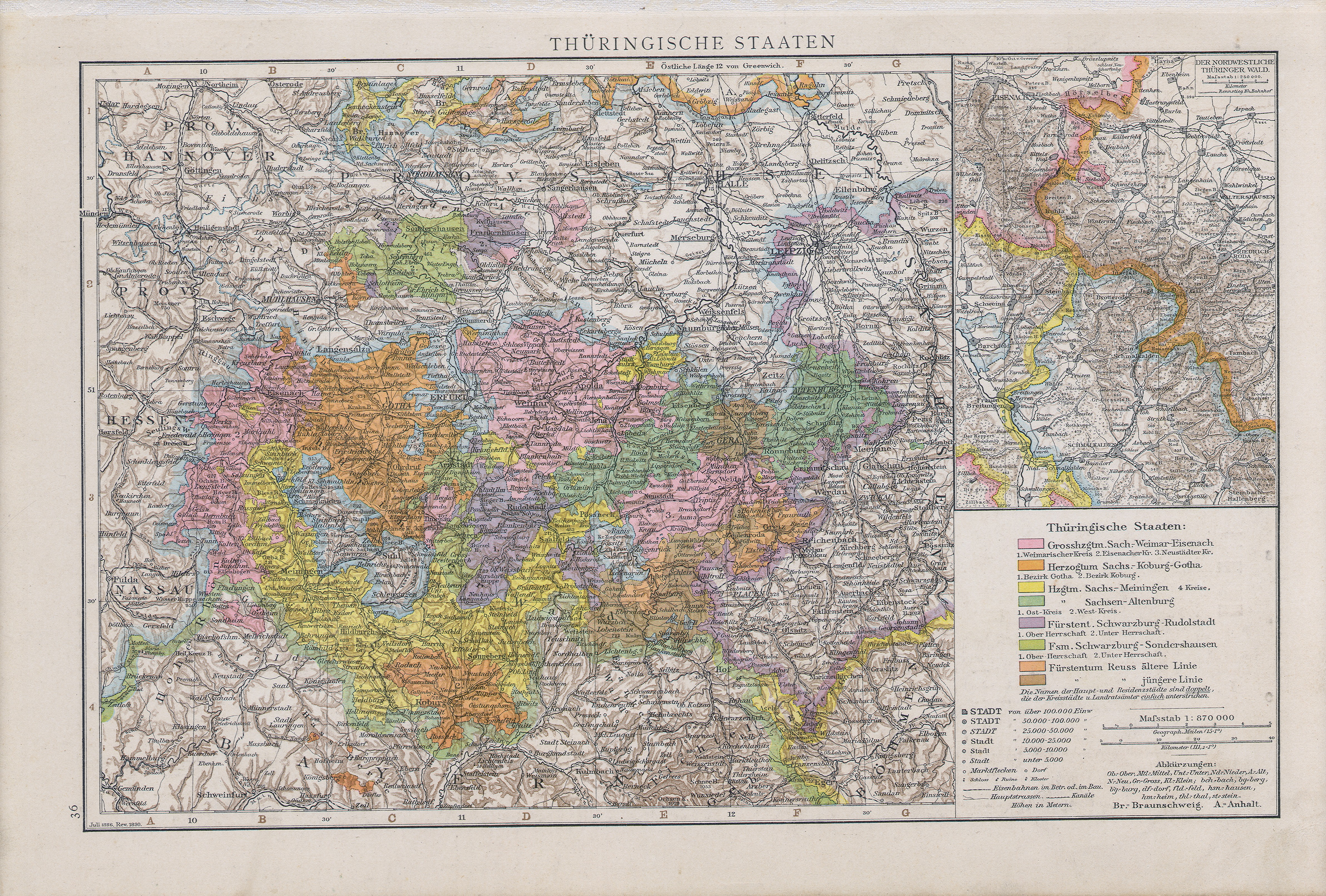
Thüringische Staaten von 1890

Der Reichsdeputationshauptschluss 1803 sorgte dafür, dass das Erzbistum Mainz seine Gebiete um Erfurt und das Eichsfeld verlor und die Reichsstädte Mühlhausen und Nordhausen ihre Selbstständigkeit aufgeben mussten. Sie wurden auf dem Wiener Kongress 1815 endgültig Preußen zugeschlagen. Das ebenso betroffene bis 1803 zum Hochstift Fulda gehörigen Amt Geisa wurde nach deren Auflösung zu Oranien-Nassau (1803–1806), dann zum napoleonischen Großherzogtum Frankfurt (1810–1813) und dann auf dem Wiener Kongress 1815 dem dort gerade zu einem Großherzogtum erhobenen wettinischen Sachsen-Weimar-Eisenach zugeschlagen.
Zur Napoleonischen Zeit bahnte sich 1806 die entscheidende Schlacht zwischen Franzosen und Preußen in Thüringen an. Am 9. Oktober kam es zum Gefecht bei Schleiz, gefolgt vom Gefecht bei Saalfeld am 10. Oktober und der entscheidenden Schlacht bei Jena und Auerstedt am 14. Oktober, die mit einer preußischen Niederlage endete. Es folgte 1808 der Erfurter Fürstenkongress zwischen Frankreich und Russland, bei dem auch Goethe auf Napoléon traf und schließlich die Bildung erster Widerstandsgruppen gegen die französische Herrschaft. Impulsgeber war auch hier die Universität Jena. Nach dem Ende der napoleonischen Herrschaft und den Ergebnissen des Wiener Kongresses formierte sich 1815 in Jena die Urburschenschaft, die 1817 das Wartburgfest veranstaltete und nationale wie liberale Bewegungen in sich vereinte. Auch erste liberale Verfassungen entstanden in dieser Zeit, so 1816 in Sachsen-Weimar-Eisenach, 1818 in Sachsen-Hildburghausen und 1821 in Sachsen-Coburg-Saalfeld. Mit der Durchsetzung der Karlsbader Beschlüsse von 1819 in Thüringen nahm diese frühe Phase der Liberalität ein Ende.
Die kulturelle Blüte des Landes setzte sich auch in den folgenden Jahrzehnten fort, so entstand unter dem Pädagogen Friedrich Fröbel 1817 die Allgemeine Deutsche Bildungsanstalt als moderne Schule in Rudolstadt. 1840 folgte die Gründung des ersten deutschen Kindergartens durch Fröbel in Bad Blankenburg. Weiterhin begründete Ernst-Wilhelm Arnoldi 1820 mit der Gothaer Versicherung das deutsche Versicherungswesen. Joseph Meyer gründete 1826 in Gotha das Bibliographische Institut, den Herausgeber von Meyers Konversations-Lexikon. Auch das Bibliographische Institut & F. A. Brockhaus, Herausgeber der Brockhaus Enzyklopädie, hatte seinen Sitz zwischen 1811 und 1818 in Altenburg im Osten Thüringens. Der erste Duden erschien 1872 in Schleiz. Am 1. März 1882 gründete Oscar Tietz in Gera das Warenhaus Tietz, den späteren Kaufhauskonzern Hertie. 1908 eröffnete er in Erfurt das Kaufhaus Römischer Kaiser (heute Anger 1), das nach wie vor größte Kaufhaus des Landes. In der zweiten Hälfte des 19. Jahrhunderts erlebte Weimar eine Renaissance in seinem „Silbernen Zeitalter“. Musiker wie Franz Liszt kamen an den Hof und die Weimarer Malerschule etablierte sich seit 1860 in der deutschen Malerei.

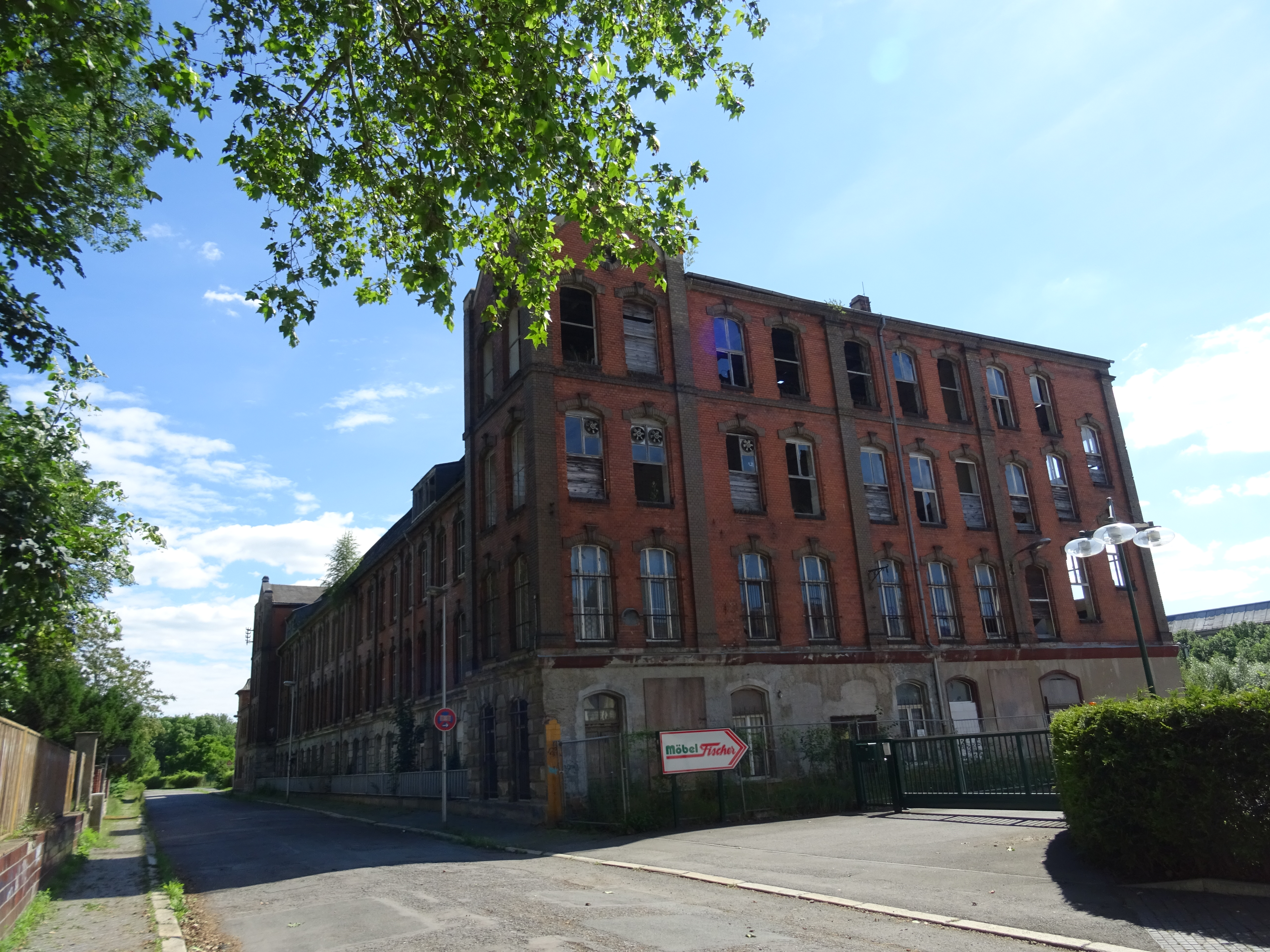
Ehemalige Textilindustrie in Gera: Appreturfabrik Carl Louis Hirsch, später VEB Modedruck, Abriss Juli 2021

1833 wurde der Zoll- und Handelsverein der Thüringischen Staaten gegründet, der die Industrielle Revolution im Land beflügelte. 1842 erreichte die erste Bahnlinie thüringisches Gebiet und 1846 wurde mit der Thüringer Bahn die Hauptbahnlinie des Landes eröffnet. Zunächst nahm die ostthüringische Textilindustrie um Gera einen Aufschwung, gefolgt von der überall im Land verstreuten Metallindustrie und der optischen Industrie in Jena, die zu Beginn des 20. Jahrhunderts in die Weltspitze aufstieg.
Die Revolution von 1848 verlief in Thüringen eher unspektakulär. Zentren fanden sich im verarmten Eichsfeld sowie im rückständigen Reuß. An ihrem Ende stand die Abdankung des starrsinnigen Herzogs Joseph von Sachsen-Altenburg sowie die Abdankung des Fürsten Heinrich LXXII. von Reuß-Ebersdorf, dessen Land im Fürstentum Reuß jüngerer Linie (regiert von der Schleizer Linie) aufging. Die Wünsche nach einem vereinten deutschen Staat blieben allerdings auch nach der gescheiterten Revolution präsent und so kam es im Jahr 1850 zur Einberufung des Erfurter Unionsparlaments, das die Nationalstaatsidee aufgriff und diskutierte, ohne jedoch zu einem Durchbruch zu gelangen. Auch der Herzog Ernst II. von Sachsen-Coburg und Gotha befürwortete die deutsche Einheit, allerdings war er ebenso ein Kritiker preußischer Hegemonialpolitik, was dem Volksfeste liebenden Herzog den spöttischen Namen „Schützenkönig“ einbrachte.
Im Preußisch-Österreichischen Krieg von 1866 standen die meisten Thüringer Staaten auf Seiten Preußens, lediglich Sachsen-Meiningen und Reuß älterer Linie waren mit Österreich verbündet. Dieser Umstand führte dazu, dass Bismarck die beiden Staaten nach Kriegsende in das Königreich Preußen eingliedern wollte, was jedoch auf Intervention des Weimarer Großherzogs Karl August, dem Schwager des preußischen Königs, unterblieb. Stattdessen wurden lediglich die Herrscher der beiden Staaten, Bernhard II. von Sachsen-Meiningen und Caroline von Reuß-Greiz, abgesetzt.
Als Folge der Industrialisierung wurde Thüringen zur Wiege der Sozialdemokratie. 1869 gründeten August Bebel und Wilhelm Liebknecht in Eisenach die Sozialdemokratische Arbeiterpartei, die 1875 mit dem Allgemeinen Deutschen Arbeiterverein in Gotha zur SPD fusionierte. Das Gothaer Programm und das Erfurter Programm legten in der Folge die Ziele der sozialdemokratischen Politik in Deutschland fest.

### Zwischen Erstem und Zweitem Weltkrieg (1914–1945)

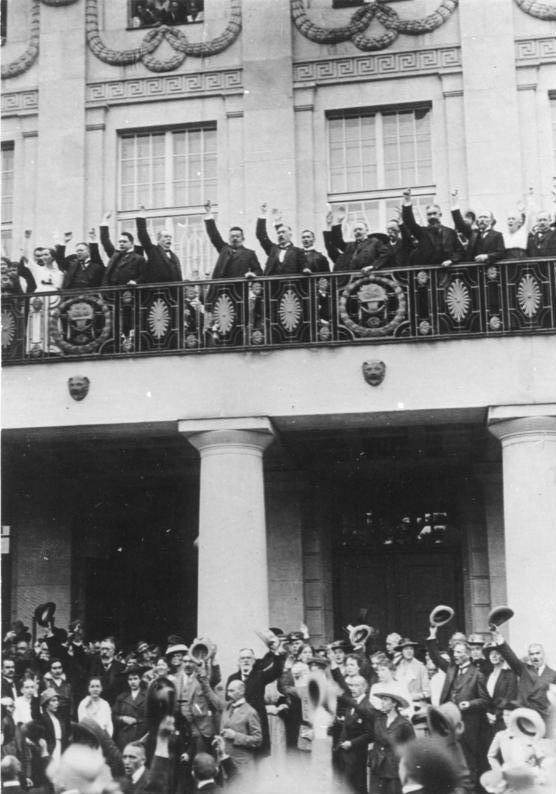
Nach der Vereidigung des ersten Reichspräsidenten Friedrich Ebert am 21. August 1919 am Deutschen Nationaltheater in Weimar

Die Novemberrevolution 1918 nach dem Ersten Weltkrieg hatte ihr thüringisches Zentrum im Freistaat Sachsen-Gotha unter Revolutionsführer Wilhelm Bock. In Gotha wurde bereits am 8. April 1917 die USPD gegründet. Zunächst dankten die acht Thüringer Monarchen zwischen dem 9. und 25. November 1918 ab. Im Freistaat Sachsen-Gotha bildete sich ein kommunistischer Rat. Sachsen-Gotha geriet bis 1920 in politische Querelen und bürgerkriegsähnliche Zustände. Ein besonderer Vorfall waren hierbei die Morde von Mechterstädt im Jahr 1920. Wegen der politischen Unruhen in Berlin wurde die neue Reichsverfassung von der Nationalversammlung als die Weimarer Verfassung 1919 in Weimar erarbeitet, in Schwarzburg von Reichspräsident Ebert unterschrieben und dadurch als erste demokratische Verfassung für Gesamtdeutschland in Kraft gesetzt.
Nachdem die Monarchen abgedankt hatten, war der Weg frei zur Gründung eines einheitlichen Staats in Thüringen. Am 1. Mai 1920 wurde daher das Land Thüringen gegründet. Es umfasste die Thüringischen Staaten, namentlich Sachsen-Weimar-Eisenach, Sachsen-Gotha, Sachsen-Meiningen, Sachsen-Altenburg, Schwarzburg-Rudolstadt, Schwarzburg-Sondershausen und den Volksstaat Reuß. Der Freistaat Coburg schloss sich dem Freistaat Bayern an. Die Entwicklung des jungen Landes war von politischer und kultureller Zerrissenheit in den 1920er Jahren geprägt. Dadurch erfolgte eine Stärkung der politischen Extremisten von rechts und links. Auch die Gesellschaft war gespalten: Junge Modernisierer, die sich ab 1919 unter anderem am Bauhaus in Weimar sammelten, standen alten Traditionalisten gegenüber, die sich nach der Monarchie zurücksehnten. Zu dieser Zeit hatte Hitler in vielen deutschen Staaten Redeverbot, nicht so jedoch in Thüringen, weshalb er in den 1920er Jahren immer wieder in Weimar Kundgebungen abhalten konnte.
1923 kam es zur Bildung einer Landesregierung aus SPD und KPD, die zum Deutschen Oktober in Sachsen und Thüringen führte. Die beiden Länder wurden am 29. Oktober (Sachsen) und am 6. November (Thüringen) mit der Reichsexekution belegt und die Reichswehr marschierte ein, um die Regierung abzusetzen, was ihr auch gelang. Die SPD reagierte darauf mit einem Misstrauensvotum gegen Kanzler Gustav Stresemann im Reichstag, das zu dessen Absetzung führte. Die 1920er Jahre blieben von politischem Stillstand und ständig wechselnden Landesregierungen geprägt. Bereits 1930 etablierte sich mit der Baum-Frick-Regierung eine erste Landesregierung unter Beteiligung der NSDAP in Deutschland.

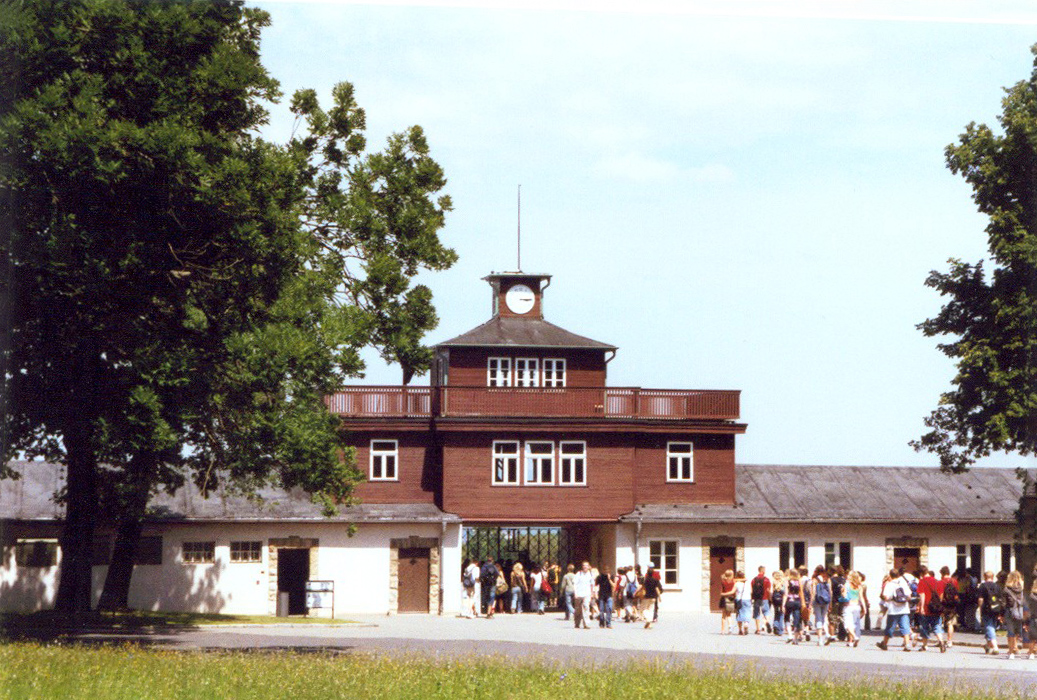
Ehemaliges KZ Buchenwald

Nach der Machtergreifung der Nationalsozialisten wurde das Land Thüringen gleichgeschaltet und somit faktisch aufgehoben. Gauleiter Thüringens war Fritz Sauckel. Während der Zeit des Nationalsozialismus bestanden neben dem 1933 kurzzeitig betriebenen KZ Nohra drei Konzentrationslager im Land: das KZ Bad Sulza von 1933 bis 1937, dessen Nachfolger, das KZ Buchenwald bei Weimar von 1937 bis 1945 und das KZ Dora-Mittelbau bei Nordhausen von 1943 bis 1945.
Der Zweite Weltkrieg richtete in Thüringen vergleichsweise mäßige Schäden an. Die britischen Luftangriffe auf Nordhausen am 3. und 4. April 1945 zerstörten die Stadt fast völlig, wobei etwa 8800 Menschen starben. Schäden durch Bombardements und Artilleriebeschuss entstanden auch in Erfurt, Gera, Jena, Weimar, Eisenach und einigen kleineren Städten und Dörfern.

### Nachkriegszeit bis zur Wende (1945–1990)
Thüringen wurde zwischen dem 1. und dem 16. April 1945 von den Amerikanern besetzt und zum 1. Juli 1945 an die sowjetische Militärverwaltung übergeben, wobei Gebiete um die Stadt Bad Sachsa und Tettenborn im Tausch gegen Teile des Landkreises Blankenburg an die britische Militärverwaltung überlassen wurden. Die Exklave Ostheim vor der Rhön blieb unter amerikanischer Militärverwaltung und wurde später Teil Bayerns. Das Land Thüringen wurde wiederhergestellt und um den vormals preußischen Regierungsbezirk Erfurt erweitert.
Die sowjetische Besatzung unterhielt von August 1945 bis 1950 das Speziallager Nr. 2 Buchenwald im Bereich des ehemaligen Konzentrationslagers bei Weimar.

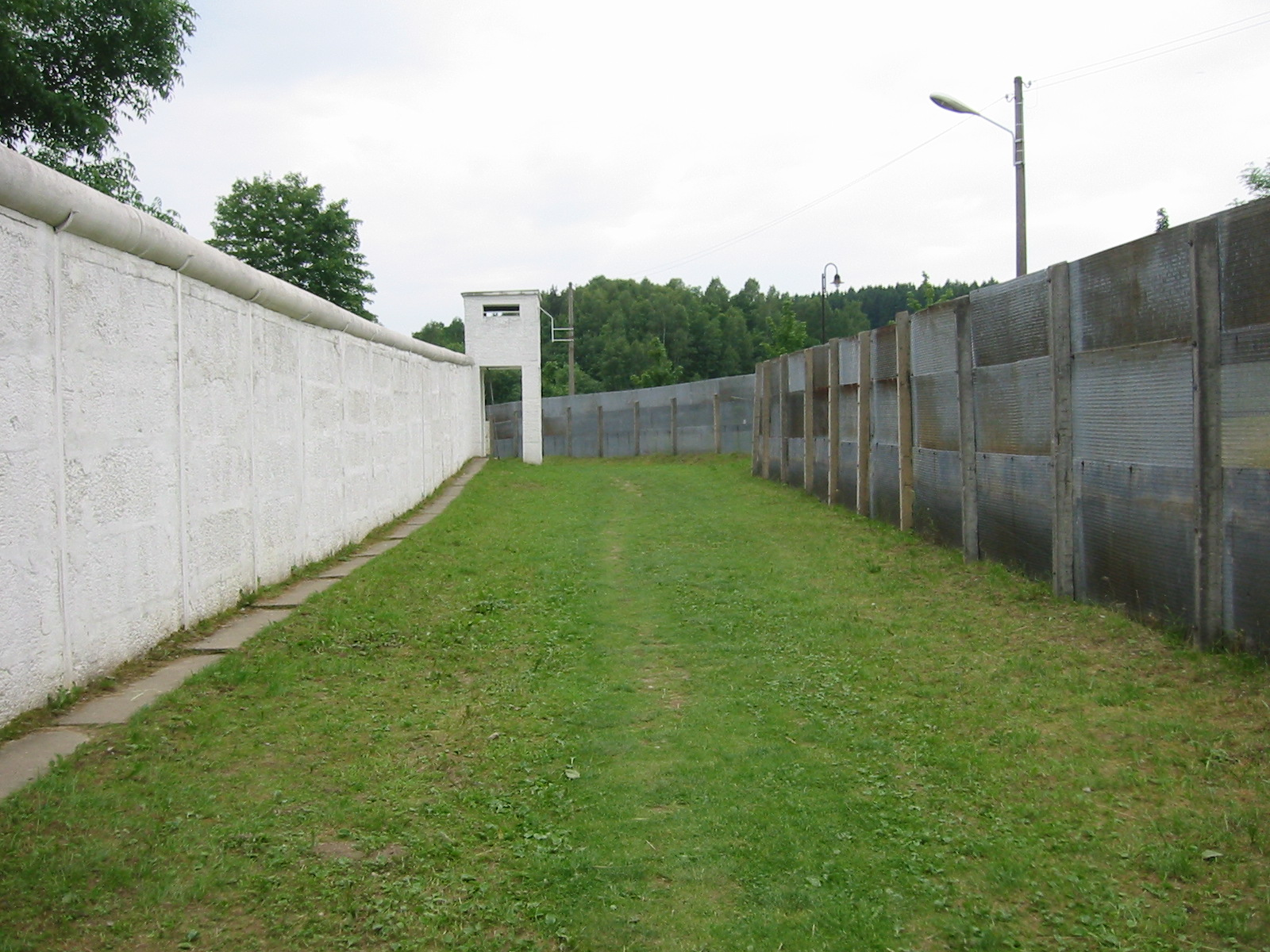
Gedenkstätte zur Deutschen Teilung in Mödlareuth

Die DDR-Regierung löste 1952 die Länder auf, so auch das Land Thüringen. Die größten Teile gingen an die neugegründeten Bezirke Erfurt, Gera und Suhl. Die Kreise Altenburg und Schmölln gingen an den Bezirk Leipzig; im Gegenzug kam das bis 1918 zum Königreich Sachsen gehörende Pausa-Mühltroff zum Bezirk Gera.
Es entstand der Kreis Nordhausen, der aus dem Landkreis Grafschaft Hohenstein, dem ehemals hannoverschen Kreis Ilfeld und dem westlichen Teil des ehemaligen preußischen Landkreises Sangerhausen besteht. Das Gleiche gilt für den neugebildeten Kreis Sömmerda, der sich aus dem preußischen Landkreis Weißensee und dem westlichen Teil des Landkreises Eckartsberga mit der Stadt Kölleda zusammensetzte. Beide Kreise kamen in den Bezirk Erfurt. Auch gab es den neuen Kreis Artern, der sich aus südlichen Teilen des preußischen Landkreises Sangerhausen, dem äußersten Nordwesten des Landkreises Eckardsberga und der ehemaligen Unterherrschaft Frankenhausen des Fürstentums Schwarzburg-Rudolstadt zusammensetzte. Dieser Kreis kam zusammen mit dem restlichen Kreis Sangerhausen zum Bezirk Halle. Der Rest des Kreises Eckardsberga wurde zwischen den neu gebildeten Kreisen Nebra und Naumburg aufgeteilt, die ebenso dem Bezirk Halle zugeteilt wurden.
Am Volksaufstand vom 17. Juni 1953 beteiligten sich in Thüringen etwa 24.000 Arbeiter, vor allem in den Industriezentren Erfurt, Jena und Gera. Er wurde unter Einsatz sowjetischer Truppen unter Ausnahmezustand niedergeworfen.
Am 13. August 1961 begann laut Beschluss des Warschauer Pakts in Moskau die völlige Abriegelung der Grenzen zwischen der DDR und der Bundesrepublik. Sie traf Thüringen besonders hart. Einige Dörfer im Grenzgebiet wurden abgerissen (beispielsweise Billmuthausen, Erlebach, Leitenhausen und Liebau an der Grenze zu Bayern), andere durch Mauern geteilt (Mödlareuth und Heinersdorf).
Bereits 1952 wurde entlang der Grenze ein circa fünf Kilometer tiefes Sperrgebiet eingerichtet und von Grenzsoldaten kontrolliert. Hunderte Familien im Grenzgebiet wurden im Rahmen der Aktion Ungeziefer ohne Ankündigung ins Landesinnere zwangsumgesiedelt. Oft mussten sie dabei ihren Besitz zurücklassen.
Die Einwohner des Dorfes Böseckendorf im Eichsfeld entgingen der Umsiedlung durch eine nächtliche Massenflucht.
Am 19. März 1970 trafen sich erstmals zwei Regierungschefs der beiden deutschen Staaten: Willy Brandt (seit 1969 Bundeskanzler) und Willi Stoph (Vorsitzender des Ministerrates der DDR) tagten beim Erfurter Gipfeltreffen im Hotel Erfurter Hof. Eine große Menschenmenge vor dem Hotel jubelte Brandt zu, nachdem sie die Polizei- und Stasiabsperrungen am Bahnhofsvorplatz gestürmt hatte.

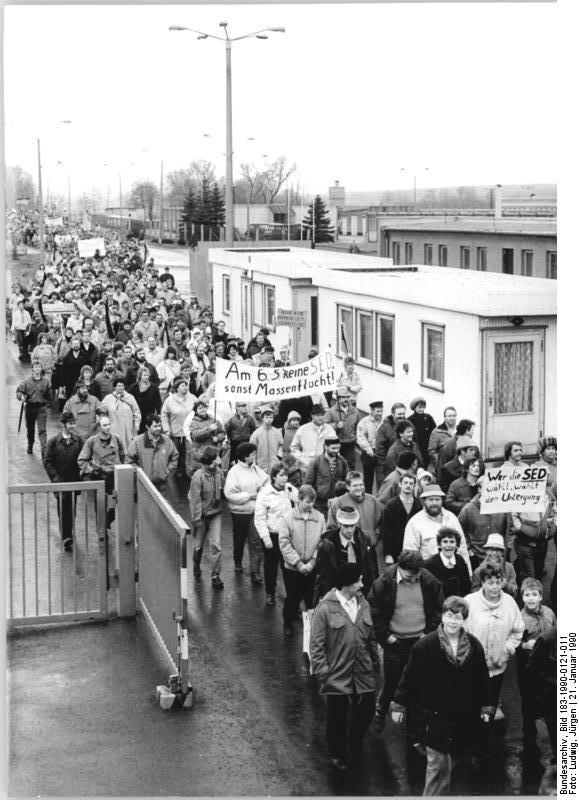
Massendemonstration im Januar 1990 auf dem Gelände des Grenzübergangs Duderstadt/Worbis für eine dauerhafte Öffnung der Grenze und demokratische Reformen

Im Herbst 1989 begannen auch in Thüringen Massendemonstrationen gegen das SED-Regime, die sich nach und nach auf alle Städte des Landes ausweiteten. In der Nacht vom 9. zum 10. November 1989 wurden schließlich die Grenzübergänge zwischen Thüringen und Bayern, Hessen sowie Niedersachsen geöffnet.

### Seit der Wiedervereinigung (seit 1990)
Mit der deutschen Wiedervereinigung am 3. Oktober 1990 wurde das Land Thüringen wiedergegründet. Er entstand aus den Bezirken Erfurt, Gera und Suhl sowie aus Teilen der Bezirke Leipzig (Landkreise Altenburg und Schmölln) und Halle (Artern). Den Kreis Artern hatte man wie den restlichen Bezirk Halle für das neue Land Sachsen-Anhalt vorgesehen. In einem Volksentscheid stimmten jedoch 88 % für die Zuordnung zu Thüringen.
Am 10. Januar 1991 entschied der Landtag, welche Stadt die zukünftige Landeshauptstadt Thüringens werden sollte. Beworben hatten sich neben Erfurt auch Gera, Jena, Weimar und Nordhausen. Von 88 Abgeordneten stimmten 49 für Erfurt, gefolgt von Weimar mit 25, Gera mit zehn und Jena mit vier Stimmen. Die Verfassung des Landes wurde am 25. Oktober 1993 auf der Wartburg durch den Landtag mit mehr als zwei Drittel seiner Mitglieder verabschiedet. Sie trat am 30. Oktober 1993 vorläufig und nach einem Volksentscheid am 16. Oktober 1994 mit 70 % Zustimmung endgültig in Kraft. Mit dieser Verfassung wurde die Bezeichnung Freistaat eingeführt.
Nach der Wiedervereinigung räumte von 1991 bis 1992 die 8. Gardearmee der Westgruppe der Truppen das von ihr bis dahin besetzte thüringische Territorium. Ihre Truppen waren hier an 143 Standorten mit 51.000 Soldaten (sowie 4.000 Spezialisten anderer Armee-Einheiten), 5.000 Zivilangestellten und 20.000 Familienangehörigen stationiert gewesen.

## Politik
Der Staatsaufbau Thüringens basiert auf der Verfassung des Freistaats Thüringen von 1993.
Laut der Verfassung ist Thüringen ein Land der Bundesrepublik Deutschland. Es ist ein demokratischer, sozialer und dem Schutz der natürlichen Lebensgrundlagen des Menschen verpflichteter Rechtsstaat (Art. 44). Artikel 45 besagt, dass alle Staatsgewalt vom Volke ausgeht und dass das Volk seinen Willen durch Wahlen, Volksbegehren und Volksentscheid verwirklicht.

### Legislative
Die Legislative ist der Thüringer Landtag, der alle fünf Jahre nach dem personalisierten Verhältniswahlrecht neu gewählt wird. Während der achten Legislaturperiode des Thüringer Landtages besteht dieser aus 88 Abgeordneten und wurde auf Grundlage des Ergebnisses der Landtagswahl vom 1. September 2024 gebildet. Stärkste Partei ist die AfD mit 32 Sitzen, gefolgt von der CDU mit 23 Sitzen und dem BSW mit 15 Sitzen. Zudem sind die Die Linke mit 12 Sitzen und die SPD mit 6 Sitzen vertreten.
Es besteht die Möglichkeit der aktiven Teilnahme an der Legislative des Volkes durch Volksentscheid.
| Jahr | Wahl- beteiligung | AfD  | CDU  | BSW  | PDS/Linke 1 | SPD  | Grüne | FDP  |
| ---- | ----------------- | ---- | ---- | ---- | ----------- | ---- | ----- | ---- |
| 1990 | 71,7              | –    | 45,4 | –    | 09,7        | 22,8 | 06,5  | 09,3 |
| 1994 | 74,8              | –    | 42,6 | –    | 16,6        | 29,6 | 04,5  | 03,2 |
| 1999 | 59,9              | –    | 51,0 | –    | 21,3        | 18,5 | 01,9  | 01,1 |
| 2004 | 53,8              | –    | 43,0 | –    | 26,1        | 14,5 | 04,5  | 03,6 |
| 2009 | 56,2              | –    | 31,2 | –    | 27,4        | 18,5 | 06,2  | 07,6 |
| 2014 | 52,7              | 10,6 | 33,5 | –    | 28,2        | 12,4 | 05,7  | 02,5 |
| 2019 | 64,9              | 23,4 | 21,8 | –    | 31,0        | 08,4 | 05,2  | 05,0 |
| 2024 | 73,6              | 32,8 | 23,6 | 15,8 | 13,1        | 06,1 | 03,2  | 01,2 |

### Exekutive
Die Exekutive wird von der Thüringischen Landesregierung geführt, die aus dem Thüringer Ministerpräsidenten und den Ministern besteht. Der Ministerpräsident wird vom Landtag mit der Mehrheit seiner Mitglieder ohne Aussprache in geheimer Abstimmung für die gesamte Legislaturperiode gewählt. Der Ministerpräsident ernennt und entlässt die Minister. Er bestimmt außerdem einen Minister zu seinem Stellvertreter. Der Landtag kann den Ministerpräsidenten nur durch ein konstruktives Misstrauensvotum absetzen.
| Nr. | Bild | Name (Lebensdaten)              | Partei | Partei    | Beginn der Amtszeit | Ende der Amtszeit                                          | Dauer der Amtszeit                     | Kabinette  | Thüringer Landtage |
| --- | ---- | ------------------------------- | ------ | --------- | ------------------- | ---------------------------------------------------------- | -------------------------------------- | ---------- | ------------------ |
| 1   |      | Josef Duchač (* 1938)           |        | CDU       | 8. November 1990    | 5. Februar 1992 (ab 23. Januar 1992 geschäftsführend)      | 1 Jahr, 2 Monate, 28 Tage (454 Tage)   | I          | 1.                 |
| 2   |      | Bernhard Vogel (1932–2025)      |        | CDU       | 5. Februar 1992     | 5. Juni 2003                                               | 11 Jahre, 4 Monate (4138 Tage)         | I, II, III | 1., 2., 3.         |
| 3   |      | Dieter Althaus (* 1958)         |        | CDU       | 5. Juni 2003        | 30. Oktober 2009 (ab 3. September 2009 geschäftsführend)   | 6 Jahre, 4 Monate, 25 Tage (2339 Tage) | I, II      | 3., 4.             |
| 4   |      | Christine Lieberknecht (* 1958) |        | CDU       | 30. Oktober 2009    | 5. Dezember 2014 (ab 14. Oktober 2014 geschäftsführend)    | 5 Jahre, 1 Monat, 5 Tage (1862 Tage)   | I          | 5.                 |
| 5   |      | Bodo Ramelow (* 1956)           |        | Die Linke | 5. Dezember 2014    | 5. Februar 2020 (ab 26. November 2019 geschäftsführend)    | 5 Jahre, 2 Monate (1888 Tage)          | I          | 6.                 |
| 6   |      | Thomas Kemmerich (* 1965)       |        | FDP       | 5. Februar 2020     | 4. März 2020 (ab 8. Februar 2020 geschäftsführend)         | 28 Tage                                | keines     | 7.                 |
| (5) |      | Bodo Ramelow (* 1956)           |        | Die Linke | 4. März 2020        | 12. Dezember 2024 (ab 26. September 2024 geschäftsführend) | 4 Jahre und 283 Tage (1744 Tage)       | II         | 7.                 |
| 7   |      | Mario Voigt (* 1977)            |        | CDU       | 12. Dezember 2024   | amtierend                                                  | 251 Tage (251 Tage)                    | I          | 8.                 |

Weitere Exekutivorgane sind die Thüringer Polizei, bei der 6000 Beamte im Einsatz sind, sowie der Verfassungsschutz, der durch zahlreiche Affären – insbesondere im Bereich Rechtsextremismus und NSU – bundesweite mediale Aufmerksamkeit erlangte.

### Judikative

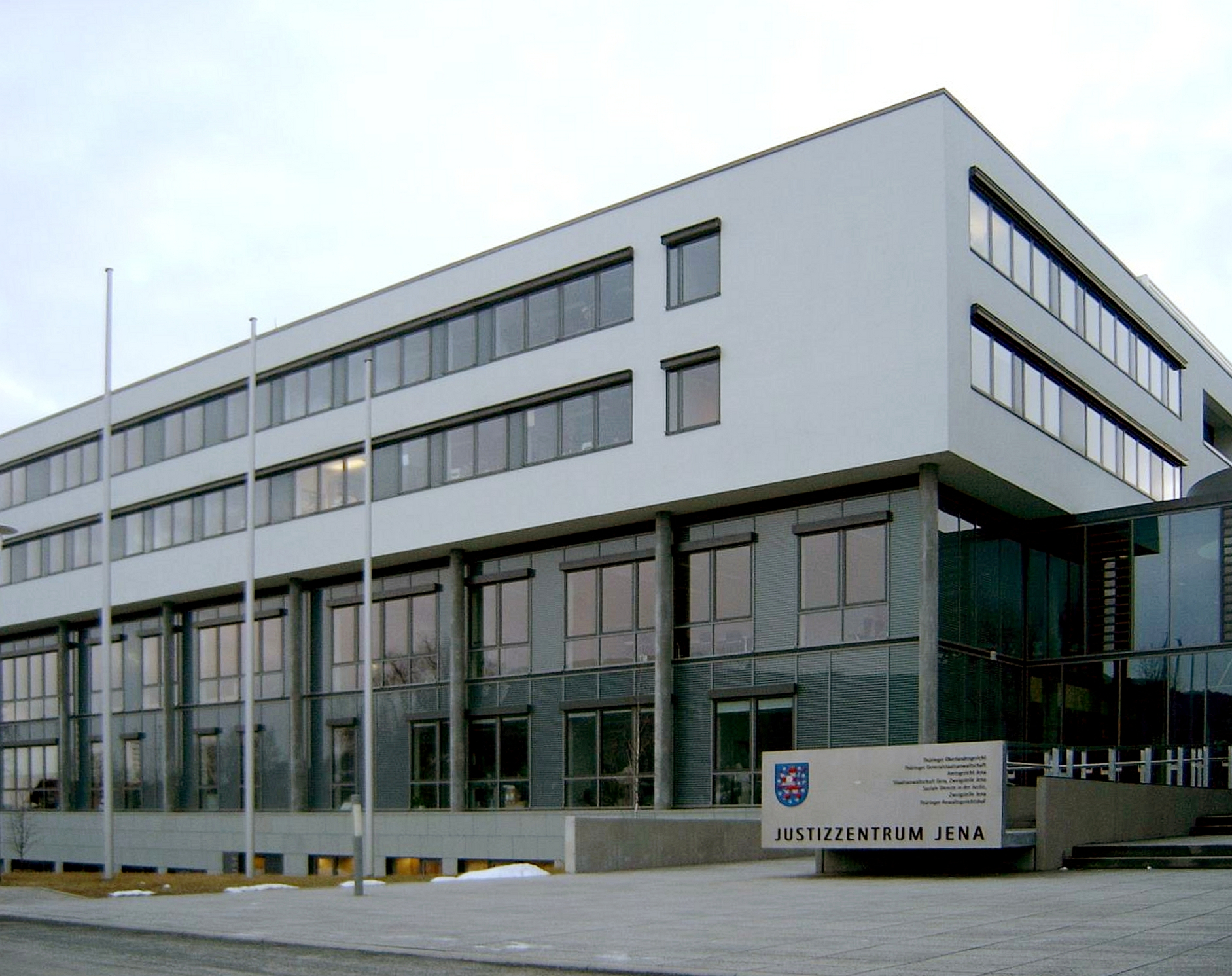
Thüringer Oberlandesgericht in Jena

Die Judikative wird vom Thüringer Verfassungsgerichtshof und von den weiteren Gerichten des Landes ausgeübt. Der Verfassungsgerichtshof besteht aus einem Präsidenten und acht weiteren Mitgliedern. Die ordentliche Gerichtsbarkeit gliedert sich in das Thüringer Oberlandesgericht Jena, die Landgerichte in Erfurt, Gera, Mühlhausen und Meiningen, denen auch die vier Staatsanwaltschaften zugeordnet sind, sowie die nachgeordneten Amtsgerichte. Gefängnisse bestehen für Männer in Goldlauter, Gräfentonna, Hohenleuben, Untermaßfeld und Arnstadt (Jugendstrafvollzug), für Frauen ist die JVA Chemnitz zuständig.
Das Thüringer Oberverwaltungsgericht hat seinen Sitz in Weimar.
Mit dem Bundesarbeitsgericht in Erfurt sitzt auch ein Bundesgericht in Thüringen.

### Politische Entwicklung
Thüringen gilt als eher konservatives Land, besonders in den ländlichen Räumen, und wurde auf landespolitischer Ebene bis zum Regierungswechsel 2014 von der CDU dominiert. Danach wurde die erste rot-rot-grüne Koalition auf Landesebene gebildet und mit Bodo Ramelow erstmals ein Politiker der Linken zum Ministerpräsidenten gewählt. Die Parteibindungen sind, wie in ganz Ostdeutschland, nicht so stark ausgeprägt, sodass bei Bundestagswahlen die CDU 1990, 1994, 2009 (nur knapp vor der Linkspartei), 2013 sowie 2017 und die SPD 1998, 2002 sowie 2005 die meisten Stimmen erhielt.
Die DDR-Zeit und die Umbrüche nach der Wiedervereinigung hallen im Land politisch noch nach, etwa in der Wahrnehmung eines Teils der Bevölkerung „abgehängt“ zu sein bzw. kein ausreichendes politisches Gehör zu finden. Verstärkt wird dieser Eindruck durch manifeste Probleme in vielen ländlichen Räumen, von der Überalterung und Abwanderung der Bevölkerung über die Ausdünnung von Infrastrukturen bis hin zu Leerstand und Verfall der Immobilienpreise. Der Thüringen-Monitor der Friedrich-Schiller-Universität Jena untersucht mit jährlichen Befragungen seit 2000 das gesellschaftspolitische Klima im Land und Einstellungen der Bevölkerung zu Wertefragen. Schon beginnend vor der Wiedervereinigung gibt es im Land eine kleine, lautstark auftretende rechtsextreme Szene, die etwa in der Terrorzelle des NSU auch gewalttätig in Erscheinung getreten ist. Seit 2013 ist ein Erstarken des Rechtspopulismus im Land zu erkennen, der sich auch im Einzug der Alternative für Deutschland in den Landtag 2014 und im Bundestagswahlergebnis von 22,7 % für die AfD 2017 manifestierte. Deren Landesvorsitzender Björn Höcke gilt als Kopf des sogenannten Flügels, der rechten Strömung seiner Partei.

### Öffentliche Haushalte
Gemäß dem Thüringer Gesetz über die Feststellung des Landeshaushaltsplans für das Haushaltsjahr 2024 (Thüringer Haushaltsgesetz 2024 – ThürHhG 2024 –) ist im Haushaltsplan für das Haushaltsjahr 2024 ein Volumen von 13.543.780.600 Euro veranschlagt.
Der Schuldenstand belief sich Ende 2017 auf rund 15,8 Milliarden Euro oder 7372 Euro pro Einwohner, damit liegt Thüringen im Bundesvergleich im Mittelfeld. Zukunftsrisiken für den Landeshaushalt ergeben sich aus dem Auslaufen des Solidarpaktes im Jahr 2019 sowie aus rückläufigen Zahlungen der EU-Strukturfonds aufgrund der vergleichsweise guten wirtschaftlichen Entwicklung nach 2005. Die sich hieraus ergebende Finanzierungslücke ist noch nicht geschlossen; ferner ist das Land auf absehbare Zeit nicht in der Lage, seine Ausgaben vollständig durch reguläre eigene Einnahmen abzudecken und bleibt damit auf finanzielle Hilfen von außerhalb angewiesen. Wie alle anderen neuen Bundesländer ist Thüringen seit 1990 durchgängig Nehmerland im Länderfinanzausgleich und erhält hieraus jährlich etwa 500 Millionen Euro.
Viele Kommunen in Thüringen sind überschuldet. Zwar sind die nominellen Schuldenstände nicht so hoch wie in vielen westdeutschen Kommunen, andererseits sind jedoch auch die Steuereinnahmen und damit die Schuldentragfähigkeit deutlich geringer. Während die beiden Großstädte im Land ihre Verschuldung im Griff haben, machten seit 2010 beispielsweise Gera, Eisenach und der Unstrut-Hainich-Kreis (wo ein Zwangsverwalter des Landes bestellt wurde) Schlagzeilen angesichts ihrer schlechten fiskalischen Situation. Besonders viele Gemeinden und Gemeindeverbände im ländlichen Raum verfügen kaum über Steuereinnahmen, weshalb hier schon vergleichsweise geringe Schuldenstände eine hohe Belastung darstellen, insbesondere in den Landkreisen Nordhausen, Kyffhäuserkreis, Unstrut-Hainich-Kreis und Sömmerda im Norden Thüringens. Im Südwesten befinden sich mit dem Wartburgkreis und dem Landkreis Schmalkalden-Meiningen hingegen schuldenfreie Landkreise sowie einige schuldenfreie Gemeinden bzw. Gemeindeverbände, etwa Schleusingen, Floh-Seligenthal und Unterbreizbach.

### Militär
In Thüringen gab es wegen seiner zentralen Lage weit entfernt von der Küste sowie der deutschen West- und Ostgrenze bereits seit dem 19. Jahrhundert nur eine unterdurchschnittliche Anzahl von Militärstützpunkten, wenngleich zumindest die Landeshauptstädte über Kasernen verfügten. Einzige bedeutende Garnisonsstadt war jedoch das zu Preußen gehörende Erfurt, das bis 1873 eine Festungsstadt war und auch im 20. Jahrhundert eine hohe Anzahl von Kasernen und Militärangehörigen aufwies.
Weimar entwickelte sich mit dem Aufstieg der Nationalsozialisten zu einem bedeutenden Militärstandort. In Weimar wurde die 1. Panzerdivision aufgestellt (Stabsgebäude Jenaer Straße 2, heute Verwaltungsgericht Weimar). Auch der Flugplatz Weimar-Nohra gewann an Bedeutung. Im Südosten von Nordhausen entstand 1935/36 ein Flugplatz mit angeschlossener Kaserne; im Wesentlichen diente der Fliegerhorst Ausbildungszwecken.
Nach dem Zweiten Weltkrieg war Thüringen und hier insbesondere Weimar und Meiningen ein Stationierungsschwerpunkt der Roten Armee mit zehntausenden Soldaten. In Weimar waren Panzerkompanien, Luftlandetruppen und Kampfhubschrauberstaffeln der Roten Armee stationiert, in Rudisleben waren in den 1970er Jahren Marschflugkörper mit Nuklearsprengköpfen stationiert. Die Grenztruppen der DDR stationierten in Nordhausen und Meiningen die Hubschrauberstaffel 16 (bis 1990). Thüringen lag an der Nahtstelle zweier Bündnisse und wurde systematisch zum Aufmarschgebiet der NVA und der Roten Armee ausgebaut.
Nach 1990 wurden im Zuge der Auflösung der Nationalen Volksarmee und dem Abzug der Sowjetischen Streitkräfte in Deutschland viele Kasernen geschlossen, sodass heute nur noch acht Kasernen der Bundeswehr bestehen, die sich mit zwei Ausnahmen in der nördlichen Landesmitte am Rand des Thüringer Beckens konzentrieren. Im Einzelnen sind dies die Henne-Kaserne und die Löberfeld-Kaserne in Erfurt, die Kyffhäuser-Kaserne in Bad Frankenhausen, die Karl-Günther-Kaserne in Sondershausen, die Görmar-Kaserne in Mühlhausen, die Friedenstein-Kaserne in Gotha, die Pionierkaserne in Gera und die Werratal-Kaserne in Bad Salzungen. Sie bieten Arbeit für 7000 Soldaten und 700 zivile Angestellte. Der letzte Truppenübungsplatz im Freistaat war der Truppenübungsplatz Ohrdruf, er wurde Anfang 2013 in einen Standortübungsplatz umgewandelt. Mit dem Truppenübungsplatz Weberstedt bestand bis 1990 ein zweiter im Land. Nach seiner Auflösung wurde er in den Nationalpark Hainich integriert.
Seit Januar 2013 befindet sich mit dem Logistikkommando der Bundeswehr ein Kommando auf Divisionsebene in Erfurt. Das LogKdo ist dabei für die Führung und Steuerung sämtlicher logistischer Kräfte der Streitkräfte zuständig.

### Landeswappen und Flagge
Das derzeitige Landeswappen des Freistaats Thüringen wurde zunächst in einem einfachen Parlamentsgesetz geregelt, das am 30. Januar 1991 vom Landtag beschlossen wurde und gemäß seinem Paragraphen 3 rückwirkend zum 3. Oktober 1990 in Kraft getreten ist. Später wurde ein Satz dieses Gesetzes wörtlich in die Thüringer Verfassung übernommen. Mit dem Gesetz vom 30. Januar wurde im Übrigen auch die Landesregierung ermächtigt, Näheres in einer Rechtsverordnung zu regeln, und von dieser Verordnungsermächtigung wurde am 11. April 1991 Gebrauch gemacht. Hier ist unter anderem geregelt, wer zum Führen des Landeswappens, des Landessiegels, des Dienstsiegels und des Amtsschildes berechtigt ist.
Das Thüringer Landeswappen zeigt im lasurblauen Schild den viermal gleich breit rot-silbern gestreiften, golden bewehrten und gekrönten »Bunten Löwen« der Ludowinger, umgeben von acht silbernen Sternen.
Als älteste farbige Darstellung des „Thüringer Urwappens“ blieb der Wappenschild des Landgrafen Konrad von Thüringen aus dem 13. Jahrhundert erhalten. Der Erbfolgekrieg 1264/65 entließ Hessen politisch selbstständig, das seitdem den »Bunten Löwen« (umgekehrt gestreift: silber-rot) im Wappen führt. Als sich am 1. Mai 1920 das Land Thüringen aus den sieben republikanischen thüringischen Kleinstaaten zusammenschloss, wurden in Anlehnung an das föderale Sternenbanner der USA sieben silberne Sterne auf revolutionär-republikanisch rotem Grund zum Staatswappen gewählt. Die Nationalsozialisten verpassten Thüringen ein archaischeres, beadlertes Wappen. Mit der Neugründung des Landes Thüringen wurde 1991 das jetzige Thüringer Wappen aus den historischen Grundlagen abgeleitet. Der achte Stern steht für die zusätzlich zum Freistaat Thüringen gehörigen, ehemals Preußen angegliederten Gebietsteile Erfurt, Mühlhausen, Nordhausen, Schmalkalden und Suhl.

### Partnerschaften
Thüringen unterhält Partnerschaften mit:
- der polnischen Woiwodschaft Kleinpolen,
- Ungarn,
- der ehemaligen Region Picardie (heute Hauts-de-France) in Frankreich

sowie freundschaftliche Beziehungen mit:
- der russischen Republik Tatarstan,
- der ukrainischen Oblast Lemberg,
- Auvergne in Frankreich,
- Santa Catarina in Brasilien.

## Verwaltungsgliederung
Das Land Thüringen ist auf zwei Ebenen gegliedert. Auf der ersten Ebene stehen seit der Kommunalreform vom 1. Juli 1994 die 17 Landkreise und die seit 1. Juli 2021 fünf kreisfreien Städte und auf der zweiten Ebene die 605 Gemeinden des Landes (seit 1. Januar 2024). Dazwischen gibt es teilweise Verwaltungsgemeinschaften (Zusammenschluss mehrerer kleiner Gemeinden zu einem Verbund, der die Verwaltung übernimmt) und erfüllende Gemeinden (eine kleine Gemeinde beauftragt eine größere Nachbargemeinde mit ihrer Verwaltung). Des Weiteren nehmen sechs kreisangehörige Städte einen Sonderstatus ein. Regierungsbezirke gibt es in Thüringen nicht.
Die Anzahl und der Zuschnitt der Landkreise und kreisfreien Städte waren seit der Einführung dieser Verwaltungsebene in Preußen 1815 stetigen Veränderungen unterworfen. Diese werden im Artikel Geschichte der Verwaltungsgliederung Thüringens dargestellt.
Der Sitz des Thüringer Landesverwaltungsamtes befindet sich in Weimar.

### Landkreise, kreisfreie Städte und Planungsregionen
| Landkreis              | Kreisstadt            | Kfz               | Planungsregion   | Fläche (km²) | Einwohner (31. Dezember 2000) | Einwohner 31. Dezember 2024 | Ew./km² |
| ---------------------- | --------------------- | ----------------- | ---------------- | ------------ | ----------------------------- | --------------------------- | ------- |
| Altenburger Land       | Altenburg             | ABG, SLN          | Ostthüringen     | 0.569,39     | 114.200                       | 087.508                     | 154     |
| Eichsfeld              | Heilbad Heiligenstadt | EIC, HIG, WBS     | Nordthüringen    | 0.991,14     | 114.109                       | 103.694                     | 105     |
| Gotha                  | Gotha                 | GTH               | Mittelthüringen  | 0.936,08     | 148.527                       | 135.838                     | 145     |
| Greiz                  | Greiz                 | GRZ, ZR           | Ostthüringen     | 0.845,95     | 123.869                       | 093.707                     | 111     |
| Hildburghausen         | Hildburghausen        | HBN               | Südwestthüringen | 0.938,41     | 073.839                       | 059.987                     | 064     |
| Ilm-Kreis              | Arnstadt              | IK, ARN, IL       | Mittelthüringen  | 0.805,11     | 121.806                       | 106.657                     | 132     |
| Kyffhäuserkreis        | Sondershausen         | KYF, ART, SDH     | Nordthüringen    | 1.037,90     | 094.343                       | 071.738                     | 069     |
| Nordhausen             | Nordhausen            | NDH               | Nordthüringen    | 0.712,93     | 098.609                       | 080.762                     | 113     |
| Saale-Holzland-Kreis   | Eisenberg             | SHK, EIS, SRO     | Ostthüringen     | 0.815,26     | 093.929                       | 083.342                     | 102     |
| Saale-Orla-Kreis       | Schleiz               | SOK, LBS, PN, SCZ | Ostthüringen     | 1.151,32     | 098.592                       | 077.341                     | 067     |
| Saalfeld-Rudolstadt    | Saalfeld/Saale        | SLF, RU           | Ostthüringen     | 1.008,77     | 132.885                       | 100.105                     | 99      |
| Schmalkalden-Meiningen | Meiningen             | SM, MGN           | Südwestthüringen | 1.251,17     | 143.702                       | 120.214                     | 096     |
| Sömmerda               | Sömmerda              | SÖM               | Mittelthüringen  | 0.806,88     | 081.204                       | 067.693                     | 084     |
| Sonneberg              | Sonneberg             | SON, NH           | Südwestthüringen | 0.460,84     | 067.833                       | 054.964                     | 119     |
| Unstrut-Hainich-Kreis  | Mühlhausen/Thüringen  | UH, LSZ, MHL      | Nordthüringen    | 0.931,60     | 119.504                       | 094.613                     | 102     |
| Wartburgkreis          | Bad Salzungen         | WAK, EA, SLZ      | Südwestthüringen | 1.371,15     | 144.677                       | 154.957                     | 113     |
| Weimarer Land          | Apolda                | AP, APD           | Mittelthüringen  | 0.804,47     | 091.443                       | 082.392                     | 102     |

Kreisfreie Städte
- Erfurt (EF / Mittelthüringen)
- Gera (G / Ostthüringen)
- Jena (J / Ostthüringen)
- Suhl (SHL / Südwestthüringen)
- Weimar (WE / Mittelthüringen)

Planungsregionen
Thüringen gliedert sich in vier Planungsregionen:
- Mittelthüringen
- Nordthüringen
- Ostthüringen
- Südwestthüringen

### Größte Städte
Nach der Wiedervereinigung verloren zunächst alle Städte Thüringens rasch an Einwohnern. Seit der Jahrtausendwende begann sich diese Entwicklung auszudifferenzieren, was sich in den Jahren danach noch verstärkte. So konnten die drei Städte Erfurt, Weimar und Jena seit 2000 kontinuierlich wachsen und damit den Trend der Schrumpfung umkehren. In einer Gruppe weiterer Städte ebbte die Schrumpfung weitgehend ab und es ist dort ab 2011 eine Stabilisierung mit teilweise leichtem Wachstum zu sehen, etwa in Gotha, Eisenach, Arnstadt, Meiningen und Apolda. Einige andere Städte setzten hingegen die leichte Schrumpfung im gleichen Tempo fort, beispielsweise Saalfeld oder Sondershausen, während sich in wenigen Städten wie etwa in Greiz oder Altenburg das Tempo des Bevölkerungsrückgangs noch verstärkte. Es zeigt sich, dass insbesondere Städte mit großen Bildungs- und Forschungseinrichtungen demografisch profitieren, in geringerem Maße gilt dies auch für Städte mit einem ausgeprägten, exportorientierten produzierenden Gewerbe wie Eisenach oder Arnstadt. Die anderen Städte sind nach wie vor von einem gewissen Grad an Abwanderung betroffen (räumliche Bevölkerungsbewegung), wenngleich das Fehlen von Geburten und die damit einhergehende Überalterung dort langfristig zum gravierenderen Problem werden wird (natürliche Bevölkerungsbewegung). Während der Flüchtlingskrise 2015/2016 und ab dem Krieg in der Ukraine 2022 gab es in einigen Städten große Schwankungen der Einwohnerzahl. Auf der Basis des Zensus 2011 konnten bis 2020 lediglich acht Städte ein Bevölkerungswachstum verzeichnen (Eingemeindungen rausgerechnet).
Bei einer 2015 vom Thüringer Landesamt für Statistik (TLS) veröffentlichten Prognose für die Bevölkerungsentwicklung von 2015–2035 können lediglich fünf der 33 Städte mit mehr als 10.000 Einwohnern mit einem Wachstum rechnen. Diese Städte sind Erfurt (+9,5 %), Jena (+3,5 %), Eisenach (+0,3 %), Meiningen (+1,4 %) und Eisenberg (+2,6 %), relativ stabil bleiben auch die Einwohnerzahlen von Gotha (−0,1 %), Arnstadt (−1,0 %) und Weimar (−3,8 %).
| Stadt             | Landkreis              | 31. Dezember 1994 | 31. Dezember 2000 | 31. Dezember 2011 Berechnungsgrundlage auf Basis des Zensus 2011 | 31. Dezember 2024 Berechnungsgrundlage auf Basis des Zensus 2022 |
| ----------------- | ---------------------- | ----------------- | ----------------- | ---------------------------------------------------------------- | ---------------------------------------------------------------- |
| Erfurt            | kreisfrei              | 213.472           | 200.564           | 201.952                                                          | 218.793                                                          |
| Jena              | kreisfrei              | 102.204           | 099.893           | 106.428                                                          | 109.725                                                          |
| Gera              | kreisfrei              | 126.035           | 112.835           | 095.746                                                          | 95.608                                                           |
| Weimar            | kreisfrei              | 062.233           | 062.425           | 062.886                                                          | 65.954                                                           |
| Gotha             | Gotha                  | 052.383           | 048.376           | 044.264                                                          | 46.400                                                           |
| Nordhausen        | Nordhausen             | 048.028           | 045.633           | 042.191                                                          | 40.767                                                           |
| Eisenach          | Wartburgkreis          | 046.008           | 044.442           | 041.708                                                          | 40.747                                                           |
| Ilmenau           | Ilm-Kreis              | 028.899           | 027.176           | 026.122                                                          | 38.834                                                           |
| Mühlhausen        | Unstrut-Hainich-Kreis  | 040.544           | 038.695           | 033.395                                                          | 36.353                                                           |
| Suhl              | kreisfrei              | 054.379           | 048.025           | 036.570                                                          | 34.685                                                           |
| Altenburg         | Altenburger Land       | 046.291           | 041.290           | 033.671                                                          | 31.093                                                           |
| Saalfeld          | Saalfeld-Rudolstadt    | 032.349           | 029.511           | 025.440                                                          | 29.086                                                           |
| Arnstadt          | Ilm-Kreis              | 027.571           | 027.220           | 023.758                                                          | 28.615                                                           |
| Meiningen         | Schmalkalden-Meiningen | 024.001           | 022.240           | 020.770                                                          | 25.002                                                           |
| Rudolstadt        | Saalfeld-Rudolstadt    | 029.118           | 027.528           | 022.998                                                          | 24.852                                                           |
| Sonneberg         | Sonneberg              | 025.880           | 024.837           | 021.916                                                          | 22.843                                                           |
| Apolda            | Weimarer Land          | 027.857           | 025.899           | 022.010                                                          | 22.787                                                           |
| Bad Salzungen     | Wartburgkreis          | 019.804           | 017.086           | 015.600                                                          | 22.557                                                           |
| Sondershausen     | Kyffhäuserkreis        | 021.808           | 023.088           | 022.395                                                          | 20.910                                                           |
| Leinefelde-Worbis | Eichsfeld              | 022.609           | 022.201           | 018.585                                                          | 19.957                                                           |

- Leinefelde-Worbis wurde 2004 aus zwei Städten und zwei Gemeinden gebildet. Für die Jahre 1994 und 2000 wurden die Einwohnerzahlen der vier Orte zur Übersicht summiert.

### Verwaltungsstrukturreformen
Am 1. Juli 1994 wurden die seit 1952 bestehenden 35 Landkreise Thüringens im Zuge der Kreisreform auf 17 reduziert. Bis zum selben Tag wurden die kreisfreien Städte durch Eingliederung umliegender Gemeinden vergrößert. Eisenach wurde erst 1998 aus dem Wartburgkreis ausgegliedert und erneut zur kreisfreien Stadt erhoben.
Seit der Umsetzung der Kreisgebietsreform in Mecklenburg-Vorpommern im Jahr 2011 ist Thüringen das ostdeutsche Land mit der kleinteiligsten Kreisgliederung. Schon vor der Landtagswahl im Jahr 2009 sprachen sich Linke, SPD und Grüne für eine erneute Kreisreform aus, während die CDU dem Vorhaben ablehnend gegenüberstand. Nach dem Regierungswechsel 2014 brachte die rot-rot-grüne Landesregierung das Thema wieder auf die Tagesordnung, wobei die Umsetzung aufgrund des heftigen Widerstands der betroffenen Kommunen scheiterte und die Regierung das Projekt im Dezember 2017 aufgab.
Einzige Gebietsänderung auf Kreisebene, die umgesetzt wurde, ist die freiwillige Eingliederung der kreisfreien Stadt Eisenach in den Wartburgkreis am 1. Juli 2021.

## Wirtschaft

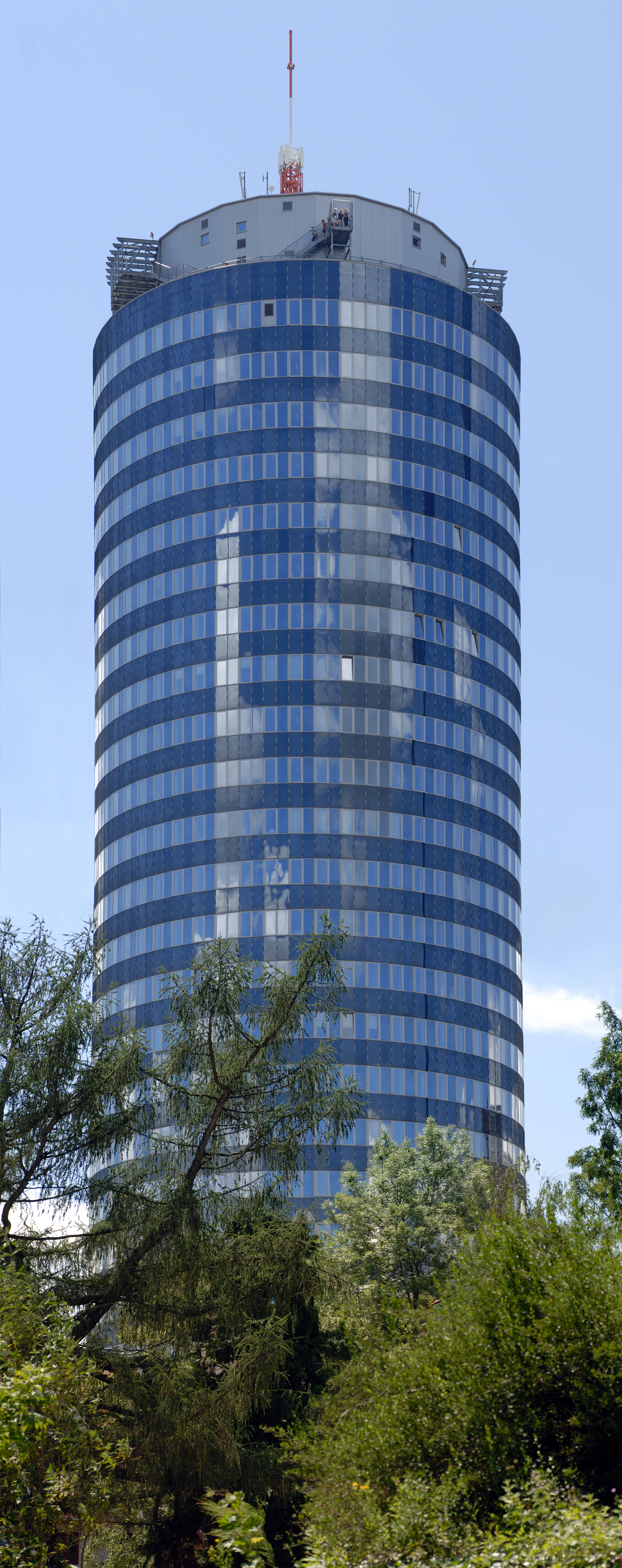
Symbol für ostdeutsches Unternehmertum – Jentower in Jena

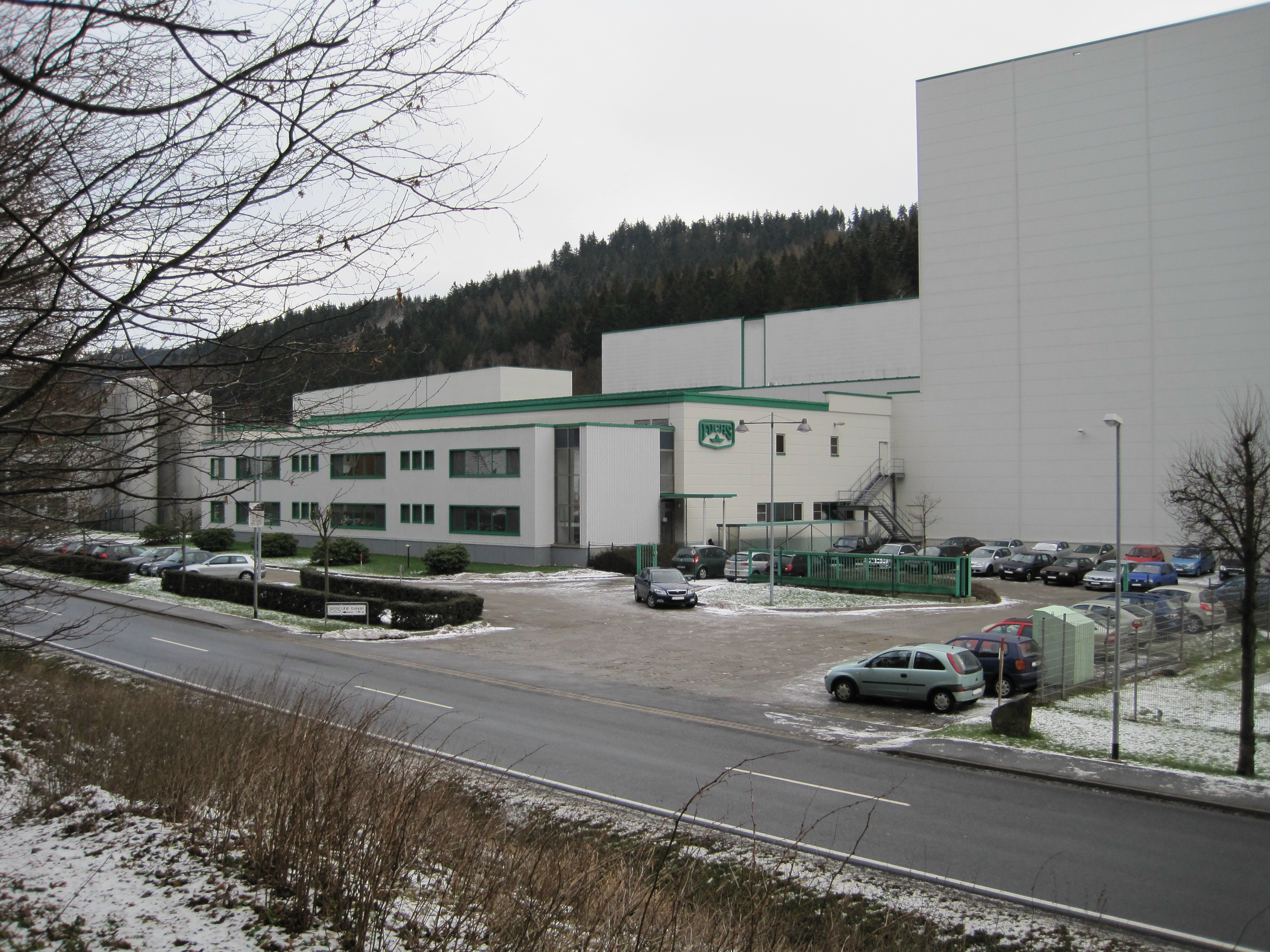
Gewürzwerk Schönbrunn in Südthüringen

Historisch betrachtet hat sich die Verteilung zwischen wohlhabenden und ärmeren Gebieten in Thüringen seit 1945 grundlegend verändert. Vor dem Zweiten Weltkrieg waren die ärmsten Gegenden im Thüringer Wald, Thüringer Schiefergebirge und auch in den ländlichen Räumen Südthüringens zu finden. Zu den entwickeltsten Gebieten zählten das industrialisierte Ostthüringen um Gera sowie die an Sachsen grenzenden Gebiete, welche von den Städten Zwickau, Leipzig und Chemnitz profitierten. Auch Städte, in denen sich der öffentliche Dienst konzentrierte wie etwa Meiningen oder Weimar, waren relativ wohlhabend. Heute sind die wirtschaftskräftigsten Regionen hingegen entlang der Thüringer Städtekette von Eisenach bis ans Hermsdorfer Kreuz zu finden, besonders der Raum Erfurt-Weimar-Jena weist ein hohes Wirtschaftswachstum auf. Die positive wirtschaftliche Entwicklung speziell dieser Region begann bereits im 19. Jahrhundert, damals noch inklusive der Stadt Gera. Auch das Eichsfeld, die Städte Nordhausen und Eisenach sowie die südwestthüringischen Landkreise weisen heute eine vergleichsweise günstige wirtschaftliche Struktur auf, Nordhausen und Eisenach sind dabei zwei weitere Städte mit weit zurückreichenden industriellen Wurzeln. Entwicklungsprobleme zeigen sich hingegen noch im nördlichen Thüringer Becken (Kyffhäuserkreis, Unstrut-Hainich-Kreis sowie Teile der Landkreise Nordhausen und Sömmerda) sowie entgegen der historischen „Normalität“ in Ostthüringen (Stadt Gera, Altenburger Land und Teile des Landkreises Greiz).
Die soziale Marktwirtschaft hat mit der Wirtschafts-, Währungs- und Sozialunion und dem Beitritt zur Bundesrepublik 1990 die sozialistische Zentralverwaltungswirtschaft in Thüringen abgelöst. Dieser tief greifende Umstrukturierungsprozess löste in verschiedenen Branchen Krisen aus und führte zu hohen Arbeitslosenquoten. Zwei Drittel der alten Arbeitsplätze Thüringens fielen zwischen 1989 und 1995 der wirtschaftlichen Wende zum Opfer. Inzwischen haben einige Branchen wie der wissenschaftliche Gerätebau, die Mikroelektronik und die Medizintechnik Zuwächse erzielt.
2016 betrug die Wirtschaftsleistung im Bundesland Thüringen gemessen am Bruttoinlandsprodukts (BIP) knapp 61 Milliarden Euro, was 1,9 Prozent Anteil des gesamtdeutschen BIP bzw. rund 58.000 Euro pro Erwerbstätigem entspricht. Im Vergleich mit dem BIP der EU, ausgedrückt in Kaufkraftstandards, erreichte Thüringen 2015 einen Wert von 88 Prozent (EU-28: 100, Deutschland: 124).
Im Jahr 2015 lebten in Thüringen 126 Einkommensmillionäre. Dabei wohnten in Erfurt, Jena und dem Landkreis Saalfeld-Rudolstadt die meisten Einkommensmillionäre. Thüringen hatte 2019 im Vergleich der Bundesländer die drittniedrigste Reichtumsquote mit 3,7 % (Bundesdurchschnitt 7,9 %).

### Arbeitsmarkt

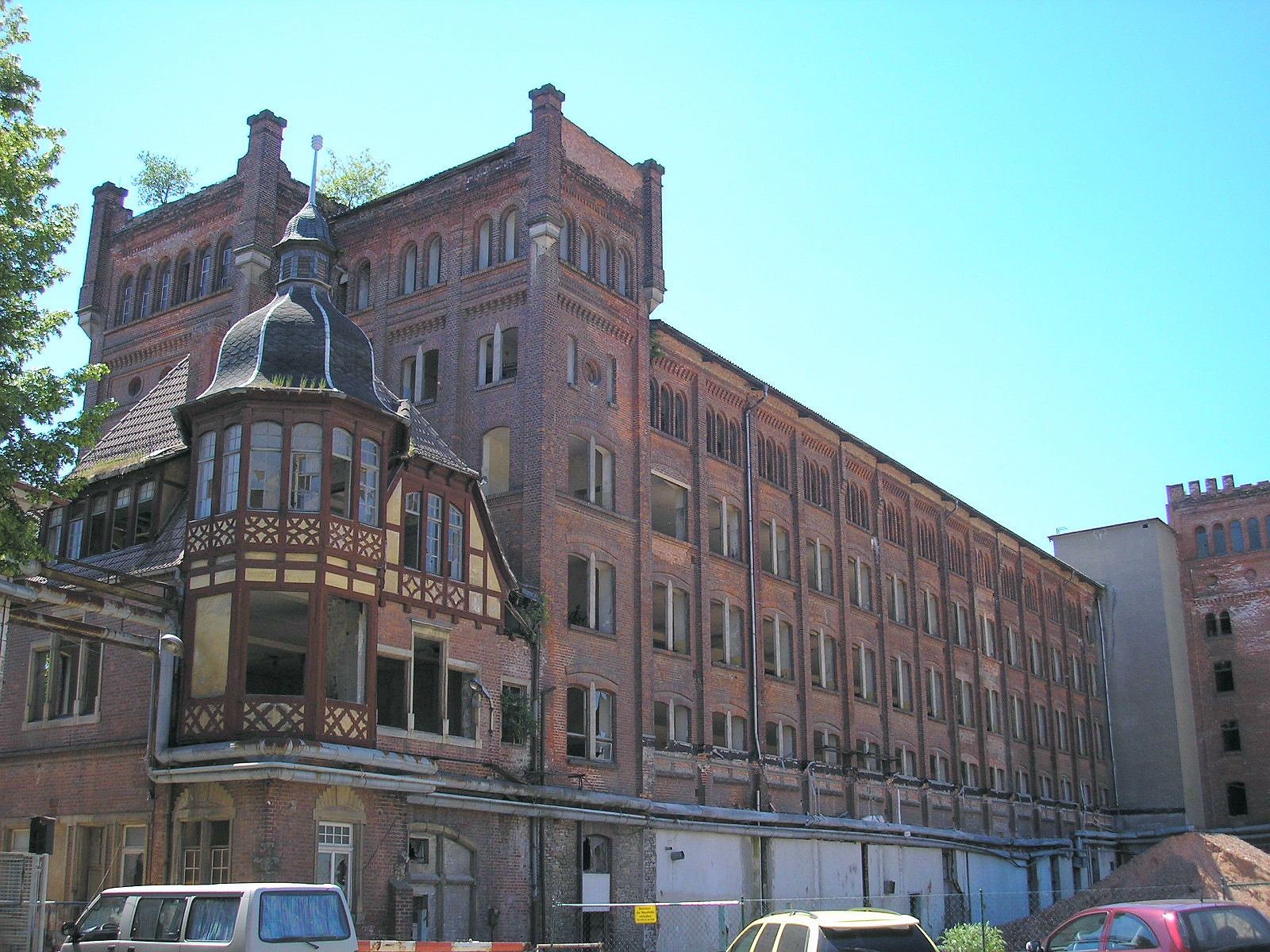
Ein Erbe der Transformationskrise sind leerstehende industrielle Liegenschaften, hier Pößneck 2006

Seit dem Tiefpunkt der Transformationskrise nach der Wiedervereinigung (Höhepunkt der Arbeitslosigkeit war mit 17,1 Prozent das Jahr 2005) befindet sich die Wirtschaft Thüringens im Aufschwung und die Arbeitslosigkeit sank allmählich bis auf 5,3 Prozent im Jahr 2019 und unterliegt seitdem leichten Schwankungen. In Bezug auf die Arbeitslosenquote bestehen große Unterschiede innerhalb des Landes. Die geringste Quote verzeichnete lange Zeit der Landkreis Sonneberg im Süden Thüringens, gefolgt vom benachbarten Kreis Hildburghausen (3,2 % im Juni 2019). Die höchsten Quoten erreichen bei der Zahl der Arbeitslosen seit vielen Jahren der Unstrut-Hainich-Kreis und Kyffhäuserkreis im nördlichen Thüringer Becken sowie die Stadt Gera und das Altenburger Land in Ostthüringen (im Juni 2019 lagen die Quoten in den genannten Gebieten zwischen 6,6 % und 8 %). Volkswirtschaftler erwarten langfristig keine signifikante Erhöhung der Quoten und begründen dies mit dem demografischen Wandel.
Auf der anderen Seite lag der durchschnittliche Stundenlohn mit 13,83 Euro im Jahr 2014 deutlich unter dem Bundesdurchschnitt von 16,97 Euro. Die vergleichsweise niedrigen Löhne veranlassen gut ausgebildete junge Menschen zur Abwanderung Richtung Westen. Das Arbeitskräftepotential Thüringens ist deshalb stark rückläufig. Nach Ergebnissen des Zensus 2011 scheiden bis 2026 etwa 502.000 Personen im Land altersbedingt aus dem Arbeitsmarkt aus (Altersgruppe der damals 50- bis 64-Jährigen), während nur rund 236.000 nachrücken (Altersgruppe der damals 3- bis 18-Jährigen), wodurch – lässt man Wanderungseffekte außen vor – eine Lücke von rund 266.000 Erwerbsfähigen entsteht, die die Zahl der Arbeitslosen um ein Vielfaches übersteigt. So stellt die Gewinnung von Zuwanderern im Wettbewerb mit anderen Regionen in den kommenden Jahren eine große Herausforderung für die Thüringer Wirtschaft dar, wobei fortgesetzte Abwanderung das Problem weiter verschärft.

#### Sozialversicherungspflichtige Beschäftigung
Die zehn bedeutendsten Standorte sozialversicherungspflichtiger Beschäftigung in Thüringen.
| Arbeitsort       | sozialvers. Beschäftigte 30. Juni 2024 | Veränderung seit 30. Juni 2013 in Prozent | Pendlersaldo 30. Juni 2024 | Arbeitsplatz- dichte 1 31. Dezember 2021 |
| ---------------- | -------------------------------------- | ----------------------------------------- | -------------------------- | ---------------------------------------- |
| Erfurt           | 114.159                                | +12,50                                    | +25.784                    | 827                                      |
| Jena             | 061.209                                | +18,66                                    | +17.885                    | 815                                      |
| Gera             | 038.519                                | 0+6,81                                    | 0+3.623                    | 712                                      |
| Weimar           | 025.390                                | 0+8,87                                    | 00.+564                    | 611                                      |
| Eisenach         | 021.469                                | 0-3,45                                    | 0+4.701                    | 863                                      |
| Nordhausen       | 020.721                                | 0-3,17                                    | 0+5.364                    | 879                                      |
| Gotha            | 019.323                                | 0+2,35                                    | 00.+958                    | 727                                      |
| Mühlhausen       | 018.194                                | +15,87                                    | 0+4.298                    | 828                                      |
| Saalfeld         | 014.192                                | +13,32                                    | 0+2.589                    | 852                                      |
| Suhl             | 014.098                                | 0-9,55                                    | 00.+917                    | 761                                      |
| Thüringen gesamt | 791.968                                | 0+2,33                                    | −51.994                    | 628                                      |

#### Arbeitslosenquote
Entwicklung der Arbeitslosenquote seit 2000.
| Jahr                   | 2000 | 2001 | 2002 | 2003 | 2004 | 2005 | 2006 | 2007 | 2008 | 2009 | 2010 | 2011 | 2012 | 2013 | 2014 | 2015 |
| ---------------------- | ---- | ---- | ---- | ---- | ---- | ---- | ---- | ---- | ---- | ---- | ---- | ---- | ---- | ---- | ---- | ---- |
| Arbeitslosenquote in % | 15,4 | 15,3 | 15,9 | 16,7 | 16,7 | 17,1 | 15,6 | 13,1 | 11,2 | 11,4 | 9,8  | 8,8  | 8,5  | 8,2  | 7,8  | 7,4  |

| Jahr                   | 2016 | 2017 | 2018 | 2019 | 2020 | 2021 | 2022 | 2023 | 2024 |
| ---------------------- | ---- | ---- | ---- | ---- | ---- | ---- | ---- | ---- | ---- |
| Arbeitslosenquote in % | 6,7  | 6,1  | 5,5  | 5,3  | 6,0  | 5,6  | 5,3  | 5,9  | 6,2  |

### Außenhandel

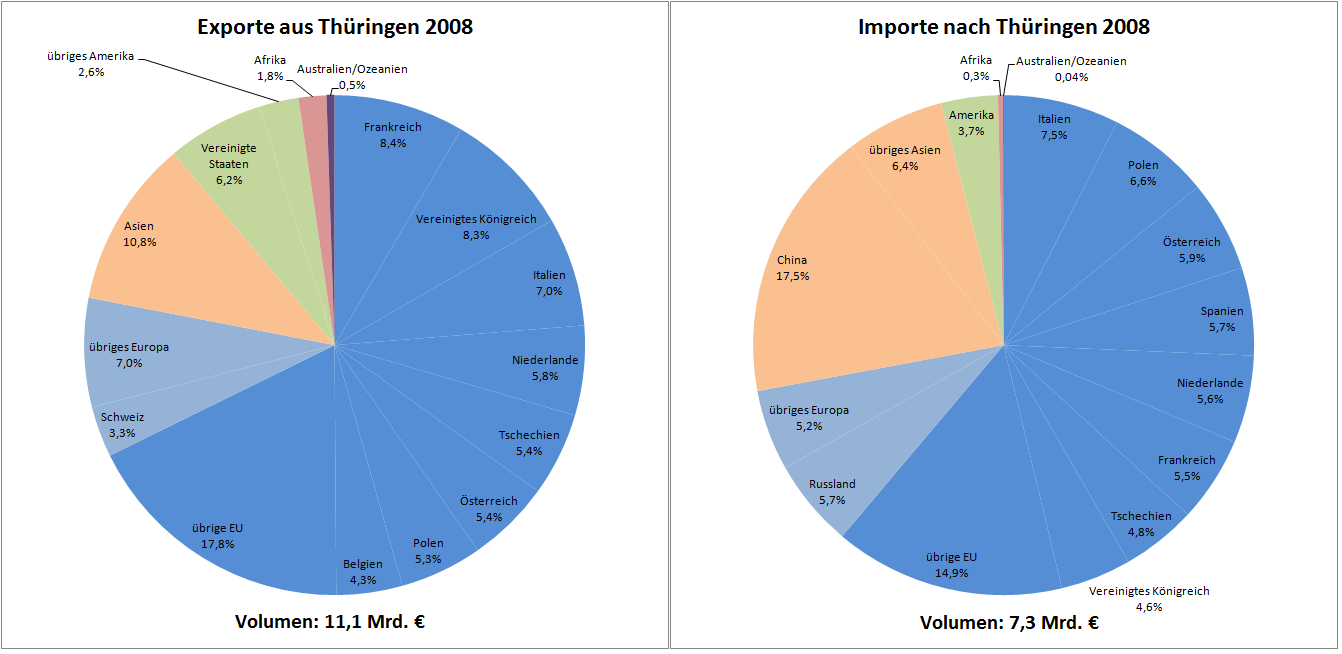
Außenhandelspartner Thüringens 2008

Schon im Mittelalter wurde mit Färberwaid ein europaweit bedeutendes Handelsgut in Thüringen angebaut und exportiert. Dies verhalf Städten wie Erfurt zu großem Reichtum. Anfang des 20. Jahrhunderts entstanden in Thüringen Industrieunternehmen, die hauptsächlich für den Export produzierten. Dazu gehörten beispielsweise die optische Industrie Jenas, die technische Glasproduktion, Glas und Porzellan für Haushalte (z. B. Christbaumschmuck aus Lauscha), aber auch die Spielzeugindustrie des Thüringer Waldes, deren Produkte in den 1920er Jahren von Woolworth aus Sonneberg in die Vereinigten Staaten exportiert wurden. Nach dem Zweiten Weltkrieg fand der Handel vor allem mit den Staaten des Rats für gegenseitige Wirtschaftshilfe statt.
Der Zusammenbruch dieses Markts 1990 trug maßgeblich zum Zusammenbruch der gesamten Industrie nach der Wiedervereinigung bei. So erreichten die Exporte 1992 mit umgerechnet 1,2 Milliarden Euro einen Tiefpunkt. Es folgte ein Anstieg auf 4,5 Milliarden im Jahr 2000, 10,8 Milliarden 2010 und 13,5 Milliarden 2015. Die wichtigsten Exportpartner waren 2015 Ungarn, die USA und Frankreich. Etwa zwei Drittel des Exportes gehen in die Europäische Union. Die Importe stiegen von 0,6 Milliarden Euro im Jahr 1991 über 3,8 Milliarden 2000 und 6,8 Milliarden 2010 auf 9,3 Milliarden im Jahr 2015. Bei den Importen steht China seit 2004 an erster Stelle, gefolgt vom Vereinigten Königreich und Italien.

### Land- und Forstwirtschaft
Die Landwirtschaft in Thüringen ist durch Großbetriebe geprägt, die ihre Wurzeln in den zu DDR-Zeiten gegründeten LPGs haben. Dadurch sind die Feldstücke recht groß und effizient zu bewirtschaften. Auch die Fleischproduktion wird von Großbetrieben dominiert. Viele Gegenden sind sehr fruchtbar, so das Thüringer Becken in der nördlichen Landesmitte, das Grabfeld im Süden sowie Orlasenke und Altenburger Land im Osten. Damit einhergehende Probleme in diesen Gegenden sind die ökologische Artenarmut der großflächig „aufgeräumten“ Fluren sowie die hohe Nitratbelastung der Gewässer. Weidewirtschaft dominiert in den höheren Lagen und Gegenden mit geringer Bodengüte, etwa in den Hügellandschaften zwischen den Becken und den Gebirgen.
Seit 2020 gilt die Lukas-Stiftung des Aldi-Erben Theo Albrecht junior als größter Landbesitzer in Thüringen. Mit dem Kauf der Adib GmbH, übernahm die private Stiftung gleich mehrere Agrargesellschaften. Schätzungen zufolge bewirtschaften die Gesellschaften in Summe etwa 6000 Hektar Land, teils in Eigentum, teils in Pacht. Weitere 3000 Hektar hatte die Stiftung schon in der Vergangenheit übernommen. Zu den Verkäufern zählt der ehemalige thüringische Bauernpräsident Klaus Kliem.
Pflanzenproduktion

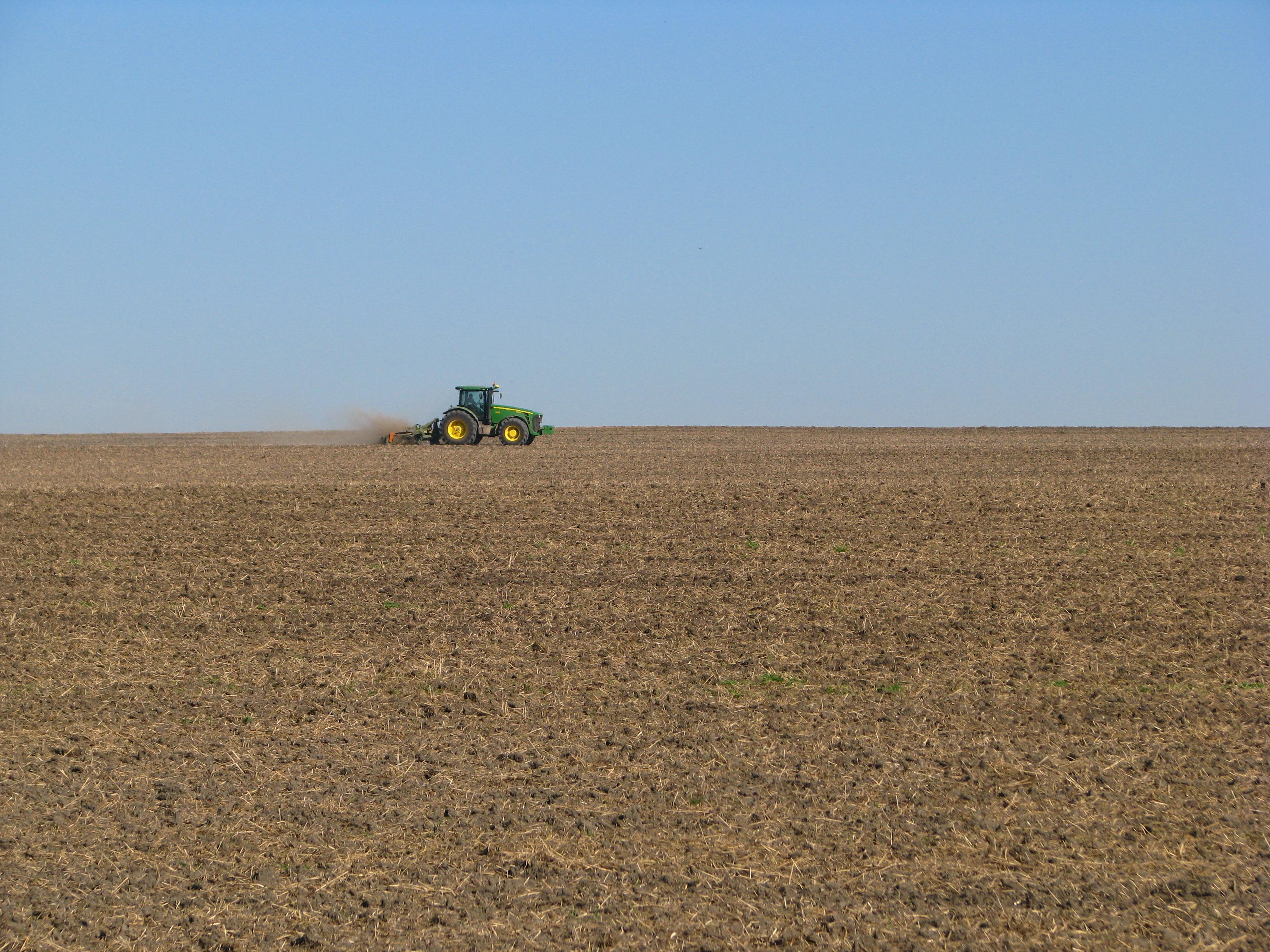
Im Thüringer Becken wird vor allem Ackerbau betrieben

Insgesamt arbeiteten 2016 22.700 Menschen in der Landwirtschaft mit seit Jahrzehnten rückläufiger Tendenz. Die Landwirtschaftsfläche lag 2016 bei 7790 Quadratkilometern, das entspricht 48,2 % der Landesfläche, dabei lag der Anteil des Biolandbaus bei 4,7 %. Der Anteil an der Landwirtschaftsfläche der Bundesrepublik Deutschland lag damit bei etwa fünf Prozent. Angebaut werden vor allem Silomais, Winterweizen, Wintergerste, Zuckerrüben und Winterraps. Die Hauptanbaufläche verteilt sich auf die vier Landkreise Kyffhäuserkreis, Unstrut-Hainich-Kreis, Sömmerda und Wartburgkreis. Hauptobstanbaugebiete mit Dauerkulturen sind der Landkreis Gotha (Fahnersche Höhen), der Kyffhäuserkreis und der Landkreis Sömmerda. Beim Gemüse dominiert der Anbau von Weißkohl, Blumenkohl, Zwiebeln, Tomaten, Gurken, Bohnen und Spargel. Zentrum des Weinbaus in Thüringen ist die Stadt Bad Sulza, die zum Weinbaugebiet Saale-Unstrut gehört. Die Weinberge befinden sich an den sonnigen Kalk-Trockenhängen von Ilm- und Saale-Tal an der Grenze zu Sachsen-Anhalt zwischen Weimar, Jena und Naumburg.
Tierproduktion
2016 wurden 1.574.000 Legehennen, 740.000 Schweine, 330.000 Rinder und 120.000 Schafe gezählt. Während der Bestand an Hennen, Schweinen und Rindern nur minimal rückläufig ist, fiel die Zahl der Schafe von 220.000 im Jahr 2005 auf nur noch gut die Hälfte ein Jahrzehnt später. Zentrum der Fleischproduktion ist Ostthüringen.
Forstwirtschaft
Die 515.262 Hektar Waldfläche in Thüringen (2009) teilen sich vor allem in die Eigentumsformen Privatwald, Staatsforst und Kommunalwald auf. Auch Kirchenwald ist vorhanden. Privatwaldbesitzer haben sich häufig zu forstlichen Betriebsgemeinschaften zusammengetan. Als besondere Eigentumsform treten in den Plenterwäldern im Naturraum Hainich-Dün-Hainleite Laubgenossenschaften auf. Die Beförsterung erfolgt derzeit durch die 24 Forstämter der Landesforstverwaltung, die in der Landesforstanstalt „ThüringenForst“, einer Anstalt des öffentlichen Rechts (AöR), organisiert sind.

### Bergbau
In Thüringen wurde schon seit dem Mittelalter Bergbau betrieben, besonders in den Gebirgen wie dem Thüringer Wald, dem Harz und dem Thüringer Schiefergebirge. Mit Schmalkalden, Suhl oder Ilmenau gab es bedeutende Bergbaustädte im Thüringer Wald. Abgebaut wurden verschiedene Erze wie Eisen, Mangan, Kupfer und Silber. Im Thüringer Schiefergebirge wurden auch Goldvorkommen abgebaut, worauf Ortsnamen wie Goldisthal oder Reichmannsdorf hinweisen. Bedeutendste dieser Bergbaustätten war die Region Schmalkalden mit ihrer Eisenindustrie, die erst mit der Industrialisierung im 19. Jahrhundert zugrunde ging. Zur selben Zeit entstand die Maxhütte Unterwellenborn bei Saalfeld, die ebenfalls mit regionalen Eisenvorkommen versorgt wurde. Sie besteht bis heute als Stahlwerk Thüringen fort.
Im 20. Jahrhundert entwickelte sich der Kali-Bergbau zum bedeutendsten Bergbauzweig. Dabei verfügt Thüringen über zwei Reviere: zum einen das noch heute genutzte Werra-Revier zwischen Bad Salzungen und Bad Hersfeld, zum anderen das nach 1990 stillgelegte nordthüringische Revier mit den Förderstätten Roßleben, Sondershausen, Bleicherode und Bischofferode. Zur Zeit des Kalten Kriegs wurde zudem bei Ronneburg ein Großteil des von der Sowjetunion benötigten Urans abgebaut. Damit einher gingen massive Umweltzerstörungen sowie zahlreiche Erkrankungen der Bergleute, die mit dem krebserregenden Material in Berührung kamen.
Im 19. Jahrhundert begann im Meuselwitzer Revier im Osten Thüringens der Braunkohletagebau, der neben der Energiegewinnung auch den Leunawerken als Grundstoff der chemischen Industrie diente. Die Braunkohle-Lagerstätten wurden gegen Ende des 20. Jahrhunderts erschöpft. Im Thüringer Wald bestanden auch vereinzelte Steinkohlevorkommen, deren Abbau jedoch mit der Industrialisierung nicht mehr lohnte. Länger wurde Steinkohle noch im Stockheimer Revier bei Sonneberg an der Grenze zu Bayern abgebaut. Bedeutsam ist auch der noch heute betriebene Schieferabbau im Thüringer Schiefergebirge. Dessen Zentrum ist die Stadt Lehesten mit den größten Schiefersteinbrüchen des Landes. In Gehren im Thüringer Wald befindet sich ein Bergwerk zum Abbau von Schwerspat.

### Industrie
Charakteristisch für die Thüringer Industrie sind kleine Betriebsgrößen und eine breite Streuung in der Fläche, besonders im Westen und Süden des Landes. Hauptprodukte stammen aus der Metall-, Kunststoff- und Holzverarbeitung, während viele traditionelle Industriezweige wie die Glas-, Porzellan-, Spielzeug- und Textilindustrie zu großen Teilen dem Strukturwandel des 20. Jahrhunderts zum Opfer fielen. Zentren der Industrie befinden sich in den Regionen Eisenach (Fahrzeugbau) und Jena (Optik), zudem betreibt Daimler ein großes Motorenwerk in Kölleda. Weitere große Industriebetriebe haben sich im Bereich um das Erfurter Kreuz, teilweise auch in der Stadt selbst, angesiedelt. Die Lebensmittelindustrie spielt in einigen Regionen ebenfalls eine wichtige Rolle und steht landesweit an zweiter Stelle hinter der Automobilindustrie.
Zu den börsennotierten Unternehmen aus Thüringen zählen im Prime Standard Carl Zeiss Meditec und Jenoptik aus Jena sowie ADVA aus Meiningen, im m:access das Funkwerk aus Kölleda und des Weiteren X-FAB aus Erfurt. Einst gelistet waren im NASDAQ Intershop aus Jena und im SDAX Geratherm aus Geschwenda.
Insgesamt arbeiten rund 171.000 Menschen (2016) in der Thüringer Industrie in Betrieben mit mehr als 20 Beschäftigten und erwirtschaften dabei einen Jahresumsatz von 34 Milliarden Euro (2016). Im Jahr 2010 waren es 157.000 Menschen und 29 Milliarden Umsatz. Städte mit den meisten Industriearbeitsplätzen waren 2016 Jena (7985), Eisenach (6606), Erfurt (6208), Nordhausen (4653), Arnstadt (3767), Gotha (3705) und Gera (3568).
Zu DDR-Zeiten waren das Kombinat Mikroelektronik Erfurt mit 56.000 Mitarbeitern (1990) und das Kombinat Carl Zeiss Jena mit 54.000 Mitarbeitern (1990) die größten Arbeitgeber Thüringens. 1990 gab es weitere 22 Kombinate mit je 2000 bis 30.000 Beschäftigten, die ihren Sitz im heutigen Land Thüringen hatten, wie das Weimar-Kombinat.

### Dienstleistungen, Handel und Tourismus
Der Dienstleistungssektor ist der größte Wirtschaftsbereich in Thüringen. Er ist gekennzeichnet durch niedrige Löhne, wobei zahlreiche Arbeitnehmer von der Einführung des Mindestlohns 2015 profitieren konnten. Unterdurchschnittlich vertreten sind hochwertige Industrie- und Wirtschaftsdienstleistungen, da es im Land weder Konzernzentralen noch Metropolen gibt. Stärker repräsentiert ist dagegen die Logistikbranche, die von den niedrigen Löhnen und der zentralen Lage in Deutschland und Europa profitiert. So entstanden, auch durch den boomenden Onlinehandel, seit 2000 zahlreiche Logistikzentren, insbesondere am Erfurter Ring und entlang der Bundesautobahn 4. Das Handwerk und das Baugewerbe profitieren ebenfalls von der zentralen Lage sowie der regen Bautätigkeit in den Nachbarländern Hessen und Bayern, wo viele Aufträge in diesen Bereichen von Thüringer Firmen ausgeführt werden.
Der Einzelhandel hat sein wichtigstes Zentrum in Erfurt, das bei der Einzelhandelsfläche pro Einwohner einen der Spitzenplätze in Deutschland einnimmt. Die Konzentration auf wenige große Zentren hat dabei seit 2000 deutlich zugenommen, sodass kleine und mittlere Städte mit teils erheblichem Leerstand in diesem Bereich zu kämpfen haben.
Der Tourismus ist ein weiterer wichtiger Wirtschaftszweig, der die drei Bereiche Städtetourismus, Landschaftstourismus und Gesundheitstourismus (teils in Überschneidung) umfasst. Der Städtetourismus mit den Zentren Erfurt, Weimar und Eisenach erlebt ein dynamisches Wachstum, demgegenüber befindet sich der Landschaftstourismus entlang des Rennsteigs im Thüringer Wald und Schiefergebirge in einem andauernden Modernisierungsprozess um Attraktivität und Weiterentwicklung der Angebote im Konkurrenzkampf mit benachbarten Ferienregionen der Mittelgebirge. Insgesamt wurden 2016 rund 9,2 Millionen Übernachtungen gebucht, gegenüber 8,3 Millionen zehn Jahre zuvor. Rund 6 % der Buchungen entfielen auf Auslandsgäste.

## Bildung und Forschung

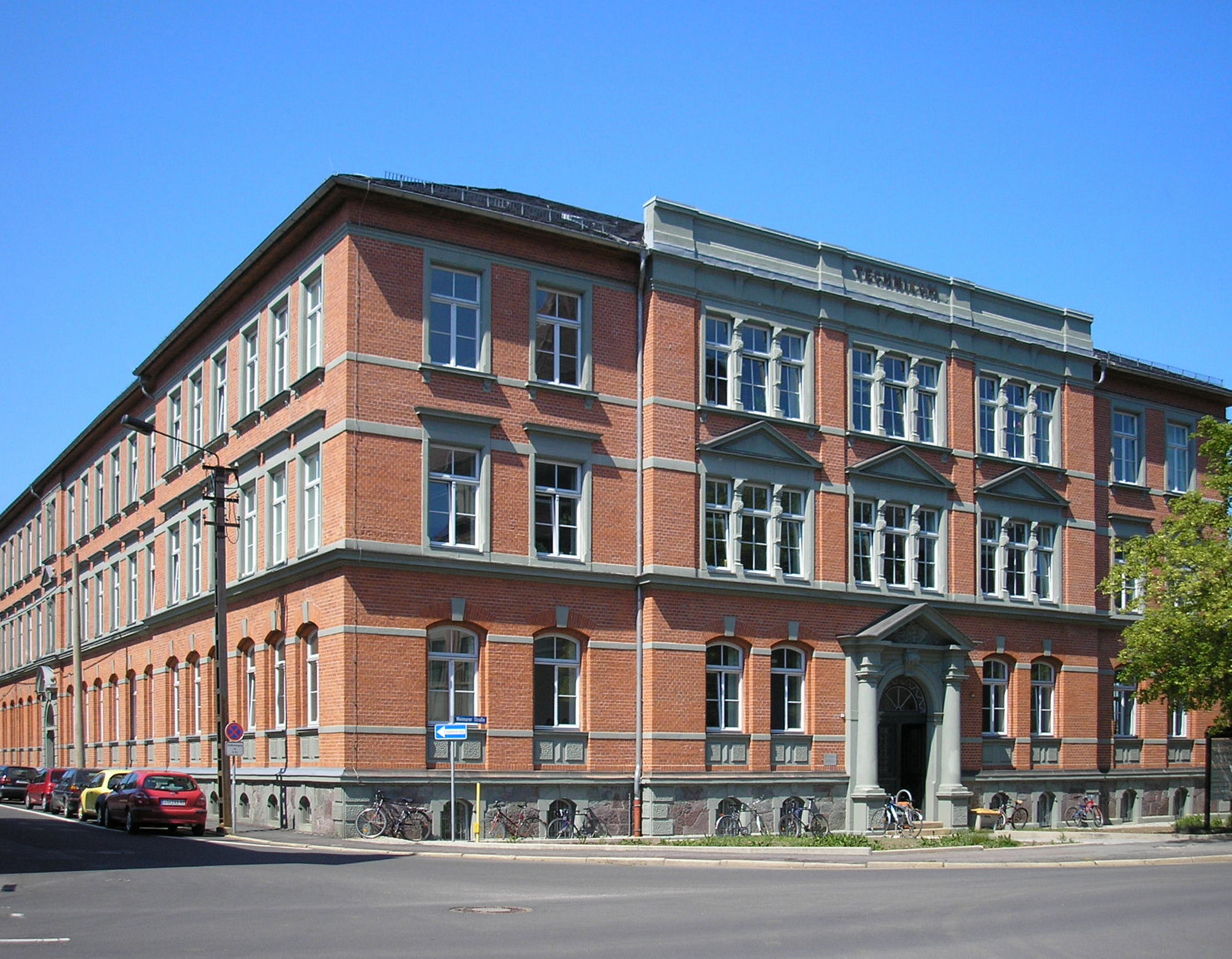
TU Ilmenau (Altes Technikum)

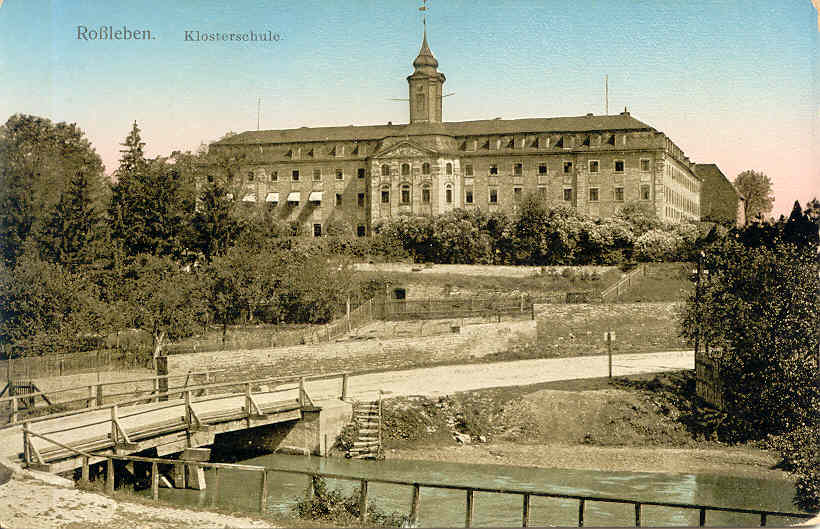
Klosterschule Roßleben (1905)

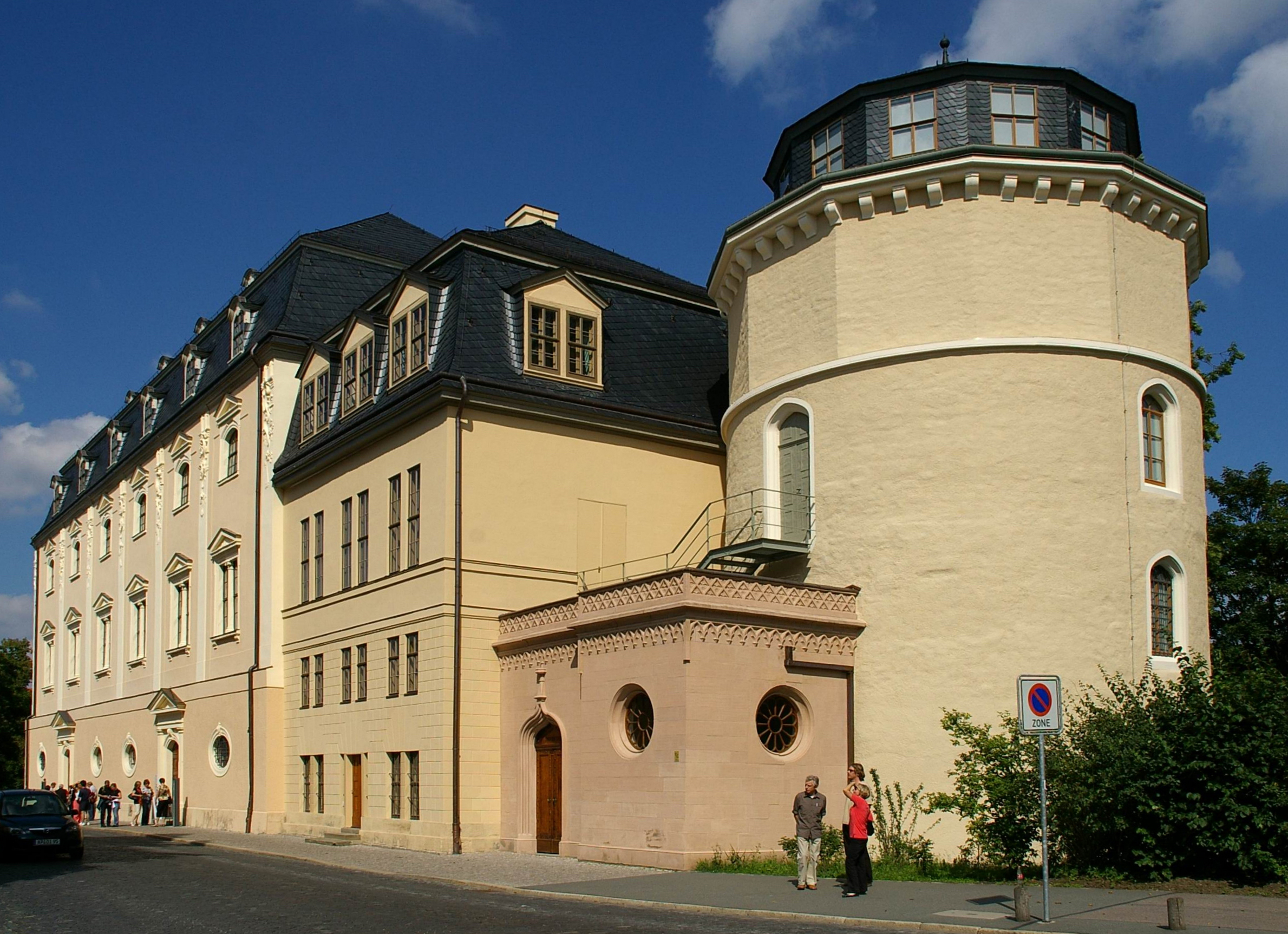
Herzogin-Anna-Amalia-Bibliothek Weimar

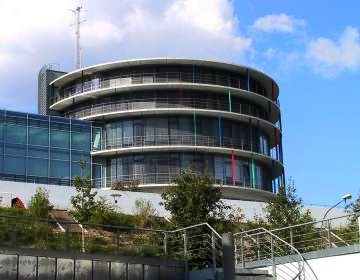
Max-Planck-Institut für Biogeochemie in Jena

### Schulsystem
Das Schulsystem Thüringens wurde ab 1990 nach den Vorbildern Bayerns und Baden-Württembergs neu strukturiert; umfassende Systemreformen gab es seitdem nicht mehr. Nach der vierjährigen Grundschule folgen als weiterführende Schulen die sowohl zum Haupt- als auch zum Realschulabschluss führende Regelschule oder das Gymnasium, an dem nach acht Jahren das Abitur abgelegt werden kann. Nach dem Amoklauf von Erfurt wurde an den Thüringer Gymnasien am Ende der Klasse 10 die Besondere Leistungsfeststellung eingeführt, eine Prüfung in Deutsch, Mathematik, Englisch und einer Naturwissenschaft, die allen bestehenden Schülern einen Realschulabschluss (mittlere Reife) einbringt. Einerseits erreichen Thüringer Schüler in bundesweiten Vergleichsstudien oftmals vordere Plätze, andererseits liegt der Anteil der Schulabbrecher ebenfalls deutlich über dem Bundesdurchschnitt.
Die Schülerzahlen in Thüringen waren zwischen 1998 und 2006 stark rückläufig (an allgemeinbildenden Schulen von ca. 330.000 auf ca. 190.000) und sind seitdem stabil. Neben 800 staatlichen Schulen gab es 2016 auch rund 100 Schulen in freier Trägerschaft. Im Bereich der Berufsschulen fand der Umbruch zwischen 2006 und 2013 statt, hier ging die Schülerzahl von 90.000 auf 50.000 zurück. Damit verbunden waren zahlreiche Schulschließungen, besonders im ländlichen Raum und unter Protest der betroffenen Familien und Kommunen.
Zu DDR-Zeiten entstanden in Thüringen mehrere Spezialschulen zur Förderung hochbegabter Schüler in bestimmten Themenbereichen, die bis heute fortbestehen. Dazu gehören die Musikgymnasien Schloss Belvedere in Weimar und Rutheneum in Gera, die Sportgymnasien Pierre de Coubertin in Erfurt, Johann Christoph Friedrich GutsMuths in Jena und das Sportgymnasium für die Wintersportarten in Oberhof, die naturwissenschaftlichen Spezialschulen in Erfurt (Albert-Schweitzer-Gymnasium), Ilmenau (Goetheschule) und Jena (Carl-Zeiss-Gymnasium) und das Sprachgymnasium Salzmannschule Schnepfenthal bei Waltershausen. Auch die Internatsschulen Hermann-Lietz-Schule Haubinda (gegründet 1901) und Klosterschule Roßleben (gegründet 1544) gehören zu den besonderen Schulen im Land. Auf dem zweiten Bildungsweg zum Abitur führt das Thüringenkolleg in Weimar. Bedeutende Pädagogen mit Tätigkeitsschwerpunkt im Land waren unter anderem Friedrich Fröbel, der „Erfinder“ des Kindergartens, Johann Christoph Friedrich GutsMuths, der den Sportunterricht an Schulen begründete, Christian Gotthilf Salzmann, Gründer der Salzmannschule in Schnepfenthal, Hermann Lietz, Gründer der Hermann-Lietz-Schulen, und Peter Petersen, der das Konzept der Jena-Plan-Schulen erdachte.

### Hochschulen
Einzige Volluniversität ist die 1558 gegründete Friedrich-Schiller-Universität Jena mit zehn Fakultäten, die gleichzeitig die älteste durchgehend bestehende Hochschule in Thüringen ist. Mit der Bauhaus-Universität in Weimar mit den Schwerpunkten Architektur, Bauingenieurwesen, Gestaltung und Medien, der Technischen Universität Ilmenau und der nach der Wende wiedergegründeten Universität Erfurt mit geisteswissenschaftlichem Profil existieren drei weitere Universitäten. Die vier Fachhochschulen des Landes befinden sich in Nordhausen, Erfurt, Jena und Schmalkalden. In Weimar gibt es zudem noch die Hochschule für Musik Franz Liszt. Weitere Bildungseinrichtungen sind die Duale Hochschule Gera-Eisenach, die Thüringer Fachhochschule für öffentliche Verwaltung in Gotha und Meiningen, die private SRH Hochschule für Gesundheit Gera, die private HMU Health and Medical University und die private IU Internationale Hochschule beide in Erfurt sowie das Priesterseminar Erfurt. Studiengebühren werden in Thüringen an den staatlichen Hochschulen nicht erhoben.
Die Studentenzahlen in Thüringen stiegen in den 1990er-Jahren stark an und erreichten 2011 mit 54.000 einen Höhepunkt. Seitdem gingen sie wieder leicht zurück und liegen um 50.000, die sich auf die Standorte Jena (ca. 22.000), Erfurt (ca. 10.000), Ilmenau (ca. 6000) und Weimar (ca. 5000) sowie die kleineren Hochschulen in Schmalkalden, Nordhausen, Gera, Eisenach, Gotha und Meiningen verteilen. Im Jahr 2016 hatten nur noch 35 % der Studenten auch ihr Abitur in Thüringen erlangt, während es zehn Jahre zuvor noch 58 % waren. 12 % der Studenten kamen 2016 aus dem Ausland, 8,5 % aus Bayern, 7,4 % aus Sachsen und 6,0 % aus Nordrhein-Westfalen. Die größte Hochschule in Thüringen ist mittlerweile die private IU Internationale Hochschule mit etwa 75.000 Studierenden.

### Forschungseinrichtungen
Bedeutende Forschungsinstitute in Thüringen sind das Fraunhofer-Institut für Digitale Medientechnologie in Ilmenau, das Fraunhofer-Anwendungszentrum für Systemtechnik in Ilmenau, das Fraunhofer-Institut für Angewandte Optik und Feinmechanik in Jena, das Helmholtz-Institut Jena in Jena, das Leibniz-Institut für Alternsforschung in Jena, das Leibniz-Institut für Naturstoff-Forschung und Infektionsbiologie in Jena, das Max-Planck-Institut für Biogeochemie in Jena, das Max-Planck-Institut für chemische Ökologie in Jena, das Max-Planck-Institut für Ökonomik in Jena, das Institut für Gemüse- und Zierpflanzenbau in Erfurt, das Leibniz-Institut für Photonische Technologien in Jena, das Institut für bakterielle Infektionen und Zoonosen in Jena und das Institut für molekulare Pathogenese in Jena. Auch das älteste noch bestehende Planetarium der Welt, das Planetarium Jena, gehört zu den bedeutenden wissenschaftlichen Einrichtungen des Landes.
Bedeutende Bibliotheken im Land sind die Thüringer Universitäts- und Landesbibliothek, seit 1549 in Jena ansässig (vorher in Wittenberg und Weimar) und die 1691 gegründete Herzogin Anna Amalia Bibliothek in Weimar. Die Universitäts- und Forschungsbibliothek Erfurt/Gotha wurde 1647 von Ernst dem Frommen in Gotha gegründet und gehört ebenfalls zu den bedeutendsten Bibliotheken des Landes. Die Akademie gemeinnütziger Wissenschaften wurde 1754 in Erfurt gegründet und ist der drittälteste Gelehrtenzirkel seiner Art in Deutschland. Die wichtigsten Archive Thüringens sind das Goethe- und Schiller-Archiv in Weimar, das Hauptstaatsarchiv Weimar sowie die nachgeordneten Staatsarchive in Altenburg, Gotha, Greiz, Meiningen und Rudolstadt.

## Infrastruktur
Aufgrund seiner zentralen Lage im wiedervereinigten Deutschland und des Nachholbedarfs infolge der DDR-Zeit wurden in Thüringen seit 1990 erhebliche Anstrengungen zum Ausbau der Infrastruktur unternommen.

### Verkehr

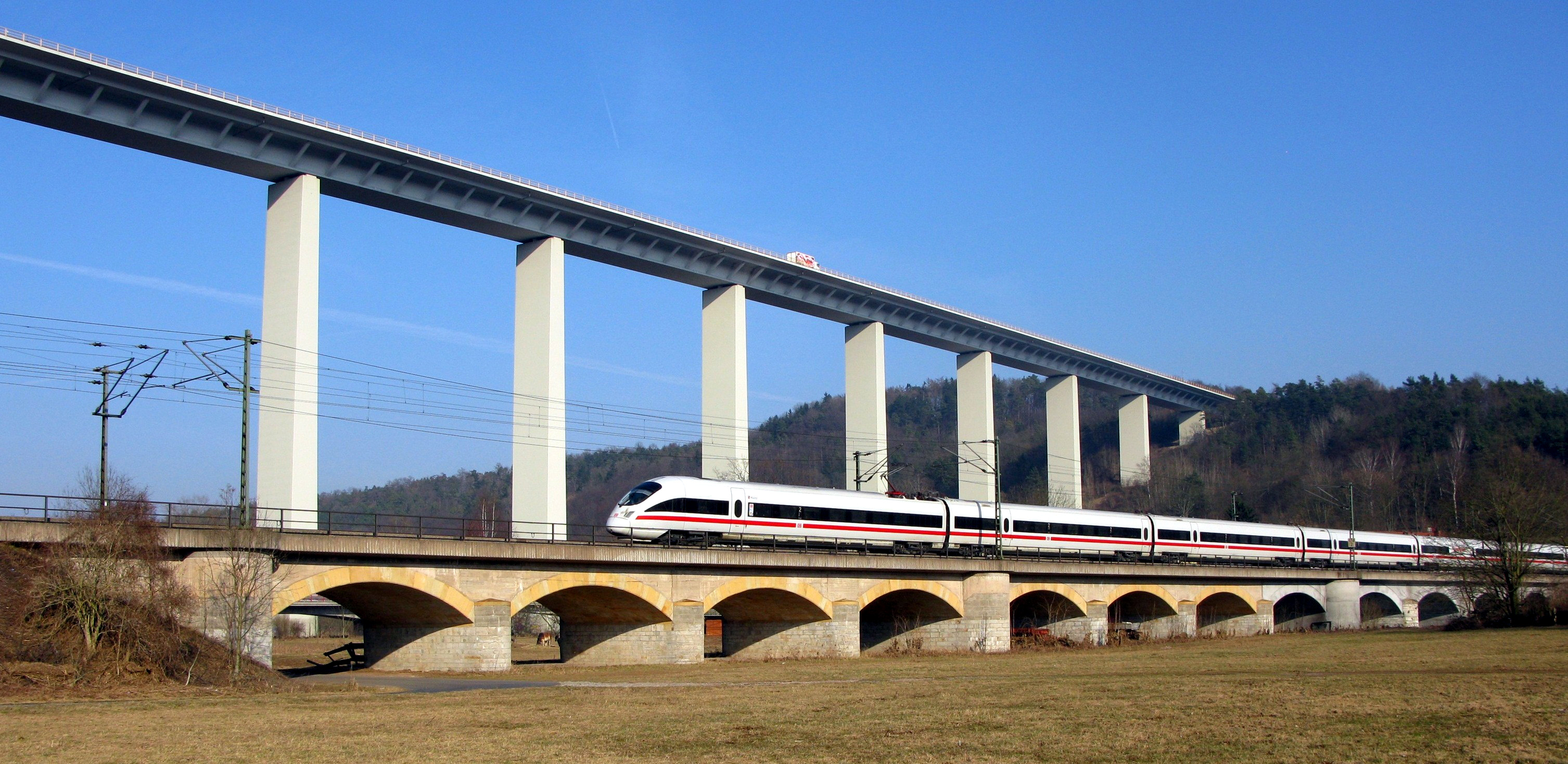
BAB 4 und Thüringer Stammbahn, Hauptverkehrsachsen in Ost-West-Richtung

Thüringen liegt an den wichtigen Verkehrswegen von Berlin nach Süd- und Südwestdeutschland, die zwischen 1990 und 2017 im Rahmen der Verkehrsprojekte Deutsche Einheit aus- und neugebaut wurden. Bedingt durch seine Lage im Mittelgebirgsraum gibt es in Thüringen als einzigem Bundesland keine Wasserstraßen, also keine schiffbaren Flüsse oder Kanäle. Schifffahrt wird lediglich auf dem Hohenwarte-Stausee und der Bleilochtalsperre betrieben. Sie dient mit Ausnahme der Fähre von Altenbeuthen zur Linkenmühle touristischem Verkehr.
Straßenverkehr
2017 gab es in Thüringen 521 Kilometer Autobahnen, 1512 Kilometer Bundesstraßen, 4220 Kilometer Landesstraßen und 3309 Kilometer Kreisstraßen. Damit hatte sich das Autobahnnetz seit 1997 verdoppelt, während gut 400 Kilometer Bundesstraßen und im Saldo fast 1500 Kilometer Landesstraßen herabgestuft wurden. Wichtigste Straßenverkehrsachsen in Thüringen sind die Bundesautobahn 4 in Ost-West-Richtung und die Bundesautobahn 9 in Nord-Süd-Richtung. Beide sind auf ganzer Länge sechsstreifig ausgebaut worden; die aus den 1930er-Jahren stammende A 4 wurde darüber hinaus in den Bereichen Eisenach und Jena neu trassiert. Ergänzt wird das Autobahnnetz durch die Bundesautobahn 38 im Norden, die Leipzig mit Göttingen und Kassel verbindet; die Bundesautobahn 71 führt in Nordost-Südwest-Richtung quer durch das Land und ist seit 2015 ebenfalls fertiggestellt. Sie verbindet Erfurt mit dem Raum Würzburg im Süden und dem Raum Halle im Norden. Die Bundesautobahn 73 setzt in Suhl südlich der Querung des Thüringer Waldes der A 71 an und führt südwärts nach Nürnberg. An der hessischen Grenze soll ab 2030 die Bundesautobahn 44 von Eisenach nach Kassel führen. Entlang der sächsischen Grenze verläuft die Bundesautobahn 72, die die Landkreise Greiz und Altenburger Land teilweise mit anbindet. Die Entfernung zum nächsten Autobahnanschluss beträgt im Land maximal rund 40 Kilometer, dies betrifft die Gegenden im Schiefergebirge um Probstzella, in der Rhön um Dermbach sowie im nördlichen Thüringer Becken um Schlotheim, während unter den größeren Städten nur Mühlhausen, Saalfeld, Rudolstadt und Altenburg ohne Autobahnanschluss sind.
Das Bundesstraßennetz wurde und wird teilweise ebenfalls ausgebaut. Die wichtigsten Projekte sind hierbei der Ausbau der B 247/B 176 im Nordwesten von Leinefelde über Mühlhausen und Bad Langensalza nach Erfurt zur Anbindung des Unstrut-Hainich-Kreises ans Fernstraßennetz, außerdem zur Anbindung von Saalfeld und Rudolstadt der Neubau der B 90 zur A 71, der Ausbau der B 88 zur A 4 und der B 281 zur A 9. Weitere bedeutende Bundesstraßen sind die B 19 von Eisenach nach Meiningen und die B 62 im Westen des Landes, die B 243 als Verbindung von Nordhausen in Richtung Hannover und die Bundesstraßen 7 und 93 zur Anbindung Altenburgs im Osten des Landes. Dennoch sind die meisten Bundesstraßen nach wie vor von zahlreichen Ortsdurchfahrten und Kreuzungen geprägt und folgen den Verläufen der Chausseen des 19. Jahrhunderts.
Der meistbefahrene Autobahnabschnitt war 2015 die A 9 nördlich des Hermsdorfer Kreuzes mit rund 65.000 Fahrzeugen täglich, der geringste Verkehr herrschte auf der A 71 zwischen Artern und Heldrungen mit weniger als 9.000 Fahrzeugen. Im Bundesstraßennetz war der östliche Erfurter Ring (B 7) mit abschnittsweise mehr als 25.000 Fahrzeugen am stärksten belastet, während die B 90 zwischen Leutenberg und Wurzbach teilweise eine Verkehrsstärke von weniger als 1000 Fahrzeugen am Tag aufwies. Trotz der sinkenden Einwohnerzahl nahm der Bestand an Kraftfahrzeugen in den letzten Jahren weiter zu, die Verkehrsdichte blieb dagegen konstant und die Unfallzahlen nahmen ab. Die Zahl der Verkehrstoten hat sich 2016 gegenüber 2006 sogar halbiert.
Schienenverkehr

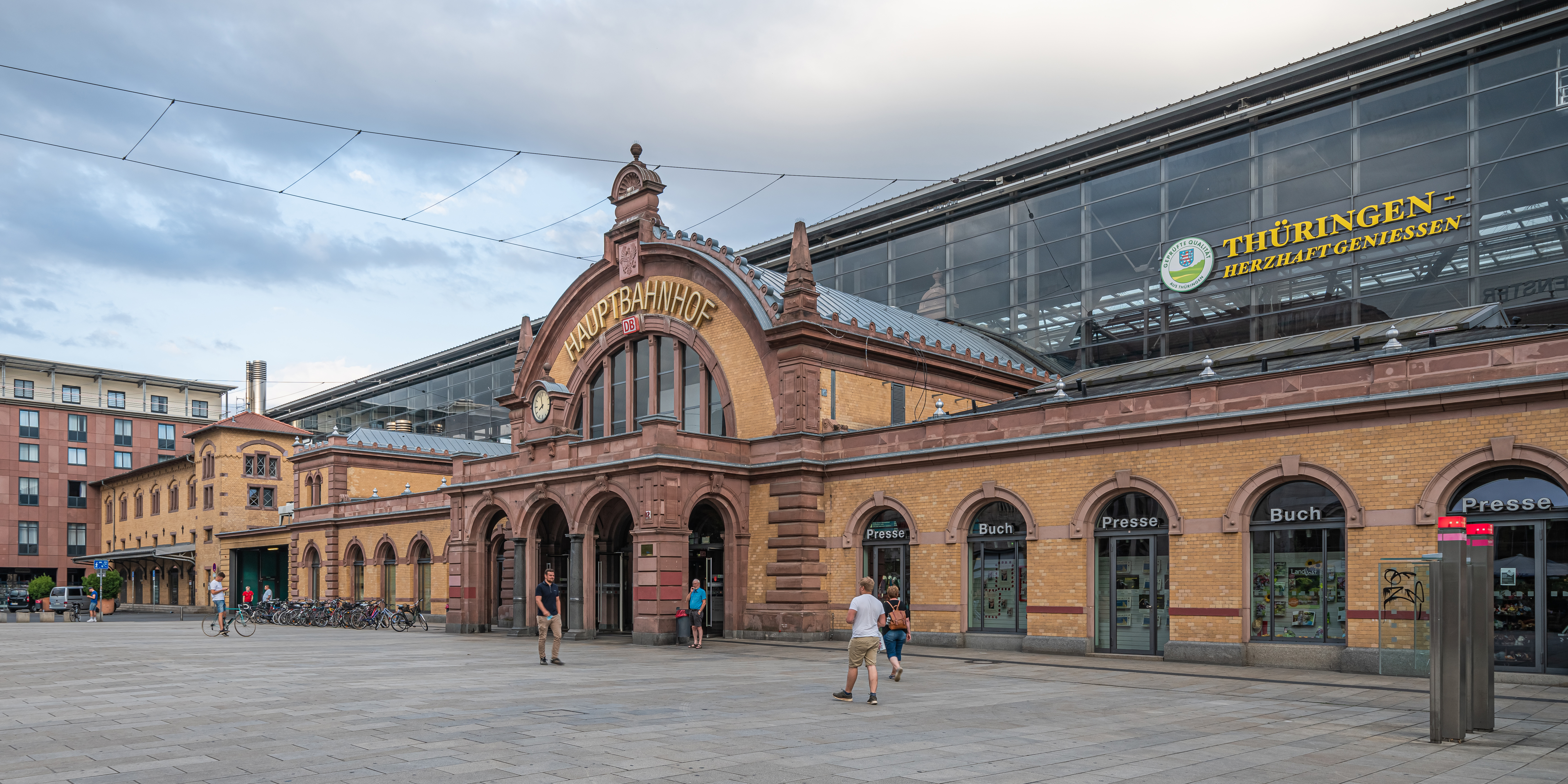
Der Erfurter Hauptbahnhof

Die Eisenbahn erreichte Thüringen im Jahr 1842 mit der Bahnstrecke Leipzig–Hof über Altenburg als erster Verbindung von Berlin nach München. Die Landeshauptstadt Erfurt erhielt 1846 einen Eisenbahnanschluss an der Strecke von Berlin nach Frankfurt am Main. Heute kreuzen sich zwei ICE-Strecken im Erfurter Hauptbahnhof: Berlin–München und Frankfurt–Dresden. Als Verbindung nach Berlin und Dresden dient die 2015 eröffnete Neubaustrecke Erfurt–Leipzig/Halle, nach München die Schnellfahrstrecke Nürnberg–Erfurt, die 2017 in Betrieb ging, und nach Frankfurt die Bestandsstrecke Erfurt–Bebra, die abschnittsweise für 200 km/h ertüchtigt wurde. Weitere Fernverkehrshalte mit regelmäßigen Taktverbindungen sind Eisenach Hbf und Gotha an der Strecke nach Frankfurt sowie Saalfeld und Jena Paradies an der ehemaligen ICE-Strecke Berlin–München, die heute von der Intercity-Linie Leipzig–Karlsruhe bedient werden. Der Güterverkehr spielt nur eine relativ geringe Rolle, da es weder Hafen-Hinterland-Verkehre noch Großunternehmen mit bedeutendem eigenen Aufkommen gibt und beschränkt sich im Wesentlichen auf die Ost-West-Verbindungen Halle–Kassel mit etwa 40 und Naumburg–Bebra mit etwa 50 Zügen täglich sowie die Nord-Süd-Verbindungen Naumburg–Bamberg mit 60 und Leipzig–Werdau mit 35 Güterzügen pro Tag (beide Richtungen zusammen). Bedeutendster Güterumschlagplatz ist das Güterverkehrszentrum in Vieselbach östlich von Erfurt.
Der Zustand der Regionalstrecken ist demgegenüber sehr unterschiedlich; seit 1945 wurden rund 1000 Kilometer Eisenbahnstrecken stillgelegt, sodass noch etwa 1500 Kilometer in Betrieb verblieben. Davon ist nur ein geringer Teil elektrifiziert (der niedrigste Anteil aller Bundesländer) und/oder zweigleisig ausgebaut. Der Nahverkehr wird daher im Wesentlichen mit Dieseltriebwagen bestritten, neben der DB Regio Südost erbringen auch die Abellio Rail Mitteldeutschland, die Vogtlandbahn, die Erfurter Bahn, die Süd-Thüringen-Bahn und die Cantus Verkehrsleistungen. Aufgabenträger ist die Nahverkehrsservicegesellschaft Thüringen. An Verkehrsverbünden bestehen der Verkehrsverbund Mittelthüringen, der auf das gesamte Bundesland ausgeweitet werden soll, und der Mitteldeutsche Verkehrsverbund im von der S-Bahn Mitteldeutschland angefahrenen Landkreis Altenburger Land. Wichtigstes Bauprojekt im Eisenbahnnetz ist der Ausbau der Bahnstrecke Weimar–Gera, die die vier größten Städte des Landes verbindet, jedoch nach wie vor nicht elektrifiziert und teilweise eingleisig ist. Gleiches gilt für die Bahnstrecke Gotha–Leinefelde, die ebenfalls ausgebaut werden soll. Insgesamt sind die Fahrgastzahlen im ÖPNV leicht rückläufig, besonders im Busverkehr und im ländlichen Raum. Hier ist das Angebot oftmals lückenhaft oder beschränkt auf den Schulbusverkehr, während die Straßenbahnnetze der Großstädte ausgebaut wurden und steigende Fahrgastzahlen aufweisen, ebenso wie die Regionalzüge zwischen den größeren Städten. Vorwiegend dem touristischen Verkehr dienen die Oberweißbacher Bergbahn und die Harzquerbahn der Harzer Schmalspurbahnen.
Flugverkehr

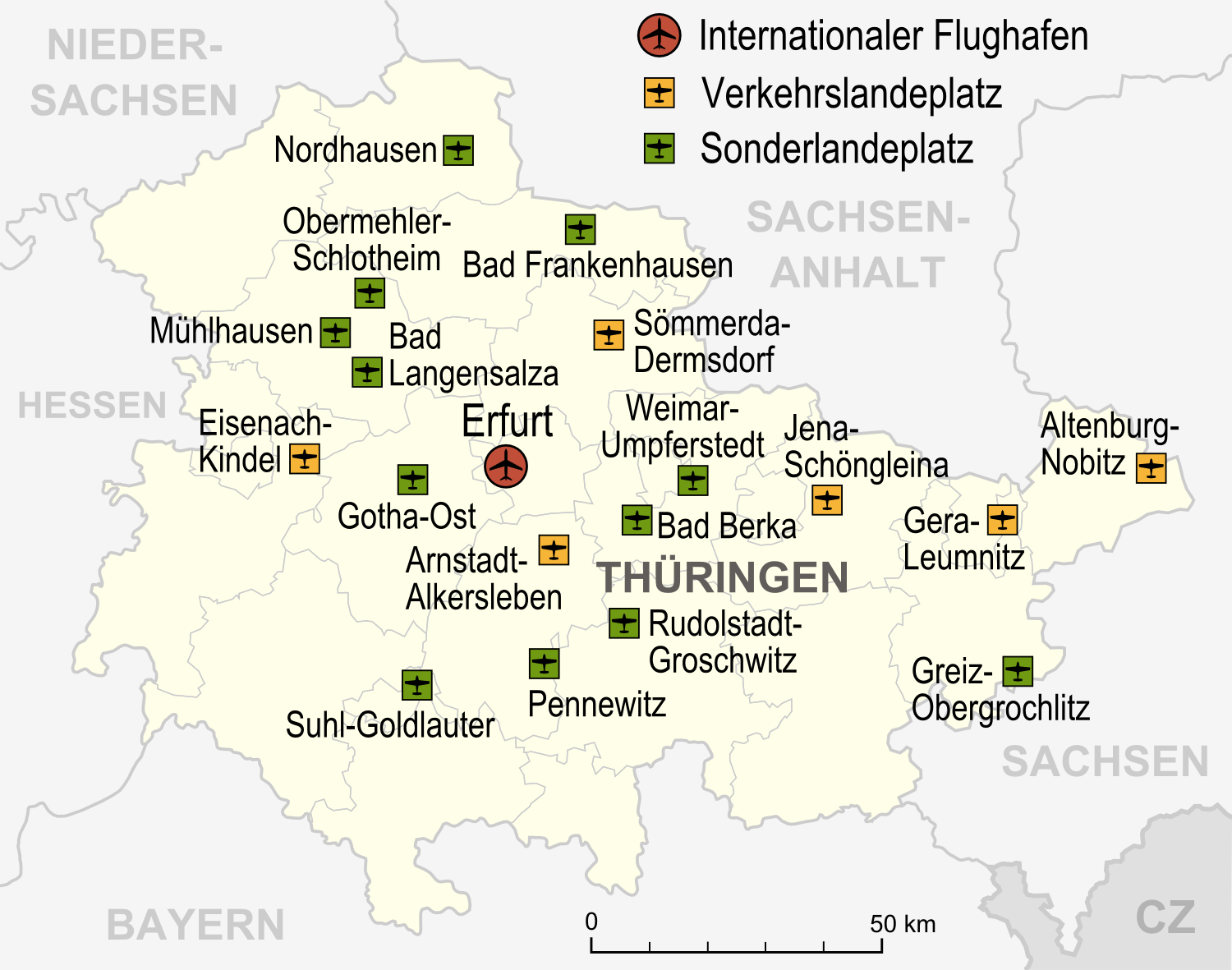
Übersicht der Flugplätze im Freistaat Thüringen

Einziger Flughafen mit Linienflugbetrieb ist der Flughafen Erfurt-Weimar, der jedoch wie die meisten Regionalflughäfen defizitär ist und von Zuschüssen der Landesregierung abhängt. Die Verkehrsentwicklung des in den 1990er-Jahren ausgebauten Flughafens blieb weit hinter den Prognosen zurück, auch weil mit Frankfurt am Main, Leipzig, Nürnberg und Hannover gleich vier Flughäfen mit breitem Angebot in der Nachbarschaft liegen und sowohl per Auto als auch per Bahn gut zu erreichen sind. Zwischen 2003 und 2010 gab es auch am Flughafen Altenburg Linienflugbetrieb. Weitere Flugplätze im Land dienen der privaten Luftfahrt.

### Wasserversorgung, Energie und Telekommunikation

Die 2006 eröffnete Talsperre Leibis-Lichte ist der jüngste größere Neubau

Zur Trinkwasserversorgung wurden einige größere Talsperren im Thüringer Wald und Schiefergebirge angelegt, dazu zählen die Talsperre Leibis-Lichte, die Talsperre Schönbrunn, die Talsperre Schmalwasser und die Ohra-Talsperre. Sie versorgen wesentliche Teile des Landes. Der Brauchwassergewinnung für die Landwirtschaft dienen zahlreiche kleine Talsperren und Speicherseen im Flachland, wo durch geringe Niederschläge mitunter Dürreperioden auftreten können. Gleichwohl ist der Wasserbedarf rückläufig, sodass mit dem Rückbau einiger kleinerer Talsperren begonnen wurde.
Auch zur Elektrizitätsgewinnung wurde die Wasserkraft schon lange genutzt, unter anderem mit dem Talsperrensystem der Saalekaskade, zu dem mit der Bleilochtalsperre auch der größte Stausee Deutschlands gehört. Mit dem Pumpspeicherwerk Goldisthal wurde 2003 die größte Anlage dieser Art in der Bundesrepublik in Betrieb genommen. Gleichwohl ist Thüringen stets ein Nettostromimporteur gewesen, so lieferten im 20. Jahrhundert im Wesentlichen die Braunkohlekraftwerke des Mitteldeutschen Reviers den im Land benötigten Strom. Noch 2011 wurde der Strombedarf von 12,2 TWh zu rund 60 % durch Importe aus anderen Regionen gedeckt. Gleichwohl lag die Importquote früher noch deutlich höher und sinkt von Jahr zu Jahr. 2016 wurden im Land selbst 9,3 TWh Strom produziert, abzüglich der Pumpspeicherkraftwerke waren es 7,4 TWh, von denen 28 % aus Windkraft, 28 % aus Erdgas, 14,5 % aus Photovoltaik, 12,7 % aus Biomasse und 12,1 % aus Biogas stammten, der Rest aus sonstigen Energieträgern. Dabei hat sich die Leistung aus Wind zwischen 2000 und 2016 verachtfacht, die Photovoltaik versiebenfacht. Auf 0,33 % der Thüringer Landesfläche sind derzeit 840 Windkraftanlagen mit einer Nennleistung von 1,6705 Gigawatt installiert. Das Thüringer Klimagesetz strebt 1 % der Landesfläche an.
Der Freistaat gehört zum Übertragungsnetzgebiet von 50Hertz Transmission. Ein größerer Teil der Energieversorgung wurde 2013 durch Rückkauf der bis dahin zu E.ON gehörenden TEAG Thüringer Energie rekommunalisiert. Ihr größtes Kraftwerk betreibt die Thüringer Energie mit dem Heizkraftwerk Jena (197 MW), mit dem Kraftwerk Erfurt-Ost befindet sich ein weiteres größeres Kraftwerk in der Landesmitte (80 MW). Der größte Windpark des Landes befindet sich bei Wangenheim zwischen Gotha und Bad Langensalza mit einer Leistung von 130 MW und 66 Anlagen.
Im Bereich der Telekommunikation ist der Breitbandausbau vordringlich, wofür das Land das Breitbandkompetenzzentrum eingerichtet hat. 51 % der Haushalte verfügten 2017 über eine Verbindung von mindestens 100 MBit/s, hauptsächlich in den Städten, 78,5 % über mindestens 50 MBit/s und 84 % über mindestens 30 MBit/s. Demzufolge haben 16 % der Haushalte noch keine Möglichkeit, schnelles Internet zu nutzen, was besonders kleinere Ortsteile im ländlichen Raum betraf.

### Gesundheitswesen
In Thüringen gab es 2016 insgesamt 44 Krankenhäuser mit knapp 16.000 Krankenhausbetten und einer Auslastung von 77,5 %. Dies entspricht 733 Betten pro 100.000 Einwohner. 38 % der Betten befinden sich dabei in öffentlich-rechtlicher, 18 % in frei-gemeinnütziger und 34 % in privatrechtlicher Trägerschaft. Es werden ca. 580.000 Fälle pro Jahr behandelt. In den Krankenhäusern sind ungefähr 5.000 hauptamtliche Ärzte und 25.000 Personen des nichtärztlichen Personals angestellt. Insgesamt arbeiteten 2016 im Land rund 9.300 Ärzte und gut 2.000 Zahnärzte. Im gleichen Jahr gab es 553 Apotheken. Einige ländliche Regionen weisen eine Unterversorgung sowohl an Hausärzten als auch an Fachärzten bestimmter Disziplinen auf, ferner ist die Ärzteschaft überaltert und die Gewinnung von Nachfolgern gestaltet sich schwierig, wenngleich die Landesregierung durch Förderung gegenzusteuern versucht. Ein nicht unerheblicher Teil der neu angestellten Klinikärzte stammt dabei aus Osteuropa, insbesondere aus Polen, Ungarn, Rumänien und Bulgarien, wo diese Ärzte wiederum zur Versorgung der dortigen Bevölkerung fehlen.
Einzige Universität mit Medizin-Studiengang im Land ist die Friedrich-Schiller-Universität Jena, deren Universitätsklinikum das größte Krankenhaus des Landes ist. Neben dem Klinikum Erfurt als zweitgrößtem Krankenhaus besitzen gemäß Thüringer Krankenhausplan 2017 auch die Zentralklinik Bad Berka, das Wald-Klinikum Gera, das Klinikum Meiningen, das Südharz Klinikum Nordhausen, die Thüringen-Kliniken „Georgius Agricola“ in Saalfeld und das Zentralklinikum Suhl einen überregionalen Versorgungsauftrag als medizinische Zentren des Landes.
Die durchschnittliche Lebenserwartung lag im Zeitraum 2015/17 bei 77,2 Jahren für Männer und bei 83,0 Jahren für Frauen. Die Männer belegen damit unter den deutschen Bundesländern Rang 13, während Frauen Rang 9 belegen. Regional hatten 2013/15 Jena (Erwartung der Gesamtbevölkerung: 81,95 Jahre), Saale-Holzland-Kreis (81,44) und Eichsfeld (81,27) die höchste, sowie Sömmerda (78,80), Sonneberg (78,76) und der Kyffhäuserkreis (78,16) die niedrigste Lebenserwartung.

### Medien
Der regionale Tageszeitungsmarkt wird von zwei Medienhäusern dominiert. Die zur Funke Mediengruppe gehörende Mediengruppe Thüringen gibt die Zeitungen Thüringer Allgemeine aus Erfurt (mit 14 Lokalredaktionen in Mittel- und Nordthüringen), Ostthüringer Zeitung aus Gera (mit 13 Lokalredaktionen in Ostthüringen) und Thüringische Landeszeitung aus Weimar (mit 9 Lokalredaktionen in Mittel- und Nordthüringen) heraus. Ihre Auflage betrug 2017 239.000 Exemplare, womit sie sich in den vergangenen 20 Jahren halbiert hatte. Zum Süddeutschen Verlag gehört die Regionalzeitungsgruppe Hof/Coburg/Suhl, bei der das Freie Wort aus Suhl (mit sieben Lokalredaktionen in Südwestthüringen) und die Südthüringer Zeitung aus Bad Salzungen (mit den Ausgaben Bad Salzungen und Schmalkalden) erscheinen. Ihren Mantelteil erhält die Gruppe von den Stuttgarter Nachrichten. Ihre Auflage lag Ende 2019 bei rund 57.700 Exemplaren, womit sie sich über 20 Jahre ebenfalls halbierte. Die Meininger Mediengesellschaft (MMG), an der zu je 50 % die Suhler Verlagsgesellschaft (SVG) und die Mediengruppe Oberfranken beteiligt sind, gibt das Meininger Tageblatt (MT) heraus, das redaktionell mit dem Freien Wort kooperiert. In Altenburg erscheint eine Lokalausgabe der Leipziger Volkszeitung der Verlagsgesellschaft Madsack. Damit herrscht lediglich in Altenburg (wo auch die Ostthüringer Zeitung erscheint) und Ilmenau (Thüringer Allgemeine und Freies Wort) publizistische Konkurrenz, während der Rest des Landes zu den Einzeitungskreisen gehört. Nur die Funke Mediengruppe lässt ihre Zeitungen in Thüringen selbst drucken, alle anderen werden in benachbarten Regionen gedruckt und in Thüringen ausgeliefert. Zum Jahresende 2021 wird auch Funke die Druckerei in Erfurt schließen und ihre Zeitungen in Braunschweig drucken.
Öffentlich-rechtlicher Rundfunk wird in Thüringen vom Mitteldeutschen Rundfunk (MDR) produziert. Der MDR betreibt das Landesfunkhaus Thüringen in der Gothaer Straße in Erfurt. Dort sind auch der KiKA, der Kinderkanal von ARD und ZDF, die MDR-Werbung sowie die MDR-Produktionstochter MCS Thüringen untergebracht. Im Erfurter Funkhaus wird das MDR Thüringen Journal, die tägliche Fernseh-Nachrichtensendung für Thüringen, produziert. Daneben strahlt der MDR mit MDR Thüringen ein eigens für das Land produziertes Hörfunkprogramm aus. In unmittelbarer Nachbarschaft befindet sich Das KinderMedienZentrum, in dem unter anderen die KiKA-Serie Schloss Einstein produziert wird. Das ZDF betreibt in Erfurt sein Landesstudio Thüringen, das dessen Sendungen und Magazine mit Berichten aus der Region beliefert.
Privatrundfunk senden in Thüringen die landesweiten Radios Landeswelle Thüringen, Antenne Thüringen und deren Tochtergesellschaft Radio Top 40. In manchen Orten gibt es lokale Fernsehstationen. Die Thüringer Landesmedienanstalt hat außerdem elf Bürgerfunkprojekte eingerichtet. Mit den größten Verbreitungsgebieten sind dies die beiden direkt von der TLM getragenen Offenen Kanäle der Offene Fernsehkanal in Gera und Radio Funkwerk in Erfurt und Weimar. Hinzu kommen Offene Kanäle in Trägerschaft von Vereinen in Jena der OK-J, Saalfeld der SRB, Eisenach das Wartburg-Radio 96,5, Nordhausen und Leinefelde. In einigen Städten wurden von der TLM auch nichtkommerzielle Lokal- und Hochschulradios lizenziert. Dazu gehören Radio F.R.E.I. in Erfurt, Radio Lotte Weimar, radio hsf in Ilmenau, das Studentenradio der Bauhaus-Universität Weimar. In den meisten Offenen Kanälen sind zudem die medienpädagogischen Projekte, unter anderem PiXEL-Fernsehen und RABATZ, angesiedelt. Hier können Kinder und Jugendliche selbst Radio und Fernsehen machen.
Die bundesweit zuständige Kommission für Jugendmedienschutz hat ihren Sitz seit ihrer Gründung im Jahr 2003 in Erfurt.

## Kultur
Die Kulturlandschaft Thüringens ist bedingt durch die lange politische Zersplitterung (bis 1920) recht vielfältig. Diese Vielfalt hat sich bis heute erhalten und findet in den verschiedenen ehemaligen Residenzen im Land mit ihren historisch gewachsenen Museen und Theatern Ausdruck. Parallel zur Vielfalt der Landesteile verbinden aber vor allem die ähnliche Küche sowie ähnlichen Feste und Bräuche. Prägend für die Kultur sind nach wie vor die zahlreichen Stätten der klassischen Hochkultur von der Reformation bis zum Bauhaus hinter denen die Orte der Gegenwartskultur ein Stück weit zurückfallen.
Zum UNESCO-Welterbe in Thüringen gehören seit 1996 die Bauhaus-Stätten in Weimar mit dem zwischen 1904 und 1911 nach Plänen von Henry van de Velde errichteten Hauptgebäude der Bauhaus-Universität, der Kunstgewerbeschule Weimar und dem Musterhaus Am Horn, seit 1998 die elf Stätten des Klassischen Weimars (Goethes Wohnhaus, Schillers Wohnhaus, Herderkirche und Herder-Stätten, Weimarer Stadtschloss, Wittumspalais, Herzogin Anna Amalia Bibliothek, Park an der Ilm mit Goethes Gartenhaus und Römischem Haus, Schloss Belvedere, Schloss Ettersburg, Schloss Tiefurt, Historischer Friedhof Weimar), seit 1999 die Wartburg bei Eisenach und seit 2011 der Nationalpark Hainich als Teil der Europäischen Buchenurwälder.

### Museen

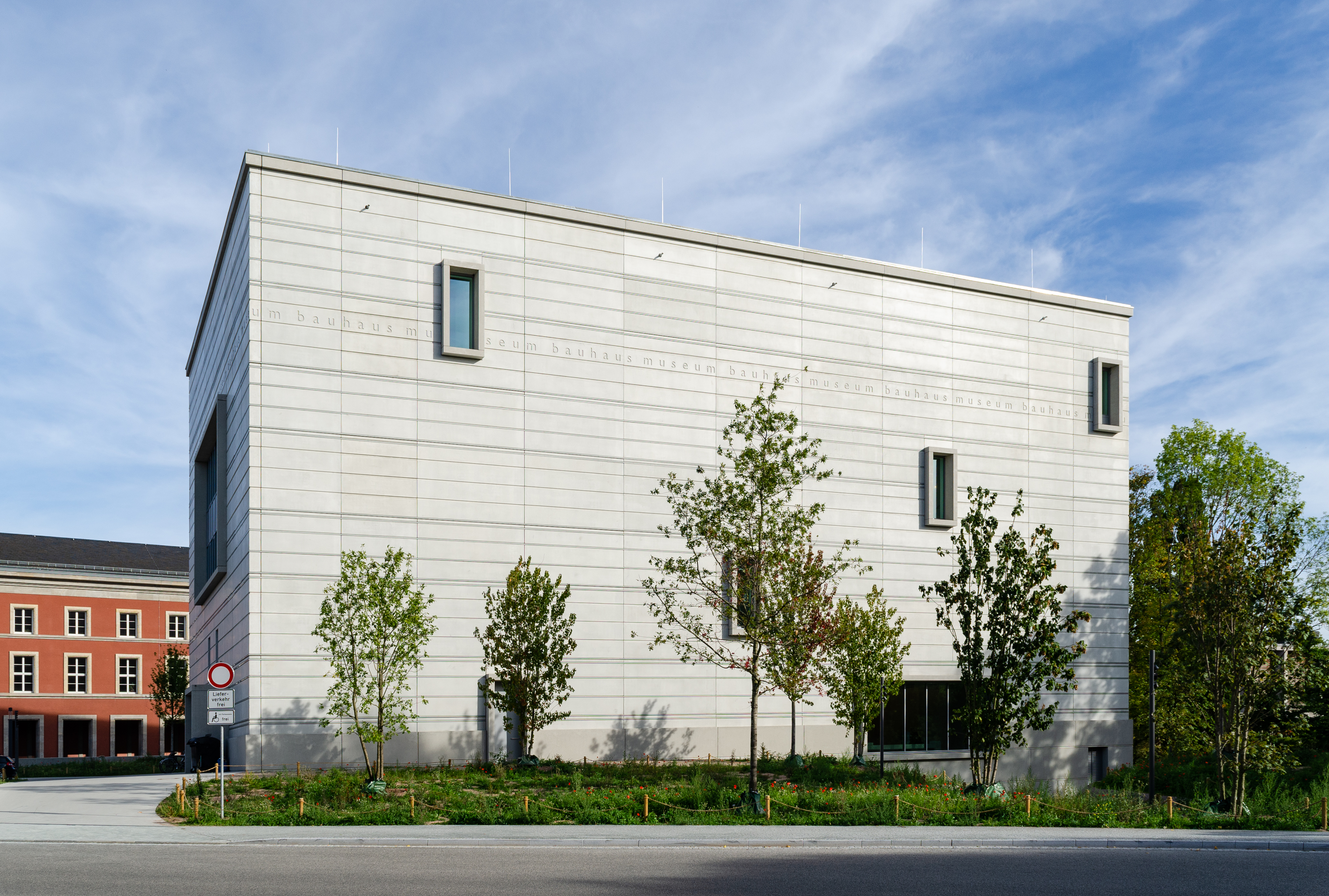
Bauhaus-Museum in Weimar

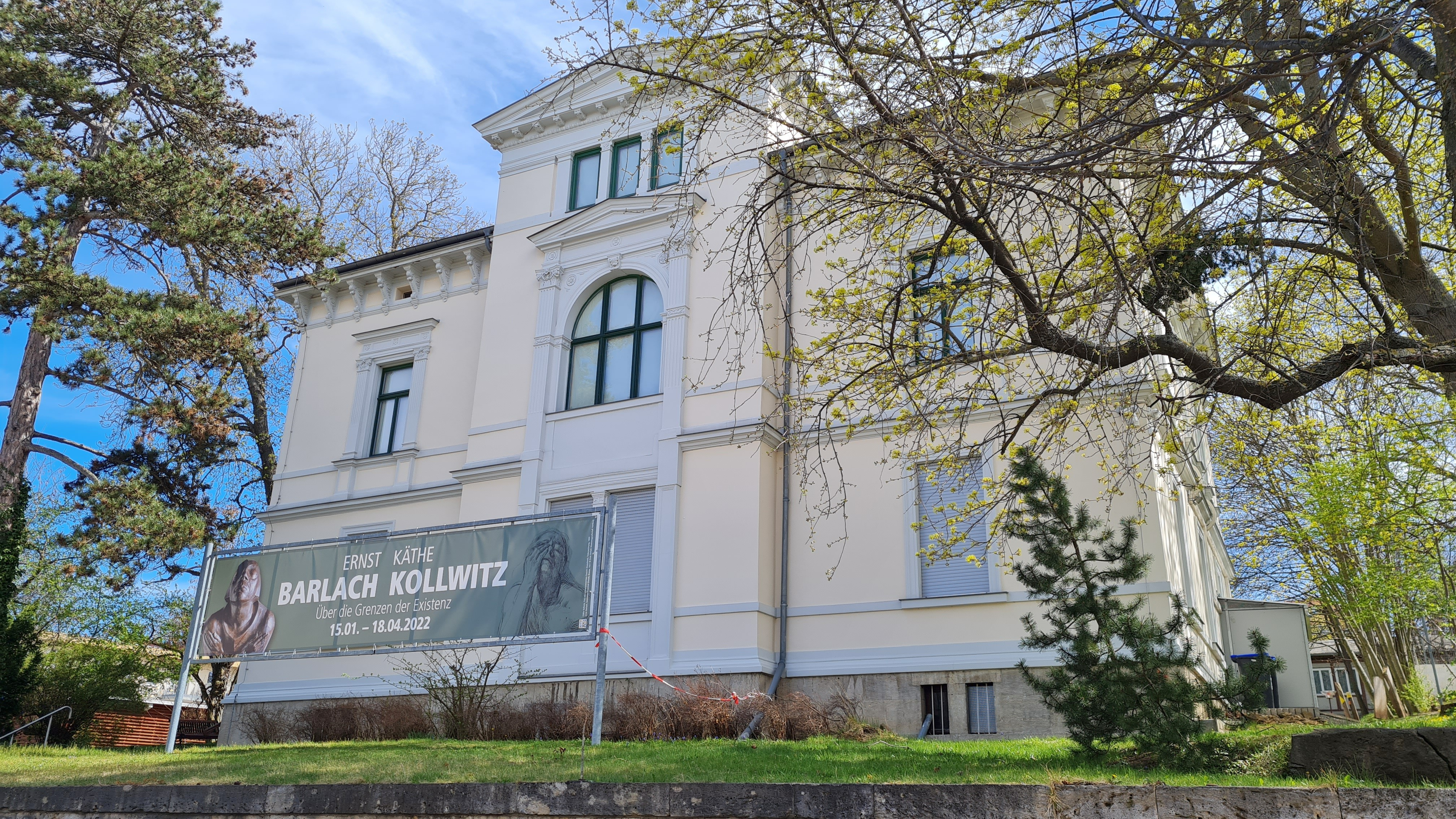
Kunsthaus Apolda Avantgarde

Die Museumslandschaft Thüringens hat ihren Schwerpunkt in Weimar mit seinen klassischen Dichtern, Musikern und Künstlern. Aber auch in einigen anderen Städten im Land liegen bedeutsame Museen. Zusätzlich befinden sich in den alten Residenzschlössern die jeweiligen Landesmuseen, die einen regionalgeschichtlichen Schwerpunkt setzen.
Zum Weimarer Weltkulturerbe gehören das Goethe-Nationalmuseum, welches die Wirkungsstätten des Dichters in der Stadt vereint, sowie Schillers Wohnhaus und eine Vielzahl anderer kulturell genutzter Einrichtungen. Bedeutsam ist außerdem das Bauhaus-Museum in der Weimarer Innenstadt. Auch die zweite ehemalige ernestinische Hauptresidenz in Gotha verfügt mit dem 2013 wiedereröffneten Herzoglichen Museum über ein Haus von nationaler Bedeutung. Das Lindenau-Museum in Altenburg beherbergt die größte Sammlung frühitalienischer Tafelbildmalerei nördlich der Alpen. Es gehört neben der Wartburg und der Klassik Stiftung Weimar zu den 20 „kulturellen Leuchttürmen“ im Blaubuch der Bundesregierung in den neuen Bundesländern.
Das 1989 eröffnete Panorama Museum bei Bad Frankenhausen beherbergt das Bauernkriegspanorama zum Gedenken an den Deutschen Bauernkrieg und den Bauernführer Thomas Müntzer. Mit einer Fläche von 1722 m² zählt es zu den größten Tafelbildern der Welt. Das Deutsche Spielzeugmuseum in Sonneberg wurde 1901 eröffnet und ist das älteste sowie eines der größten Spielzeugmuseen in der Bundesrepublik. Ähnlich bedeutsam ist das Deutsche Gartenbaumuseum in Erfurt auf dem Gebiet der Landschaftsarchitektur. Es zeigt auf 1500 Quadratmetern geschichtliches und biologisches aus dem Gartenbau in Mitteleuropa. Das Optische Museum in Jena schildert die Geschichte und den Fortschritt der Technologie im Bereich der Optik und ist auf diesem Gebiet ebenfalls von bundesweiter Bedeutung. In Eisenach befinden sich neben der Wartburg auch das Lutherhaus, in dem Luther während seiner Eisenacher Schulzeit wohnte, und das Bachhaus, das dem (wahrscheinlich) dort geborenen Komponisten Johann Sebastian Bach gewidmet ist.
Gedenkstätten für die Opfer von Krieg und Diktatur im 20. Jahrhundert befinden sich in Buchenwald bei Weimar, im Mittelbau-Dora bei Nordhausen, im Erinnerungsort Topf & Söhne in Erfurt sowie im Stasi-Gefängnis Andreasstraße in Erfurt.

### Theater

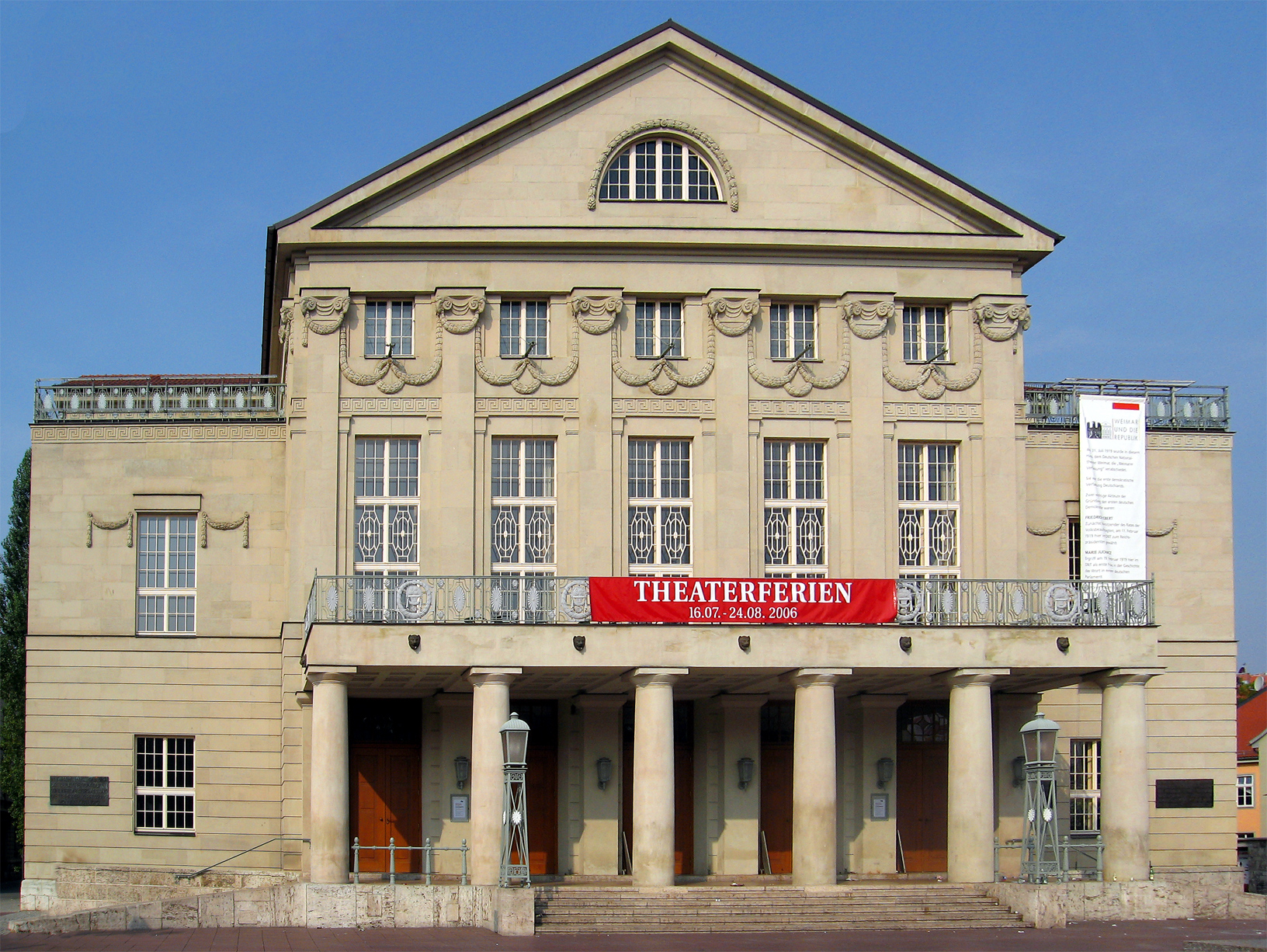
Deutsches Nationaltheater in Weimar

Die Theaterlandschaft in Thüringen ist – bedingt durch die Kleinstaaterei – ebenfalls noch heute vielfältig. Die bedeutendsten Mehrsparten-Theater des Landes sind das Deutsche Nationaltheater in Weimar, Theater Altenburg-Gera und das Staatstheater Meiningen. Traditionsreiche Theater werden heute auch noch in Arnstadt, Nordhausen, Rudolstadt und Eisenach, betrieben. Neubauten aus der jüngsten Zeit sind das Theater Erfurt und die Vogtlandhalle Greiz. Die größte Freiluftbühne ist das Naturtheater Steinbach-Langenbach im Thüringer Wald. Da alle Theater vom Freistaat bezuschusst werden, stellt die Finanzierung dieses Kulturangebots eine schwierige Aufgabe dar. In den letzten Jahren mussten die Theater bereits größere Etatkürzungen durch die Landesregierung hinnehmen.
Mit dem Ekhof-Theater von 1681 in Gotha befindet sich das älteste erhaltene Theater Deutschlands ebenso im Land wie das Stadttheater Hildburghausen von 1755 als ältestes erhaltenes Stadttheater, wo 1765 auch die erste Schauspielschule Deutschlands gegründet wurde.
Allein im Thüringer Theaterverband e. V. sind bisher 28 Profi- und Amateurtheater organisiert.

### Musik, Literatur und Bildende Kunst
Um 1200 erlebte Thüringen eine Blütezeit des Minnesangs und der Sangspruchdichtung. Davon legt besonders die Gedichtsammlung über den fiktiven Sängerkrieg auf der Wartburg ein bedeutendes Zeugnis ab. Der Legende nach sollen dort damals die wichtigsten Minnesänger dieser Zeit miteinander gewetteifert haben.

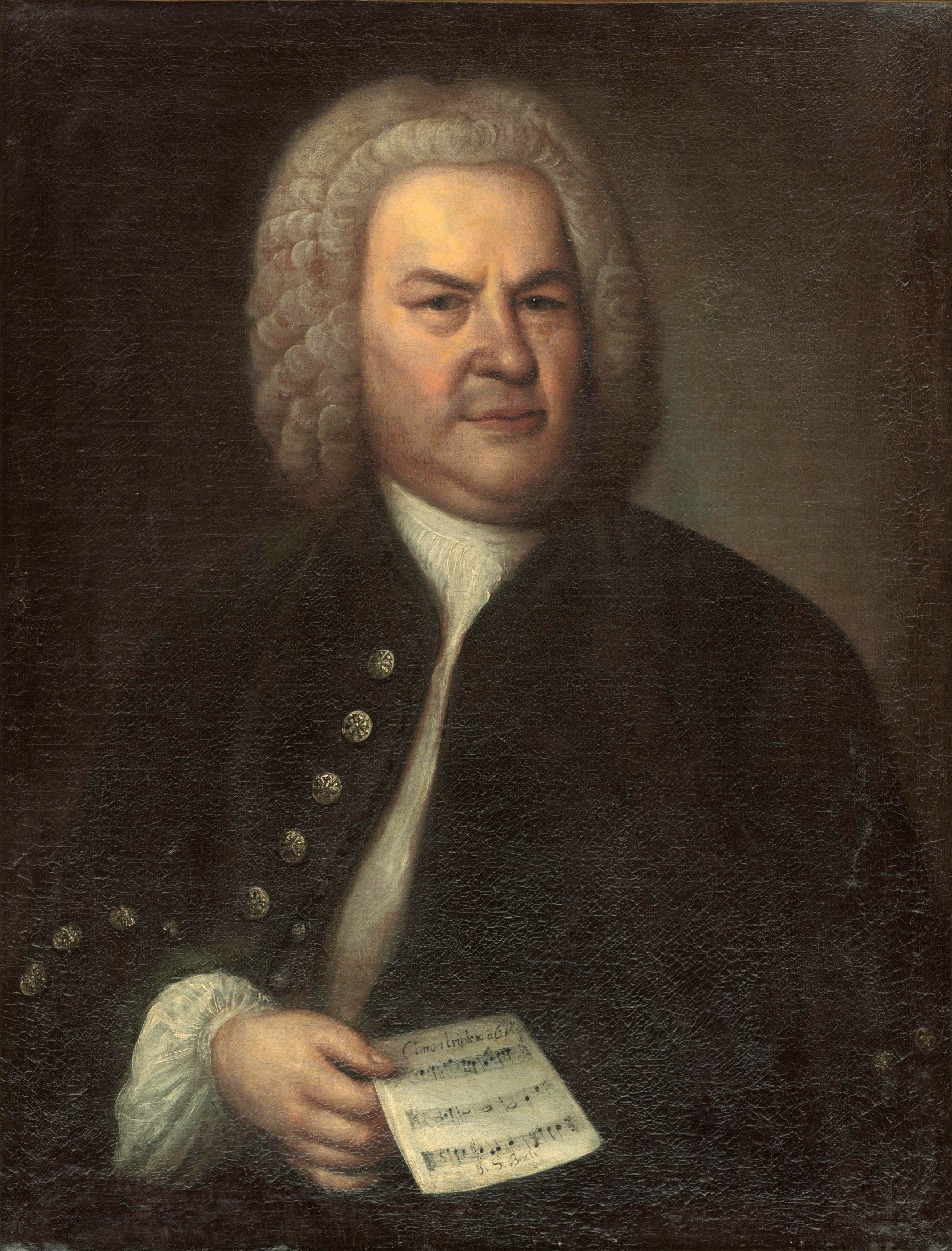
Johann Sebastian Bach (1685–1750)

Die Familie Bach mit ihrem berühmtesten Sohn, Johann Sebastian Bach, stammt aus Wechmar bei Gotha. Viele Mitglieder dieser Familie wurden Musiker und prägten die Hof- und Kirchenmusik in Thüringen zwischen dem 16. und dem 18. Jahrhundert. Nach der Familie Bach kamen im „Silbernen Zeitalter“ Weimars, dem 19. Jahrhundert, Musiker wie Franz Liszt nach Thüringen. Sie schätzten die liberale und geschichtsträchtige Atmosphäre der Goethestadt. Durch Liszt und seinen Schülerkreis wurde Weimar um 1850 eines der Zentren der damaligen modernen Musik. 1872 gründete Carl Müllerhartung hier die erste deutsche Orchesterschule, den Vorläufer der heutigen Hochschule für Musik Franz Liszt Weimar. Zu den dort tätigen Musikpädagogen gehörten auch die wohl bedeutendsten dauerhaft in Thüringen lebenden Komponisten des 20. Jahrhunderts, Richard Wetz und Johann Cilenšek. In der zweiten Hälfte des 19. Jahrhunderts erlangte die Meininger Hofkapelle den Ruf eines hervorragenden Orchesters, das besonders seit Hans von Bülow 1880 die Leitung übernommen hatte, weitere fähige Musiker anzog, die zur Entwicklung einer musikalischen Blütezeit Wesentliches beitrugen. Bis 1914 wurde diese Tradition unter den Dirigenten Richard Strauss, Fritz Steinbach, Wilhelm Berger und Max Reger fortgeführt.
Wichtige Orchester des Landes sind die Staatskapelle Weimar, das Philharmonische Orchester Erfurt, die Thüringen Philharmonie Gotha-Eisenach, die Thüringer Symphoniker Saalfeld-Rudolstadt, die Jenaer Philharmonie, das Loh-Orchester Sondershausen und die Vogtland Philharmonie Greiz/Reichenbach. Im Bereich Historische Aufführungspraxis konnte sich das Ensemble Cantus Thuringia & Capella Thuringia in den letzten Jahren einen internationalen Ruf erarbeiten. Die Thüringer Bachwochen sind ein landesweites Musikfestival zu Ehren Johann Sebastian Bachs. Der volkstümlichen Musik in Thüringen war vor allem Herbert Roth, der Komponist des Rennsteiglieds, verschrieben. Es gilt als „heimliche“ Landeshymne und ist bekannter als die (inoffizielle) Hymne Thüringen, holdes Land.
Zu den bekanntesten Musikern aus Thüringen gehörten in der zweiten Hälfte des 20. Jahrhunderts Veronika Fischer, Tamara Danz als Sängerin der Band Silly, die Schlagersängerin Ute Freudenberg („Jugendliebe“), die Rockmusiker Jürgen Kerth und Klaus Renft, Gründer der Klaus Renft Combo, sowie der Liedermacher Gerhard Gundermann. In jüngster Zeit sind vor allem Pop-Musiker wie Yvonne Catterfeld oder Clueso bekannt. Im Bereich der elektronischen Musik sind Bands wie Northern Lite oder DJs wie die Boogie Pimps hervorgetreten. In diesem Bereich findet mit dem SonneMondSterne eines der größten Festivals in Thüringen statt.
Die Literaturgeschichte Thüringens ist untrennbar durch die Weimarer Klassik bestimmt. Sie führte die deutschsprachige Literatur im 18. Jahrhundert mit dem Dichterkreis um Johann Wolfgang von Goethe und Friedrich Schiller an. Ebenfalls in diese Epoche können Johann Gottfried Herder, Karl Ludwig von Knebel und Christoph Martin Wieland eingeordnet werden. Sie konzentrierten sich am Weimarer Hofe um Herzog Karl August und dessen Mutter Anna Amalia. In späteren Epochen waren für das Land vor allem Dichter wie Rudolf Baumbach, Ludwig Bechstein, Otto Ludwig und Theodor Storm von Bedeutung. Auch die Sachliteratur hat einige bedeutende Werke hervorgebracht, so erschien 1872 in Schleiz der erste Duden von Konrad Duden, Justus Perthes schrieb 1763 das erste Genealogische Handbuch des Adels, welches später als „der Gotha“ bezeichnet wurde. Ab 1863 erschienen in Hildburghausen Brehms Thierleben von Alfred Brehm aus Renthendorf bei Neustadt an der Orla. Ernst Haeckel publizierte an der Universität Jena die Darwinsche Evolutionstheorie und entwickelte sie weiter. Der Philosoph Friedrich Nietzsche verbrachte seine letzten Lebensjahre in Weimar, wo das Nietzsche-Archiv heute seinen Nachlass verwaltet. Ein bedeutender Kartograf wurde ab 1900 der Gothaer Hermann Haack.
Auf dem Gebiet der Bildenden Künste war in Thüringen vor allem das Bauhaus in Weimar von Bedeutung. Es war in den 1920er Jahren weltweit stilprägend und zog Maler wie Lyonel Feininger, Wassily Kandinsky, Paul Klee, Johannes Itten und Oskar Schlemmer sowie Architekten wie Walter Gropius, Henry van de Velde und Ludwig Mies van der Rohe in den Freistaat. Aber auch Maler wie Lucas Cranach der Ältere oder Otto Dix und der Bildhauer Tilman Riemenschneider wirkten in Thüringen.

### Brauchtum und Feiertage

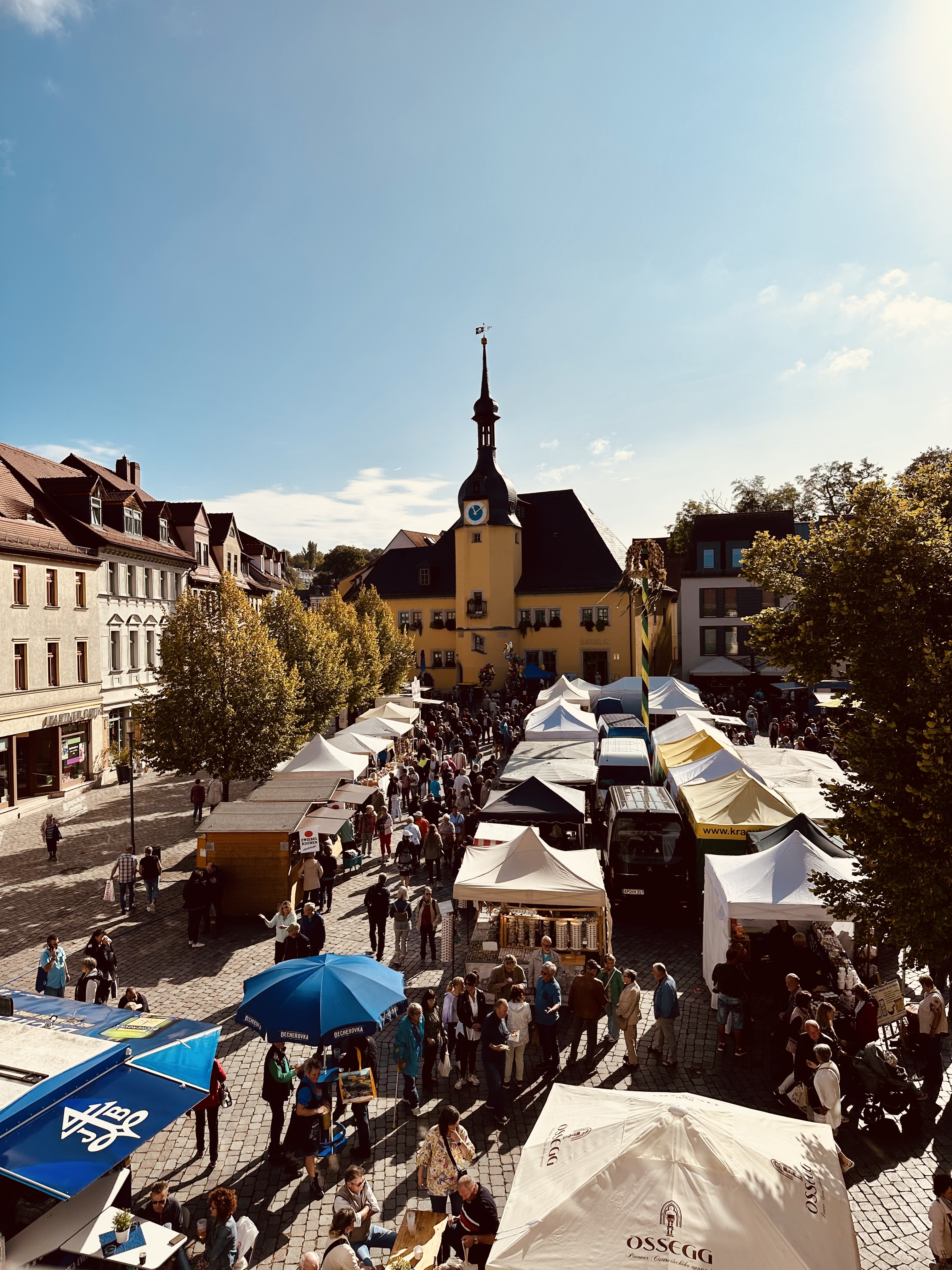
Zwiebelmarkt in Apolda

Thüringen besitzt kein einheitliches signifikantes Brauchtum, vielmehr unterscheidet sich dieses von Dorf zu Dorf und von Region zu Region. Im ganzen Land begangen wird in fast jedem Dorf alljährlich die Kirmes als zentrales Dorffest. Die Mühlhäuser Kirmes ist hierbei nach eigenen Angaben die größte in Deutschland. Der Eisenacher Sommergewinn ist das größte Frühlingsfest Deutschlands, das alljährlich drei Wochen vor Ostern mit einem großen Festzug gefeiert wird. Auch Schützenfeste sind in einigen Landesteilen ein fester Bestandteil der dörflichen Lebenskultur.
Traditionsreiche Feste sind darüber hinaus das Rudolstädter Vogelschießen, der Weimarer Zwiebelmarkt, der Erfurter Weihnachtsmarkt sowie die DomStufen-Festspiele in der Hauptstadt Erfurt.
Neben den bundesweit gültigen Feiertagen ist in Thüringen der Reformationstag und als bisher einzigem Bundesland seit 2019 der Weltkindertag am 20. September ein gesetzlicher Feiertag. Im gesamten Landkreis Eichsfeld und in einigen mehrheitlich katholischen Gemeinden des Unstrut-Hainich- und des Wartburgkreises ist Fronleichnam ein gesetzlicher Feiertag.
Die Faschingstradition wird in Thüringen nur punktuell begangen, besonders in den katholischen Gegenden im Eichsfeld und in der Rhön. Bedeutende Umzüge finden im teilweise katholischen Erfurt (einer der größten in Ostdeutschland), in Wasungen im fränkischen Süden des Landes sowie in Apolda und Sondershausen statt. Nach 1990 breiteten sich Faschingsveranstaltungen und -umzüge aus und werden seitdem auch in einigen Orten ohne ausgeprägte Tradition begangen.
Alle zwei Jahre richtet die Thüringer Landesregierung mit der jeweils gastgebenden Stadt den Thüringentag aus, zuletzt 2025 in Gotha.

### Sport

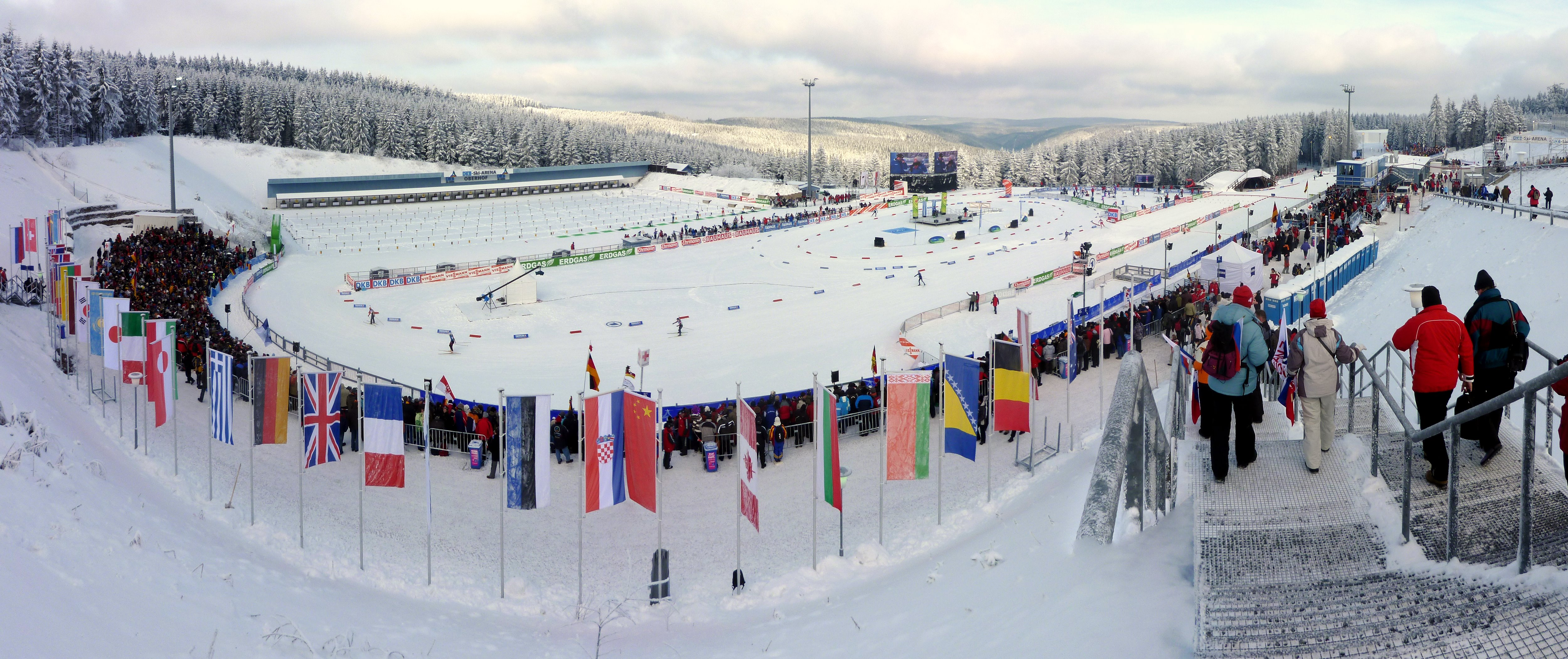
Lotto Thüringen Arena am Rennsteig

Prägend für den Leistungssport in Thüringen ist vor allem der Wintersport mit seinem Zentrum in Oberhof, der zahlreiche Olympiasieger und Weltmeister hervorgebracht hat. Zu den populärsten Disziplinen gehören Biathlon, Langlauf, Nordische Kombination und Skispringen einerseits sowie Rodeln, Bobfahren und Skeleton andererseits. In den letzten Jahren machte sich die vergleichsweise niedrige Höhenlage Oberhofs und damit einhergehende Witterungsunsicherheit immer wieder bemerkbar, sodass Wettkampfbedingungen nicht immer gegeben waren und Veranstaltungen verschoben werden mussten. In Erfurt haben Eisschnelllauf und Eiskunstlauf ein Zentrum gefunden (Eissportclub Erfurt), ebenso wie die Sommersportarten Leichtathletik, Radsport und Schwimmen. Olympiasieger aus Thüringen wurden bei den letzten Winterspielen 2018 in Pyeongchang der Rodler Johannes Ludwig und die aus Berlin stammende Oberhofer Bobpilotin Mariama Jamanka sowie bei den letzten Sommerspielen 2016 in Rio die Bahnradfahrerin Kristina Vogel und der Speerwerfer Thomas Röhler.
Im Fußball spielt einzig die Damenmannschaft des FC Carl Zeiss Jena in einer höheren Spielklasse, 2024 gelang der Aufstieg in die Frauen-Bundesliga. Bei den Männern zählt in der Saison 2024/25 kein Verein zum Profibereich; auf Amateursebene gehören die Regionalligisten FC Rot-Weiß Erfurt, FC Carl Zeiss Jena und ZFC Meuselwitz zu den erfolgreicheren Mannschaften.
In der Handball-Bundesliga ist Thüringen mit dem ThSV Eisenach vertreten. In der Handball-Bundesliga der Frauen ist der Thüringer HC aus Erfurt/Bad Langensalza etabliert und konnte seit 2010 sieben Meistertitel erringen, dreimal den DHB-Pokal und 2024/25 die European League der Frauen gewinnen.
Der VfB 91 Suhl spielt in der Volleyball-Bundesliga der Frauen, im Tischtennis der Post SV Mühlhausen 1951 in der Tischtennis-Bundesliga der Männer, während der Basketballverein Science City Jena in der 2. Basketball-Bundesliga antritt.
Im Landessportbund Thüringen sind knapp 3500 Vereine des Breitensports zusammengeschlossen. Ihnen gehören rund 370.000 Mitglieder (ca. 17 % der Bevölkerung) an, wobei Fußball mit 26 % der Mitglieder die beliebteste Sportart ist. Größter Sportverein des Landes ist der FC Carl Zeiss Jena mit über 4200 Mitgliedern. Im Freizeitsport sind Wandern und Radfahren sehr beliebt; auf dem bekanntesten Wanderweg, dem Rennsteig, findet alljährlich der GutsMuths-Rennsteiglauf mit etwa 15.000 Teilnehmern statt. Mit vier Sternen des ADFC wurde der Ilmtal-Radweg ausgezeichnet, der wie das gesamte Radwanderwegenetz seit 2000 erheblich ausgebaut wurde, sodass der Radtourismus an Bedeutung gewinnt, wobei das Spektrum von Mountainbiken im Gebirge bis zu einfachen Routen im Flachland, etwa entlang der Unstrut, reicht.
Primär historische Bedeutung haben der Herzogliche Golf-Club Oberhof mit der einzigen denkmalgeschützten Golfanlage Deutschlands, das Schleizer Dreieck als Motorsportstrecke und die Pferderennbahn am Gothaer Boxberg.

### Küche
Die Thüringer Küche ist traditionell fleischlastig und eher deftig. Die Thüringer sind bundesweit Spitze beim Verzehr von Fleisch und Wurstwaren. Bekannte Spezialitäten sind die Thüringer Klöße, die Thüringer Rostbratwurst und das Rostbrätel.
Das Köstritzer Schwarzbier ist überregional bekannt und bundesweiter Marktführer der untergärigen, dunklen Biere. Pils und andere Biersorten werden in den vielen kleinen und mittelständischen Brauereien des Landes produziert. Zentrum des Weinbaus in Thüringen ist die Stadt Bad Sulza im Ilmtal. Sie gehört zum Weinbaugebiet Saale-Unstrut.

## Architektonisches Erbe

### Baugeschichte

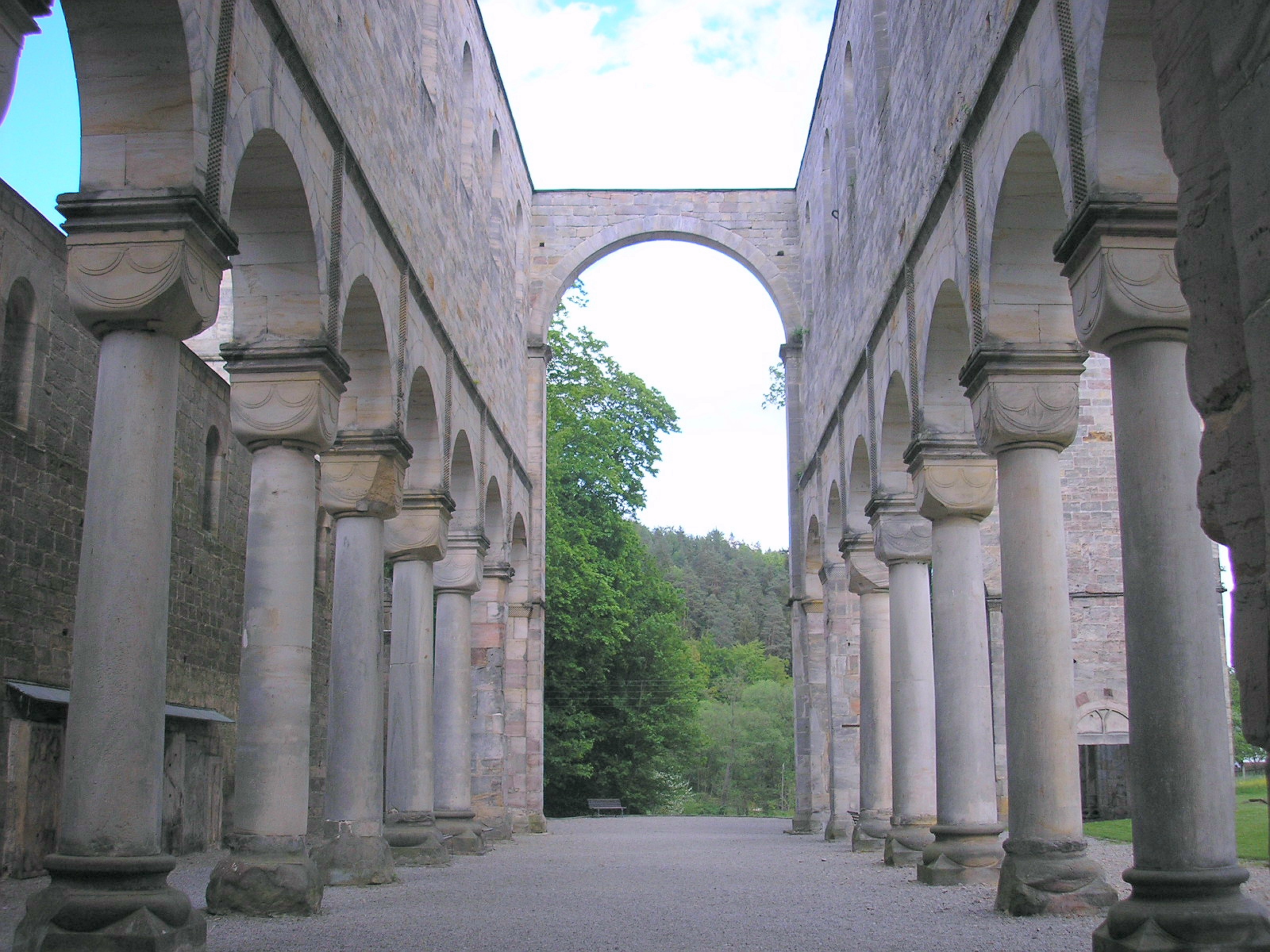
Kloster Paulinzella (Romanik)

In Thüringen sind Bauwerke aus den Stilepochen seit der Romanik erhalten. Romanische Bauwerke von Bedeutung sind die Wartburg, die Burg Lohra und die Kemenate Orlamünde auf dem Gebiet des Burgenbaus und die Klöster in Thalbürgel, Paulinzella und Göllingen (byzantinischer Stil) sowie der Nordhäuser Dom und die Erfurter Peterskirche (ehemaliges Peterskloster). Auch die Werrabrücke Creuzburg, errichtet 1223 und damit die älteste Brücke der neuen Bundesländer, wurde im romanischen Stil errichtet.
Die Gotik war durch den Bau großer, repräsentativer Stadtkirchen geprägt. Bedeutendste Werke dieser Zeit sind der Erfurter Dom und die benachbarte Severikirche sowie die Predigerkirche und die Barfüßerkirche in der Erfurter Altstadt. Auch in anderen Städten entstanden zu dieser Zeit große Kirchbauten, wie etwa die Marienkirche und die Divi-Blasii-Kirche in Mühlhausen oder die Marktkirche in Bad Langensalza und die Jenaer Stadtkirche. Zu den größten gotischen Profanbauten gehört der Kornhofspeicher in Erfurt.

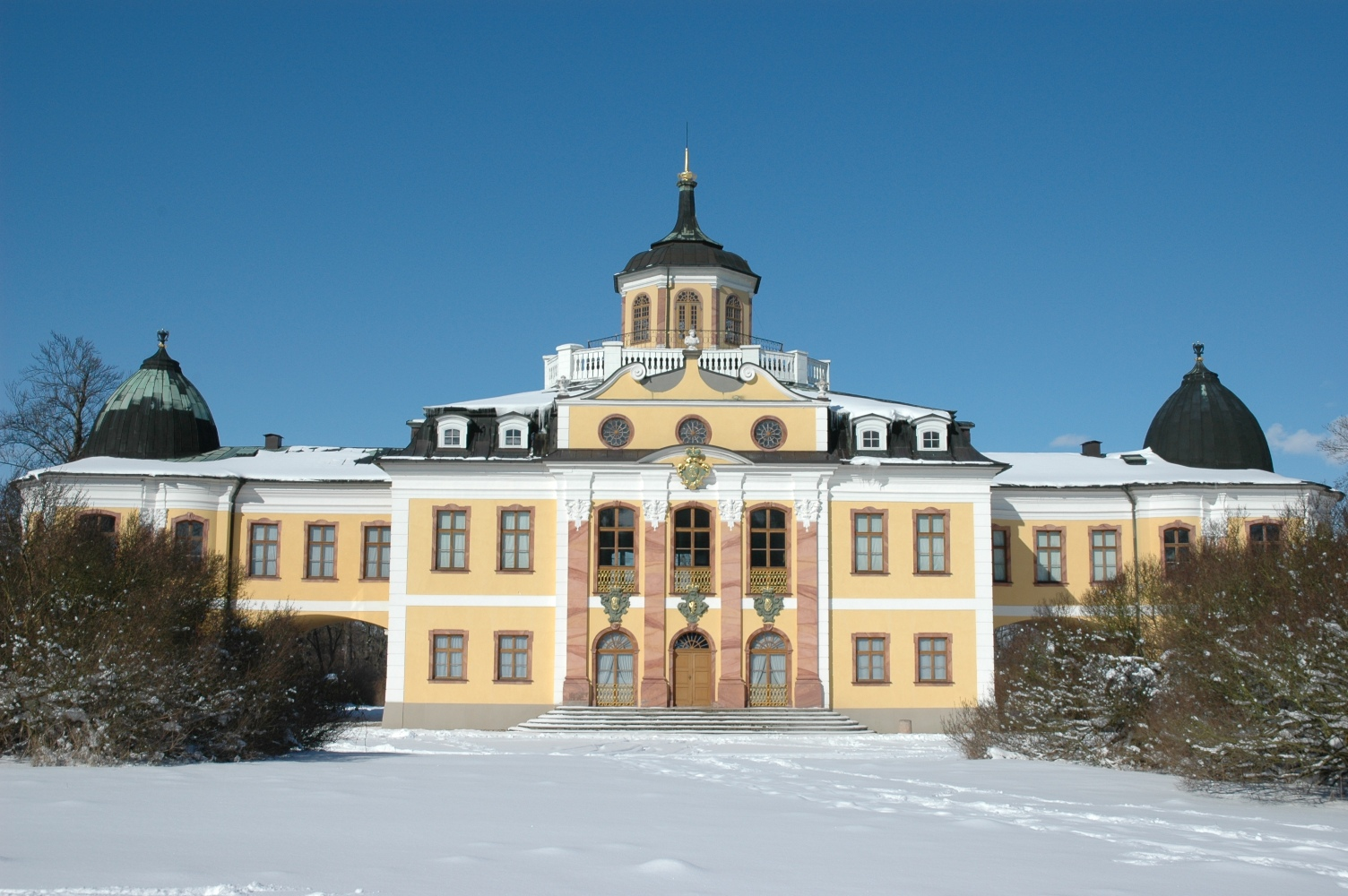
Schloss Belvedere in Weimar (Barock)

Die Zeit der Renaissance führte zum Aufschwung des Bürgertums in den Städten, wovon die Bürger- und Rathäuser der damaligen Zeit zeugen. Das Altenburger Rathaus gehört ebenso wie das Geraer Rathaus und die Erfurter Bürgerhäuser Haus zum Roten Ochsen, Haus zum Breiten Herd oder Haus zum Stockfisch in diese Epoche der abendländischen Architektur. In dieser Zeit vollzog sich der Übergang vom Burgenbau zum Schlossbau, was heute in Schlossburgen wie dem Oberen Schloss in Greiz, der Burg Ranis, dem Schloss Bertholdsburg in Schleusingen, der Veste Heldburg oder dem Schloss Wilhelmsburg in Schmalkalden deutlich wird. Der Kirchenbau kam in Thüringen in der Renaissance angesichts der Reformation zum Erliegen.
Im Barock erlebte der Schlossbau seine Blütezeit. Es entstanden Residenzen wie die Heidecksburg oder Schloss Friedenstein, aber auch Verwaltungsgebäude wie die Kurmainzische Statthalterei, heute Thüringer Staatskanzlei, in Erfurt. Landschlösser entstanden zu dieser Zeit unweit der Residenzstädte, allein im Umfeld Weimars sind dies das Schloss Belvedere, das Schloss Tiefurt und das Schloss Ettersburg, die allesamt in der barocken Zeit des Absolutismus entstanden. Vereinzelt wurden auch Kirchen wie die Stadtkirche Waltershausen (rund), Nebengebäude von Residenzen wie die Orangerie Gotha und Wohnhäuser des Bürgertums wie das Weimarer Wittumspalais errichtet.

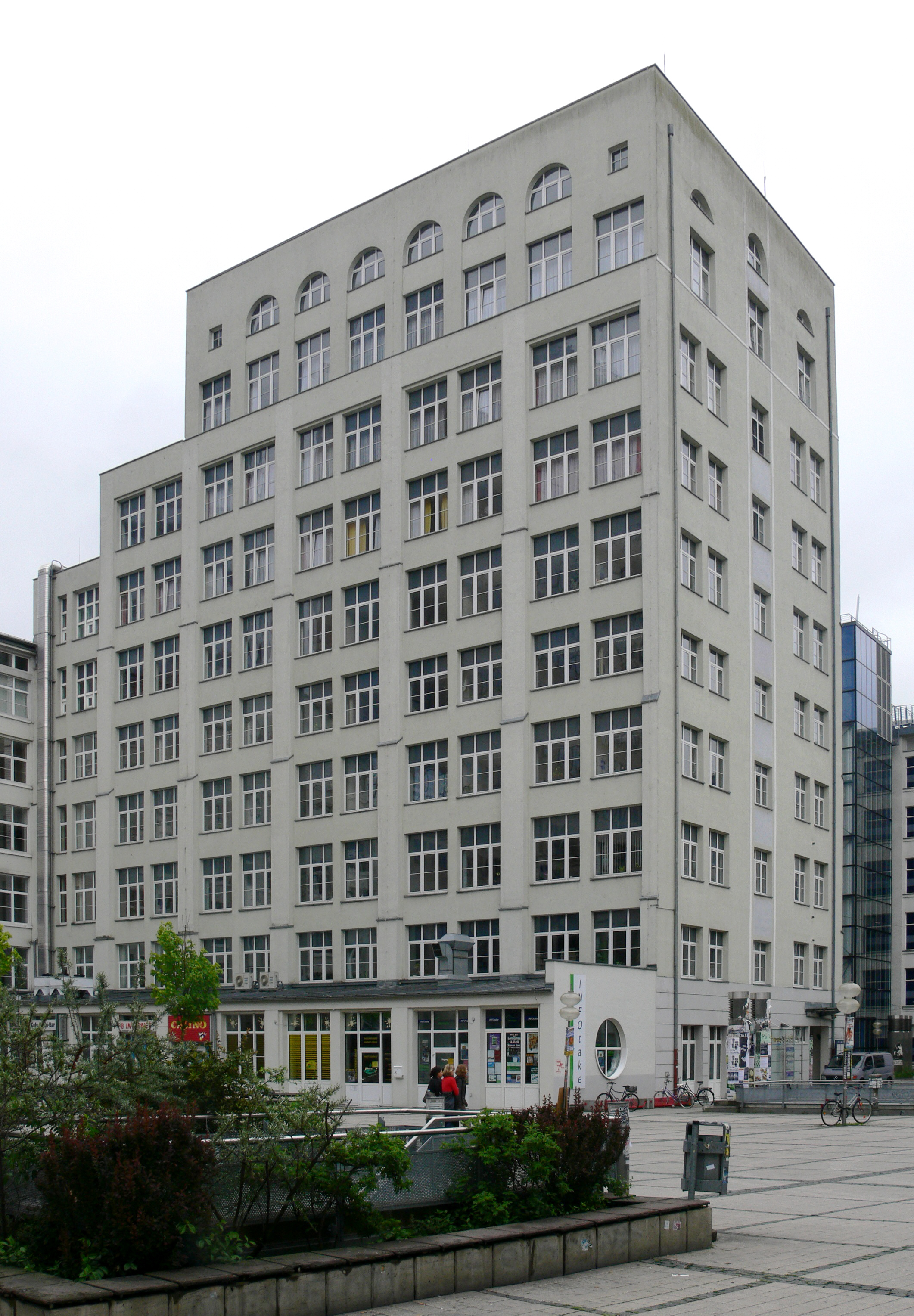
Zeiss-Bau 15 in Jena (Moderne)

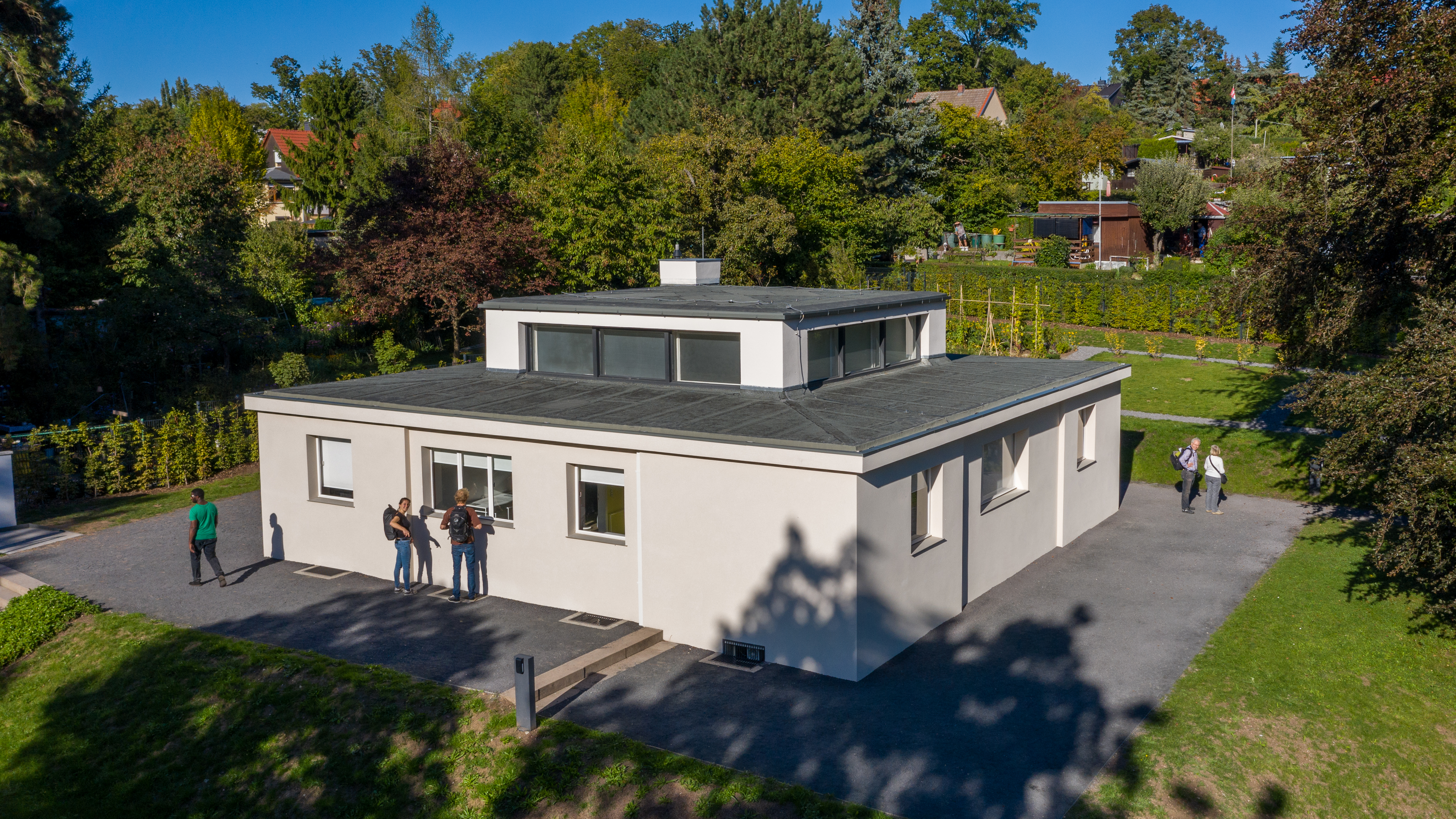
Musterhaus am Horn in Weimar, UNESCO-Weltkulturerbe (Moderne)

Der Klassizismus war in Thüringen weniger prägend als etwa in Preußen. Größere Schlossanlagen aus dieser Epoche sind das Weimarer Stadtschloss und das Untere Schloss in Greiz. Vereinzelt sind auch klassizistische Kirchenbauten vorhanden, beispielsweise die Dreieinigkeitskirche in Zeulenroda. In derselben Stadt befindet sich mit dem Rathaus auch das prägendste Bauwerk des Klassizismus in Thüringen. Auf diesen Stil folgte der Historismus mit dem ein enormes Bevölkerungs- und Städtewachstum einherging, was zahlreiche Neubauten erforderte. So prägt der Historismus heute noch ganze Stadtbilder. Es entstanden unzählige Wohnhäuser und Verwaltungsbauten, aber auch Kirchen in den wachsenden Vierteln der größeren Städte. Im frühen Historismus entstand das neugotische Schloss Landsberg bei Meiningen, später folgten das Neue Museum in Weimar und das Museum der Natur Gotha. In der Endphase des Historismus vor dem Ersten Weltkrieg errichtete man neue Theater (in Weimar und Meiningen) oder auch das Volkshaus Jena.
Die Moderne begann in Thüringen während des Ersten Weltkriegs, als mit dem 42 Meter hohen Bau 15 in Jena das erste Hochhaus Deutschlands entstand. Ab 1919 wurde das Bauhaus mit Sitz in Weimar stilprägend. Unter der Leitung von Walter Gropius entstand in Weimar das Musterhaus Am Horn nach den Idealen des Bauhauses. Auch das Haus des Volkes in Probstzella ist nach den Grundsätzen des Bauhauses errichtet worden. Die Lutherkirche in Erfurt ist eines der wenigen Bauwerke im Stil des Art déco, errichtet 1927. Um 1930 wurden im Osten Erfurts erste Quartiere mit Sozialwohnungen errichtet, die sich stilistisch an Bauhaus und Neue Sachlichkeit anlehnten. Es folgte die Architektur des Nationalsozialismus, die Vorgabe zum Bau des Gauforums in Weimar war. Nach dem Krieg wurde in der DDR der industrielle Wohnungsbau aus Betonfertigteilen dominant. Auch in der Architektur öffentlicher Bauten schlug sich dieser Trend nieder. 1972 wurde das Universitätshochhaus in Jena eingeweiht. Seit 2004 misst es bis zur Turmspitze 159 Meter. Einer der letzten Bauten der DDR war das monumentale Gebäude des Bauernkriegspanoramas („Elefantenklo“) bei Bad Frankenhausen aus dem Jahr 1987. Nach der deutschen Wiedervereinigung konzentrierte sich die Bautätigkeit auf öffentliche Gebäude wie etwa das Bundesarbeitsgericht oder das Theater Erfurt, die dem Zeitgeschmack entsprechend in Glas und Stahl ausgeführt wurden.
Zu den berühmtesten Architekten, die in Thüringen wirkten, zählen Nikolaus Gromann (Renaissance), Gottfried Heinrich Krohne (Barock), Clemens Wenzeslaus Coudray (Klassizismus), Henry van de Velde (Jugendstil) und Walter Gropius (Bauhaus Weimar).

### Städte

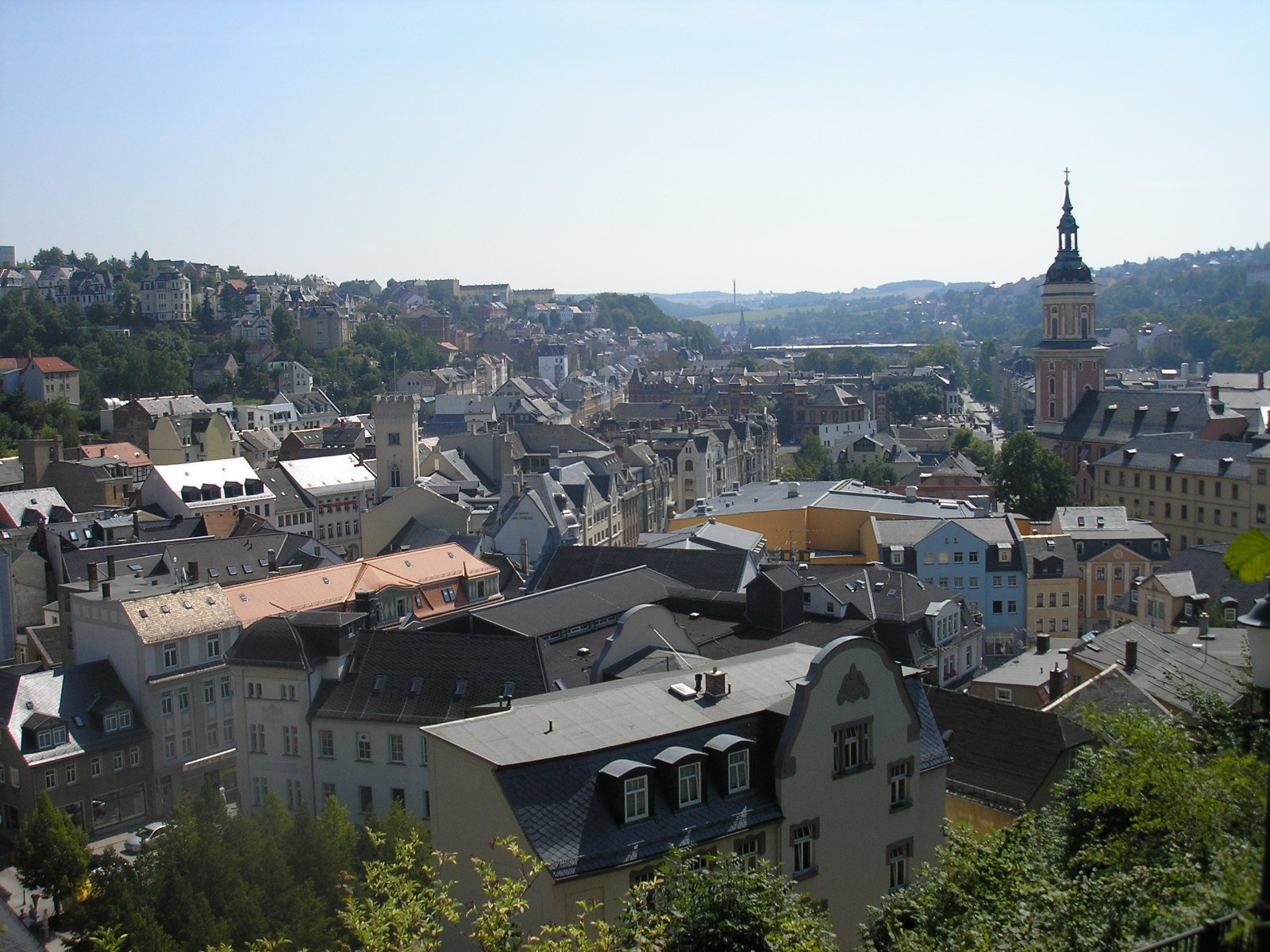
Gründerzeitlich geprägte Stadt Greiz

Am 30. Juni 2007 lebten 988.122 von 2.300.538 Menschen in Thüringen in Städten mit mehr als 20.000 Einwohnern. Obwohl der Verstädterungsgrad mit 42,95 % relativ gering ist und ein Großteil der Städte seit 1940 kein wesentliches Wachstum mehr erfuhr, bilden sie die kulturellen und wirtschaftlichen Zentren des Landes. Das umfangreichste kulturelle Leben spielt sich in den Städten Erfurt (Landeshauptstadt), Weimar (Europäische Kulturhauptstadt 1999) und Jena (universitäres und wirtschaftliches Zentrum) ab. Das Bild der Städte ist relativ heterogen, so zeigen einige Städte im Kern ein mittelalterliches Stadtbild. Dies gilt vor allem für Erfurt und Mühlhausen, aber auch für kleinere Städte wie Saalfeld und Schmalkalden. Ein barock-klassizistisches Stadtbild prägt die ehemaligen Residenzen wie Weimar, Gotha, Eisenach, Rudolstadt oder Meiningen. In der Zeit der Industrialisierung herangewachsene Städte wie Gera, Altenburg, Greiz oder Apolda sind durch ein gründerzeitliches Erscheinungsbild gekennzeichnet. Die Zerstörungen durch den Zweiten Weltkrieg sorgten dafür, dass Jena und Nordhausen äußerst heterogene Stadtkerne besitzen, in denen Hochhäuser und Großwohnblocks mit Fachwerkbauten abwechseln. Die Stadt Suhl erfuhr in den 1960er und 1970er Jahren einen in Thüringen beispiellosen Umbau, in dem der Großteil des Altstadtkerns entfernt und durch ein dem Zeitgeschmack der Sozialistischen Stadt entsprechendes Zentrum ersetzt wurde. Leinefelde entstand im Wesentlichen zur DDR-Zeit und stellt die einzige Planstadt dieses Typs in Thüringen dar. Prägend für viele Städte im Land ist ihre Lage in relativ beengten Flusstälern, sodass sich beträchtliche Höhenunterschiede innerhalb der Städte ergeben und der Bauplatz vielerorts begrenzt ist. Dadurch dehnen sich einige der größten Städte wie Jena, Gera, Eisenach oder Suhl über große Strecken längs eines Tales aus und nehmen dessen gesamte Breite ein.
Die Verwaltungen gehen mit historischer Bausubstanz unterschiedlich um: während einige Städte mit großem Aufwand versuchen, möglichst viel altstädtische Bausubstanz zu erhalten und damit auch Erfolge erzielten (Bad Langensalza gewann 2004 beim Wettbewerb Entente Florale Deutschland Gold), messen andere Städte dem Denkmalschutz geringere Bedeutung zu. So beschloss die Stadt Gotha am 6. Juni 2007 den Abriss des geschichtsträchtigen Volkshauses zum Mohren, der im Oktober 2007 durchgeführt wurde, sowie am 13. September 2006 den Abriss des Winterpalais, der nur durch massive Proteste von verschiedenen Seiten verhindert werden konnte.
Eine Liste der städtischen Rathäuser, die oftmals bedeutende Kulturdenkmale sind, findet sich unter Liste der Rathäuser in Thüringen.

### Burgen

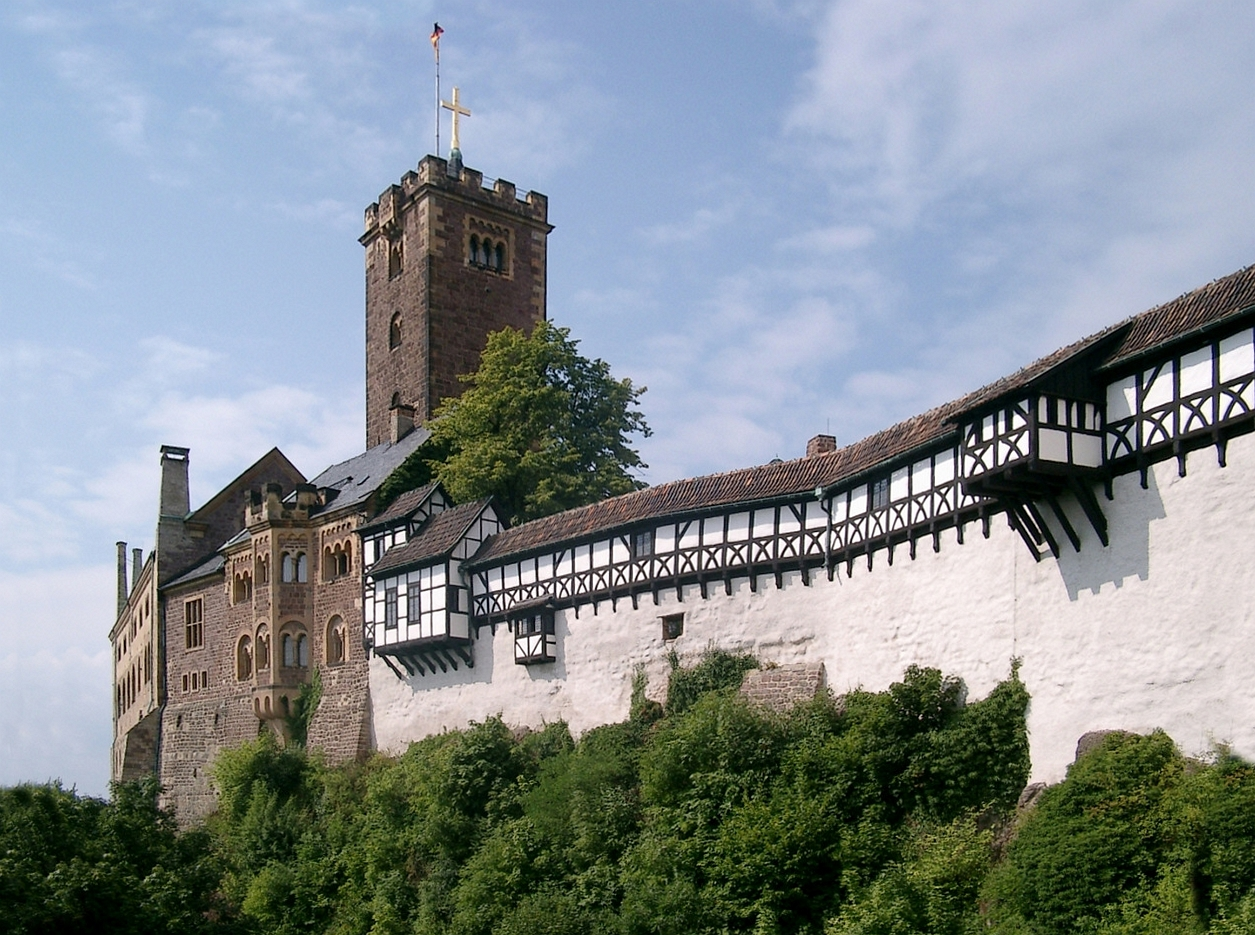
Die Wartburg

Die hügelige Landschaft mit vielen Taleinschnitten sowie die zentrale Lage im deutschen Kulturraum begünstigten schon seit dem frühen Mittelalter die Anlage von Burgen im Freistaat. Die bekannteste Burg des Landes ist die zum UNESCO-Weltkulturerbe gehörende Wartburg oberhalb von Eisenach. Sie war einst Sitz der Landgrafen von Thüringen und später der Ort, an dem Martin Luther vor der kaiserlichen Reichsgewalt versteckt wurde und Teile der Bibel ins Deutsche übersetzte. Später erlangte die Wartburg noch einmal Bedeutung für die liberalen und nationalen Studentenbewegungen des 19. Jahrhunderts, da hier 1817 das Wartburgfest stattfand.
Ein bekanntes Burgenensemble sind die Drei Gleichen zwischen Erfurt, Arnstadt und Gotha. Zu ihnen gehört mit der Mühlburg das älteste erhaltene Gebäude Thüringens aus dem Jahr 704. Weitere mächtige Anlagen sind die Burg Creuzburg über dem Werratal bei Creuzburg, die Leuchtenburg über dem Saaletal in Seitenroda sowie die Osterburg über dem Elstertal bei Weida. Eine Weiterentwicklung der mittelalterlichen Burgen waren neuzeitliche Festungen. Mit der Zitadelle Petersberg erhebt sich in der Erfurter Altstadt eine der größten erhaltenen frühneuzeitlichen Festungsanlagen Mitteleuropas.

### Schlösser
Im Jahr 1918 gab es in Thüringen noch acht Monarchien mit eigener Residenz. Diese Residenzen sind heute die größten und bedeutendsten Schlösser Thüringens. Hauptsitz der Ernestiner war Weimar, wo das heute zum Weltkulturerbe zählende klassizistische Weimarer Stadtschloss ein umfangreiches Museum beherbergt. Das Schloss Friedenstein in Gotha war Sitz des Herzogs von Sachsen-Gotha und ist heute ebenfalls großenteils als Museum genutzt. Weitere ernestinische Residenzen waren das Schloss Altenburg in Altenburg und das Schloss Elisabethenburg in Meiningen. Zusätzlich unterhielt dieses Herzogsgeschlecht viele kleine Landschlösser, die in ganz Thüringen verstreut liegen. Bekannte unter ihnen sind vor allem die Dornburger Schlösser über dem Saaletal, die Schlösser Tiefurt, Ettersburg und Belvedere bei Weimar und Schloss Molsdorf bei Erfurt sowie Schloss Altenstein mit seinem großen Landschaftspark bei Bad Liebenstein.
Neben den Ernestinern herrschten in Thüringen die Fürstengeschlechter Schwarzburg und Reuß. Die schwarzburgischen Residenzen Schloss Heidecksburg in Rudolstadt und das Schloss in Sondershausen sind heute ebenso bedeutsame Museen wie das Untere und Obere Schloss in Greiz. Die andere reußische Residenz in Gera, Schloss Osterstein, wurde im Zweiten Weltkrieg zerstört. Sehenswert sind auch das Schloss Burgk, ebenfalls den Fürsten von Reuß gehörig, über den Saaletalsperren, sowie das Schloss Schwarzburg im Schwarzatal.
Bedeutende frühneuzeitliche Schlossanlagen älterer Herrschergeschlechter sind die hennebergische Residenz Schloss Bertholdsburg in Schleusingen, Schloss Ehrenstein in Ohrdruf sowie Schloss Wilhelmsburg in Schmalkalden als Sitz einer Nebenlinie der Landgrafen von Hessen.

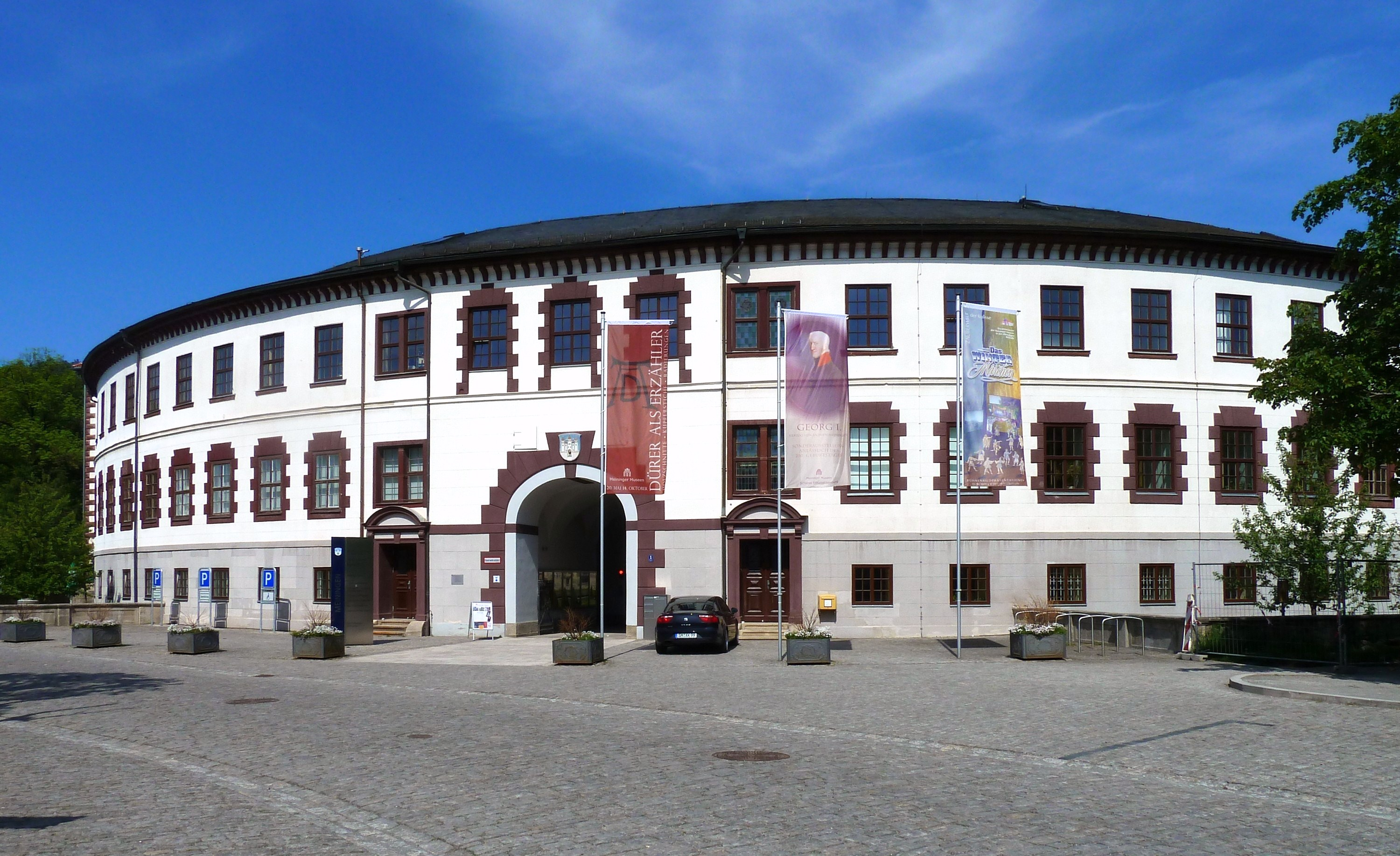
Schloss Elisabethenburg in Meiningen
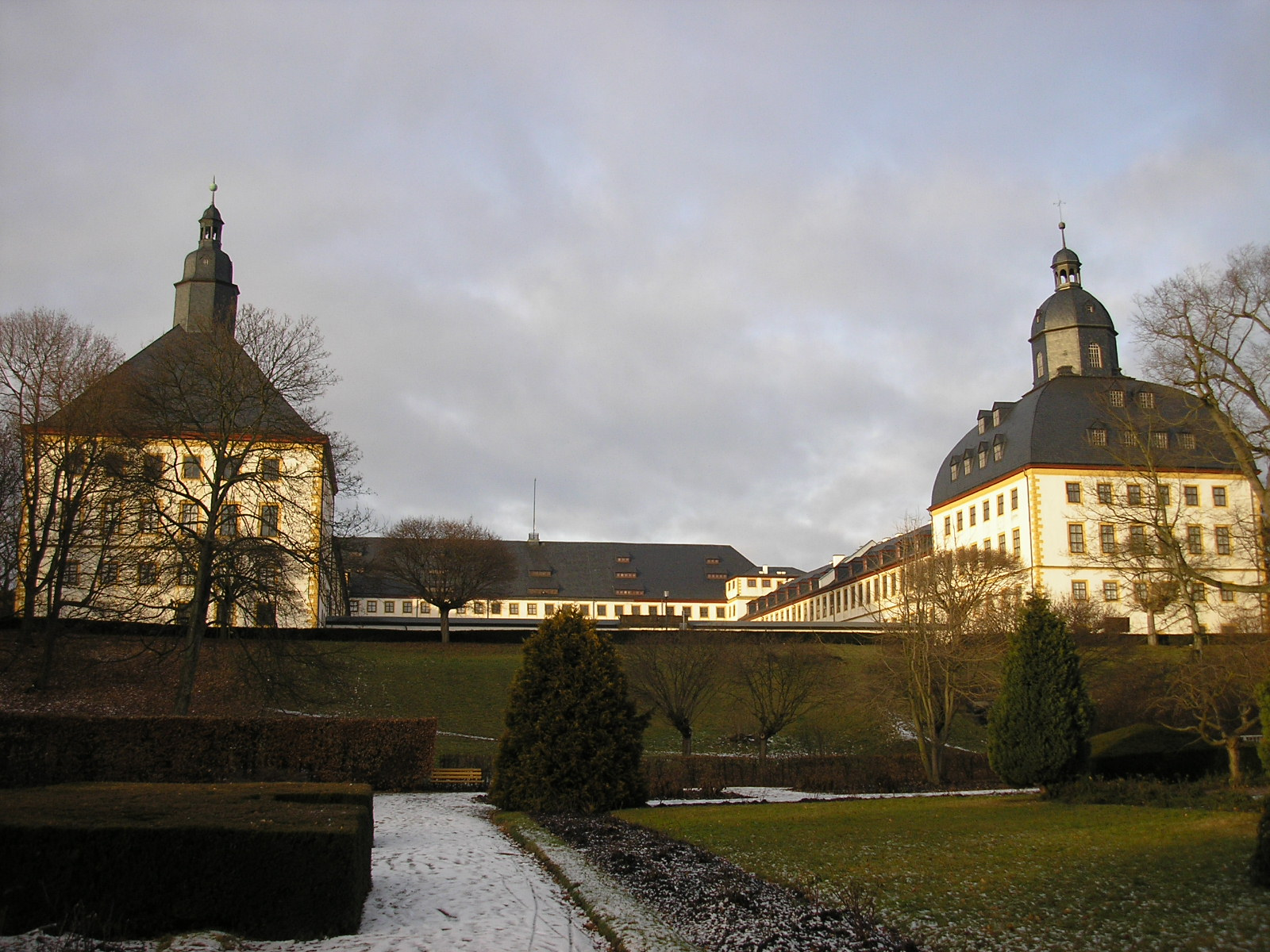
Schloss Friedenstein in Gotha
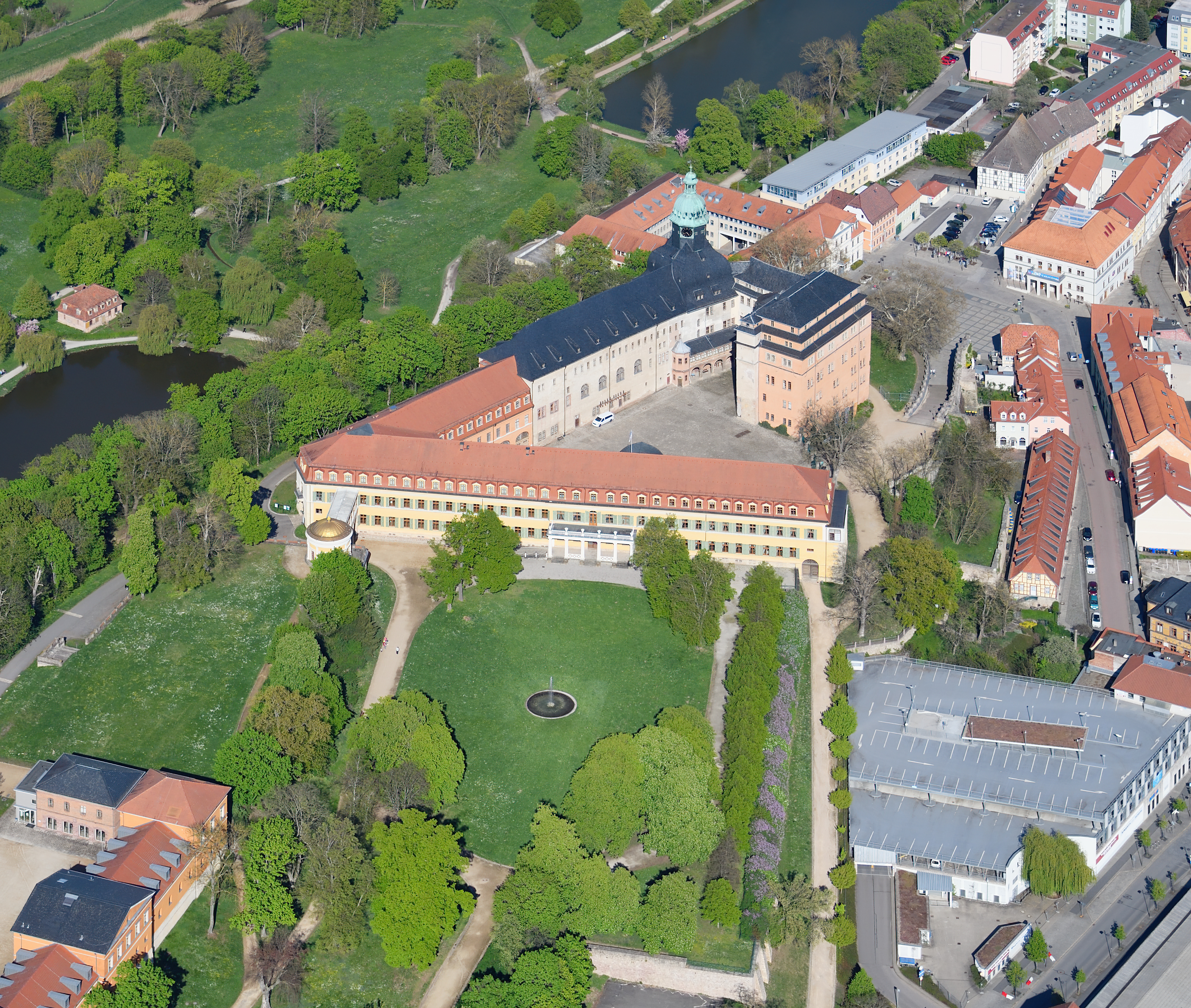
Residenzschloss in Sondershausen
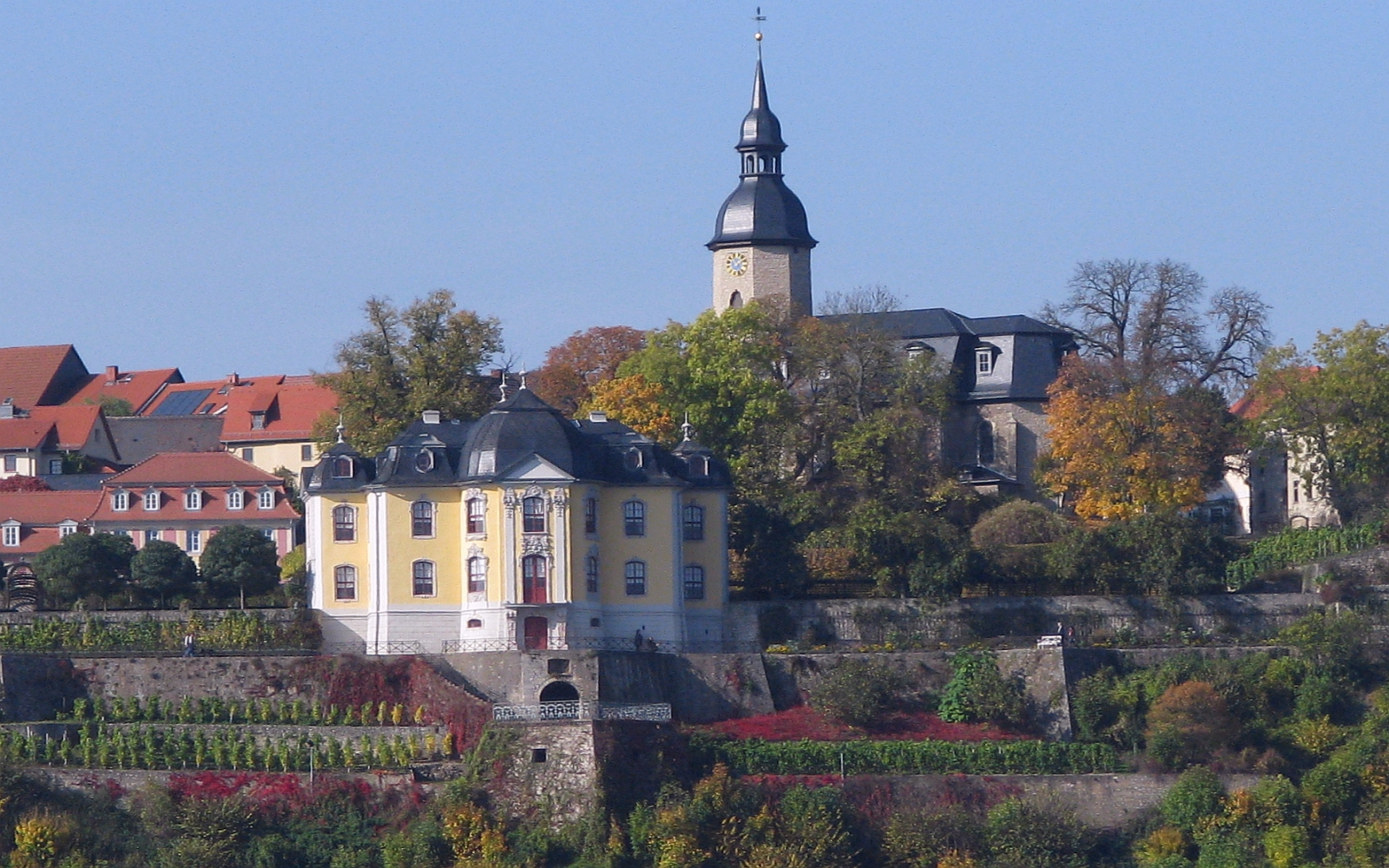
Dornburger Schlösser: Rokokoschloss
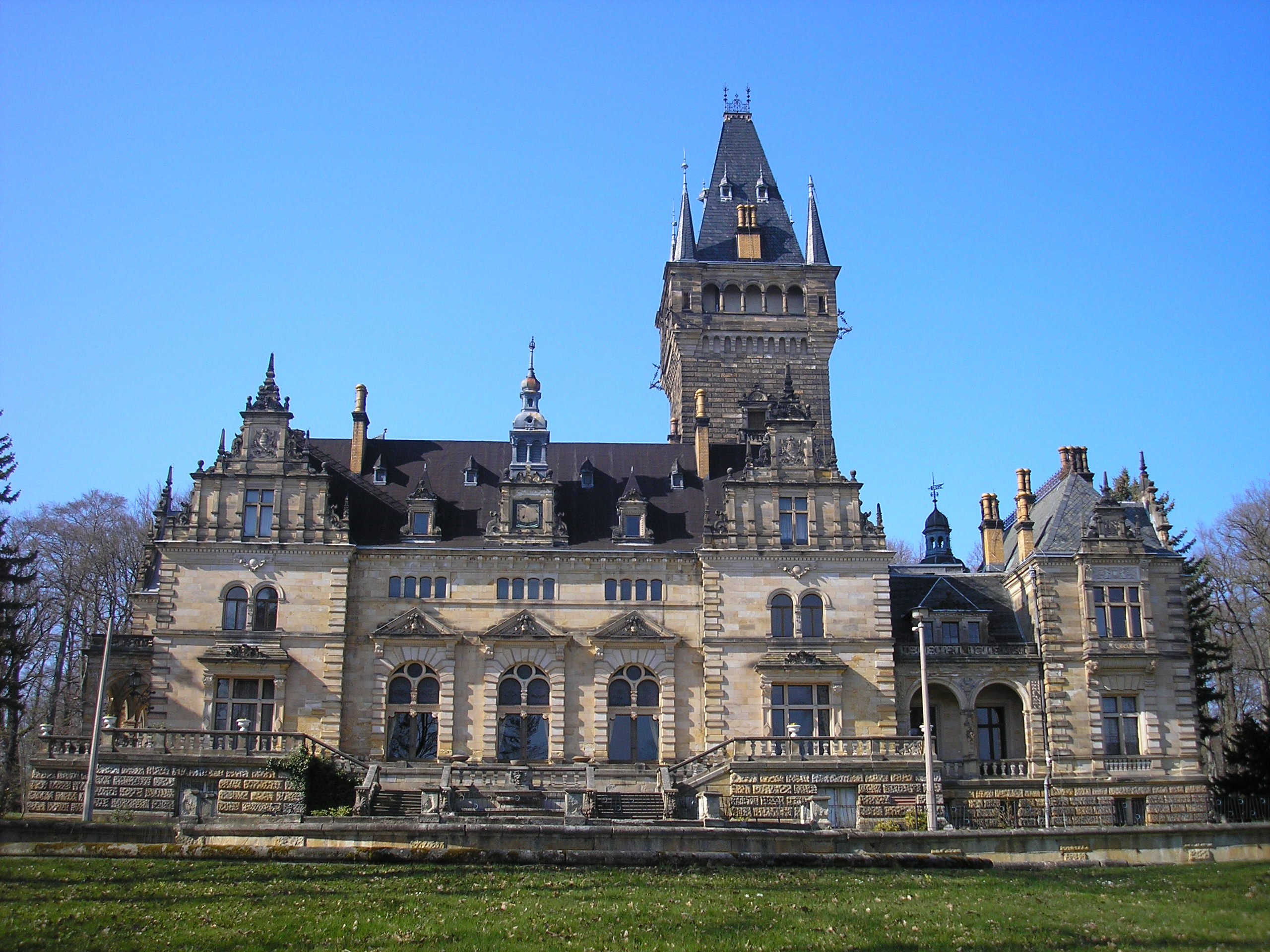
Neues Jagdschloss Hummelshain

### Kirchen und Klöster

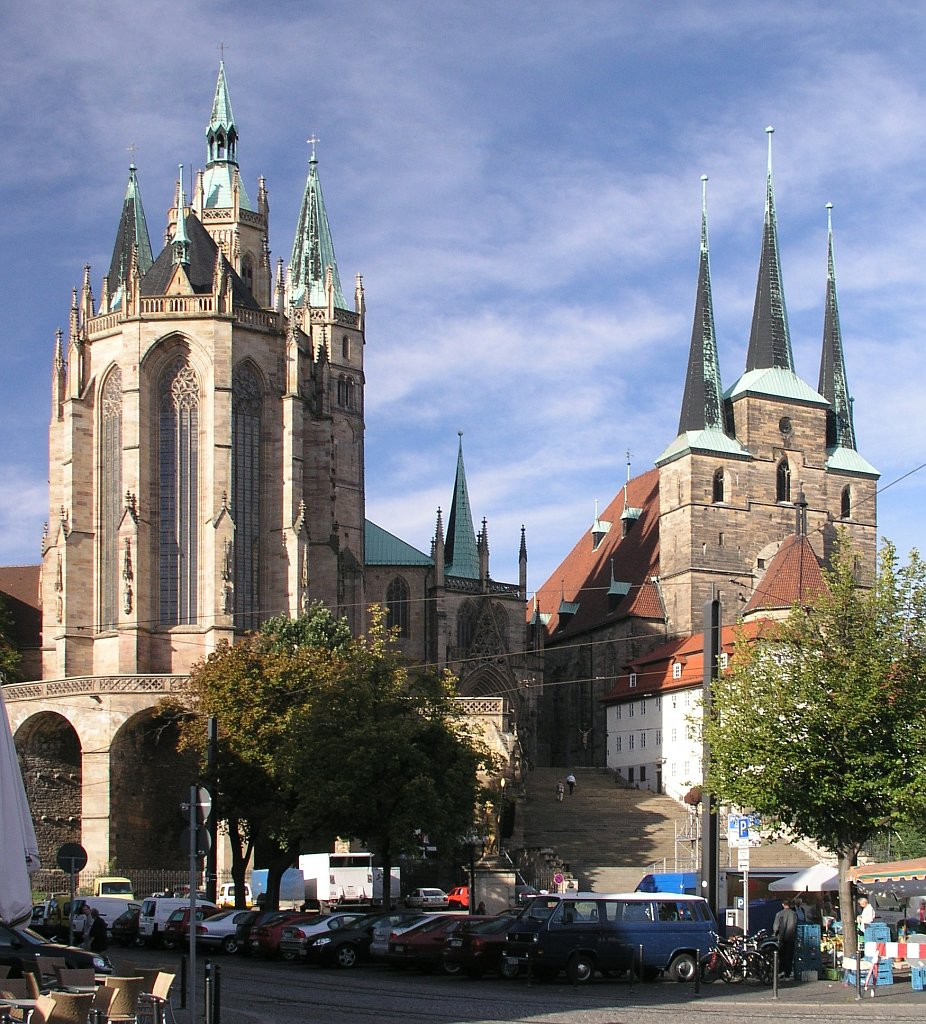
Dom und Severikirche in Erfurt

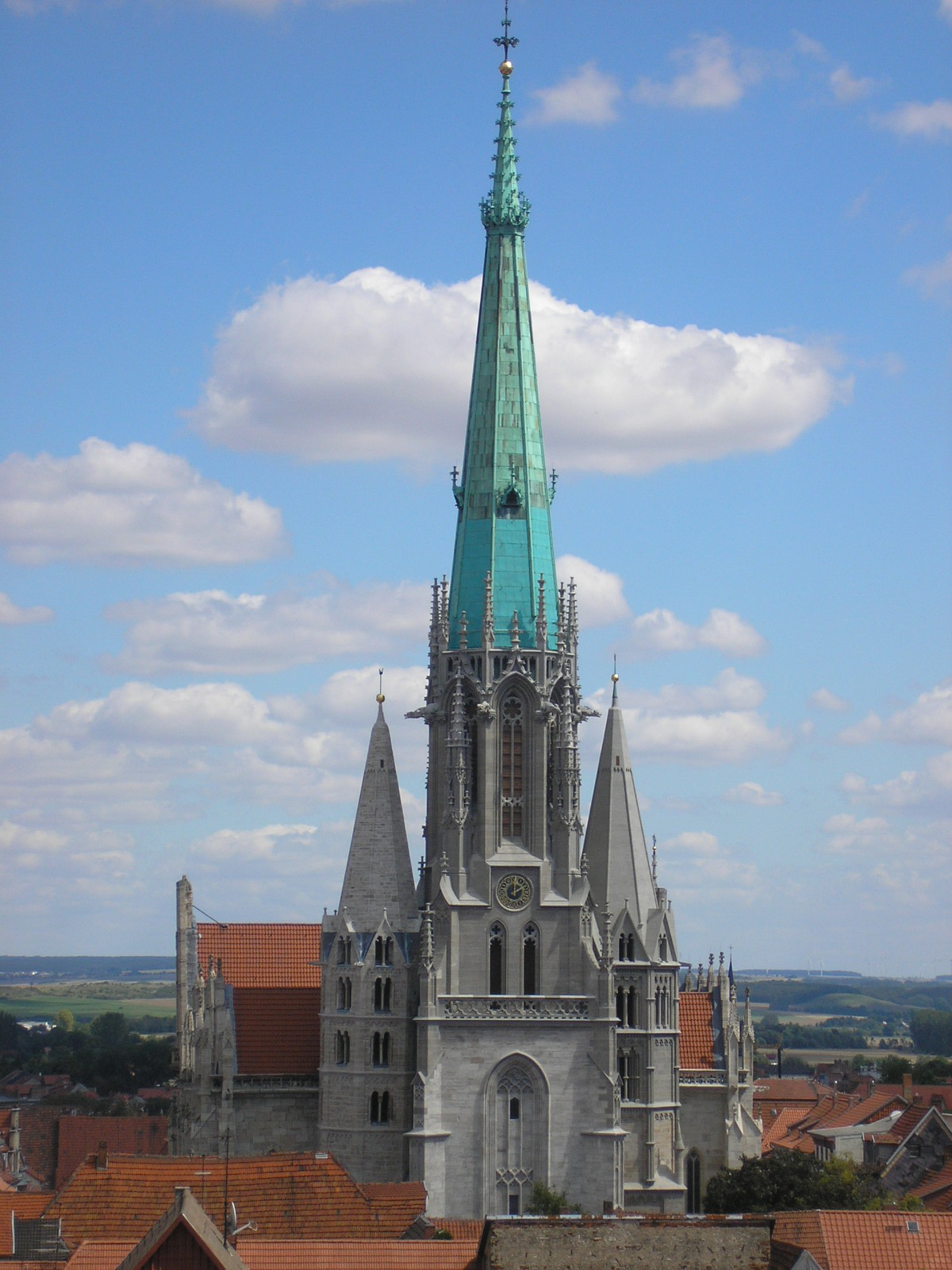
Gotische Marienkirche in Mühlhausen

Die bedeutendsten der etwa 2500 Sakralbauten Thüringens stammen aus der Gotik und stehen in den Zentren der historischen Städte. In Erfurt liegt mit dem Erfurter Dom die größte Kirche Thüringens, die mit der benachbarten Severikirche ein sehenswertes Ensemble bildet. Darüber hinaus stehen in der Erfurter Altstadt etwa 25 weitere, meist gotische, Pfarrkirchen, die das Stadtbild maßgeblich prägen. Deshalb trägt Erfurt historisch auch den Beinamen „Stadt der Türme“ (lateinisch Erfordia turrita, türmereiches Erfurt).
Als gotische Bauwerke bedeutend sind die beiden Hauptkirchen der früheren Reichsstadt Mühlhausen. Die Marienkirche war ein Zentrum des Bauernkriegs von 1525 und besitzt den höchsten Kirchturm im Freistaat (86 Meter). Die Divi-Blasii-Kirche war eine Wirkungsstätte des Komponisten Johann Sebastian Bach und ist die gotische Hauptkirche Mühlhausens; dem Vorbild ihrer Chorfensterfronten sind die Pfeiler der Brooklyn-Bridge in New York City nachempfunden; die Brücke wurde von dem gebürtigen Mühlhäuser Ingenieur Johann August Röbling entworfen.
Erwähnenswert in der Kirchenlandschaft sind vor allem die Oberkirche in Bad Frankenhausen mit dem um vier Meter aus der Senkrechten geneigten Turm sowie die Russisch-Orthodoxe Kapelle in Weimar, die einst für Herzogin Maria Pawlowna errichtet wurde und zu den ältesten orthodoxen Kirchen Deutschlands gehört.
Die Klöster des Landes verloren im Wesentlichen mit der Reformation am Beginn des 16. Jahrhunderts ihre Macht, woraufhin viele aufgelöst wurden. Daher sind heute vor allem romanische und gotische Klosterruinen erhalten. Historisch bedeutend waren hierbei etwa das Kloster Reinhardsbrunn bei Gotha (Grablege und Hauskloster der Landgrafen von Thüringen) sowie das Erfurter und das Saalfelder Peterskloster. Architektonisch interessant sind die Klosterruinen in Kloster Veßra, Paulinzella, Göllingen oder Stadtroda. Ein bekanntes Thüringer Kloster ist das 1996 wiederbezogene Erfurter Augustinerkloster, in dem Martin Luther einige Jahre seines Lebens verbrachte. In den katholischen Gegenden des Landes (Eichsfeld und teilweise Stadt Erfurt) bestanden einige Klöster noch bis zur Säkularisation der napoleonischen Zeit, ehe auch sie aufgelöst wurden. Seit 1800 bestehen nur noch sehr vereinzelt weitergeführte Anlagen wie beispielsweise das Ursulinenkloster Erfurt oder das Franziskanerkloster Hülfensberg bei Geismar im Eichsfeld.

### Denkmäler
Die bekanntesten Denkmäler im Land sind zum einen das in der Gemarkung Steinthaleben gelegene Kyffhäuserdenkmal, ein 81 Meter hohes, weithin sichtbares Denkmal auf dem gleichnamigen Gebirge bei Bad Frankenhausen. Es wurde zwischen 1890 und 1896 errichtet und nimmt Bezug auf die Kyffhäusersage, wobei Kaiser Wilhelm I. als Reichseiniger in direkten Bezug zu Friedrich Barbarossa gesetzt und als Wahrer seines Vermächtnisses dargestellt wird. Nach dem Völkerschlachtdenkmal in Leipzig und dem Denkmal an der Westfälischen Pforte ist das Denkmal auf dem Kyffhäuser das drittgrößte in Deutschland.
Ein weiteres weithin bekanntes Denkmal ist das Goethe- und Schiller-Denkmal auf dem Weimarer Theaterplatz. Es gehört zum Weltkulturerbe und zeigt die Dichter Johann Wolfgang von Goethe und Friedrich Schiller. Eingeweiht wurde es 1857.
Das 33 Meter hohe Burschenschaftsdenkmal bei Eisenach von 1902 erinnert an die deutschen Burschenschaften des frühen 19. Jahrhunderts, die unter anderem beim Wartburgfest von 1817 eine Rolle spielten.

## Varia
- Die 2-Euro-Gedenkmünze „Wartburg–Thüringen“, gestaltet von Olaf Stoy, wurde am 1. Februar 2022 in einer Auflage von 30 Millionen Exemplaren in Umlauf gebracht.[79]